# Pintura do romantismo

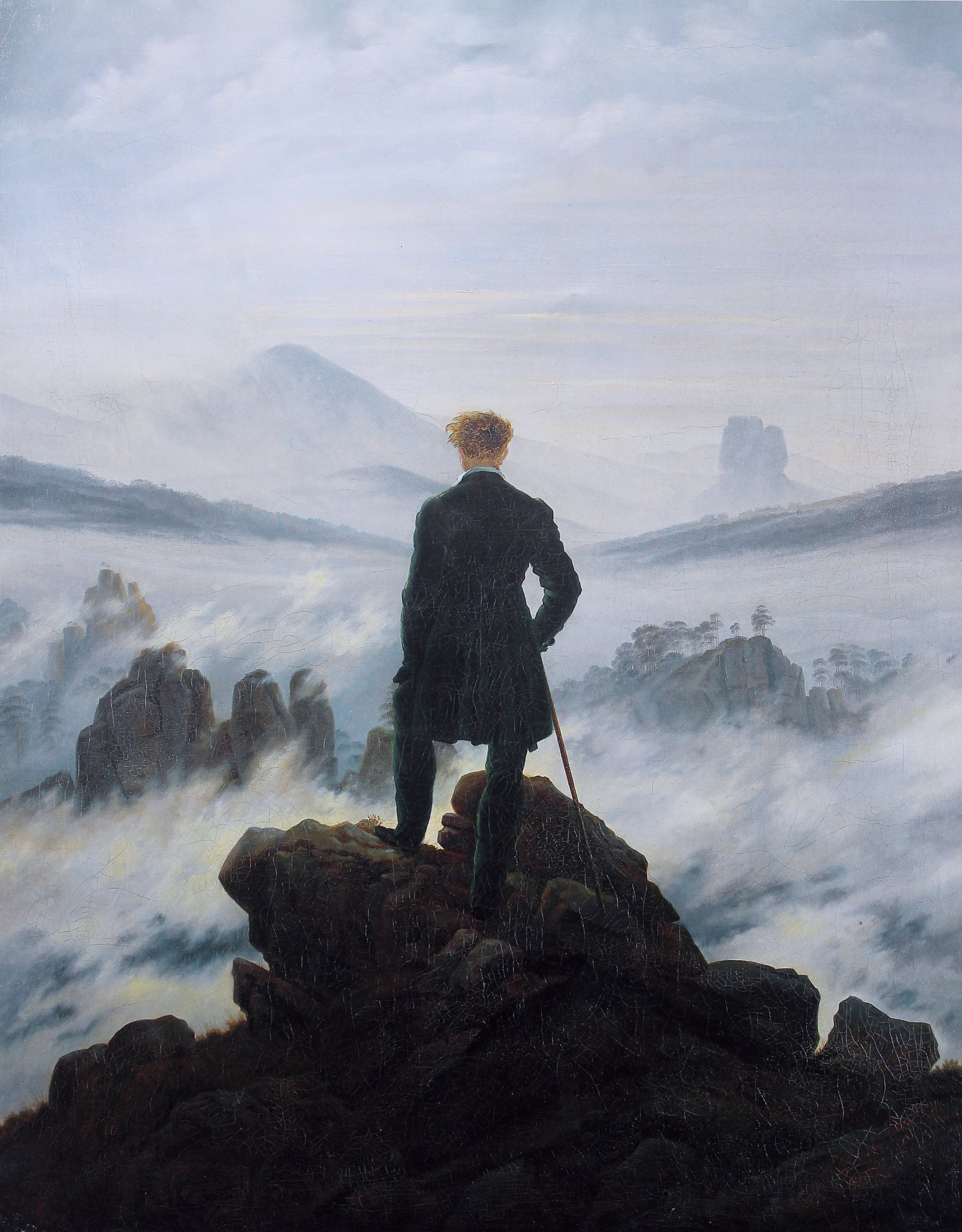
Caspar David Friedrich: O peregrino sobre o mar de névoa, 1818. Kunsthalle

Chama-se Romantismo um feixe heterogêneo de estilos encontrados na pintura ocidental num período de mais de cem anos entre o fim do século XVIII e o fim do século XIX, como uma reação ao equilíbrio, impessoalidade, racionalidade e sobriedade do classicismo, e cuja ênfase estava na expressão de visões pessoais fortemente coloridas pela emoção dramática e irracional. Uma cronologia unificada é impossível de estabelecer; varia conforme a região e os autores também discordam sobre sua amplitude, alguns reduzindo o período para entre o início do século XIX e apenas poucas décadas seguintes.

## Origens do movimento
O Romantismo tomou forma de aborda, primeiramente como uma tendência naturalista na crítica literária e na filosofia, e teve grande influência sobre as outras artes e a cultura da sociedade em geral. Surgiu nos meados do século XVIII através dos escritos de Rousseau e outros filósofos do Iluminismo, que entre outras ideias alimentavam o mito do "bom selvagem" e advogavam um retorno à natureza. Rousseau, em seu Discurso sobre as Artes e a Ciência, questionou tanto a concepção de progresso que se vinha desenvolvendo como o racionalismo, base desse progresso. Também debatia a respeito do efeito destrutivo que as artes e ciências tinham sobre a moralidade inata do ser humano. Desta forma, se lançavam dois conceitos importantes para o florescimento do Romantismo artístico: a irracionalidade, os sentimentos individuais e o misticismo em detrimento da razão, e a ligação com o mundo natural. Logo esse corpo de ideias, centrado no igualitarismo e no individualismo, se expandia para um ataque aos sistemas de poder como o Estado aristocrático e a Religião institucionalizada, alegando que a ordem natural não autorizava as desigualdades sociais, contribuindo poderosamente para a eclosão de movimentos político-sociais como a Revolução Francesa e a luta pelos direitos civis igualitários, que mais tarde dariam origem à democracia como hoje a conhecemos.
Outra fonte para o substrato conceitual da pintura romântica foi o desenvolvimento da teoria do sublime pelo irlandês Edmund Burke, logo ecoada pelo enciclopedista Denis Diderot na França. Segundo eles, tudo o que espanta a alma, tudo o que nela imprime uma sensação de terror, leva ao sublime, ou seja, àquilo que é elevado, grandioso, exaltado. Nesta teoria, a beleza e o sublime são opostos. Enquanto que a luz realça a beleza, tanto treva como luz, levadas ao extremo, obliteram a visão do objeto, e geram o espanto, a incerteza, a confusão e o sublime, embora assim como a beleza, ele possa gerar deleite quando se percebe que o terror é fictício. Era uma visão toda contrária à concepção clássica de qualidade estética, admitindo a feiura e o horror como elementos capazes de gerar prazer estético pelo estímulo intenso das emoções. Kant contribui para essa noção dizendo em sua Crítica do Julgamento que "chamamos de sublime aquilo que é absolutamente grande", e notando que a beleza se liga à forma do objeto, tendo, assim, limites, e que o sublime é caracterizado pelo informe e pelo ilimitado. Ademais, poetas como Blake, Wordsworth, Byron e Shelley rejeitavam o racionalismo e a ordem da civilização dizendo que a natureza, mais o poder curativo da imaginação, poderiam levar as pessoas a uma transcendência de seu cotidiano difícil, e que os poderes da criatividade poderiam ser usados para transformar o mundo e regenerar sua espiritualidade. Assim os artistas se consideravam profetas de uma nova era e os intérpretes da realidade.

## A pintura romântica

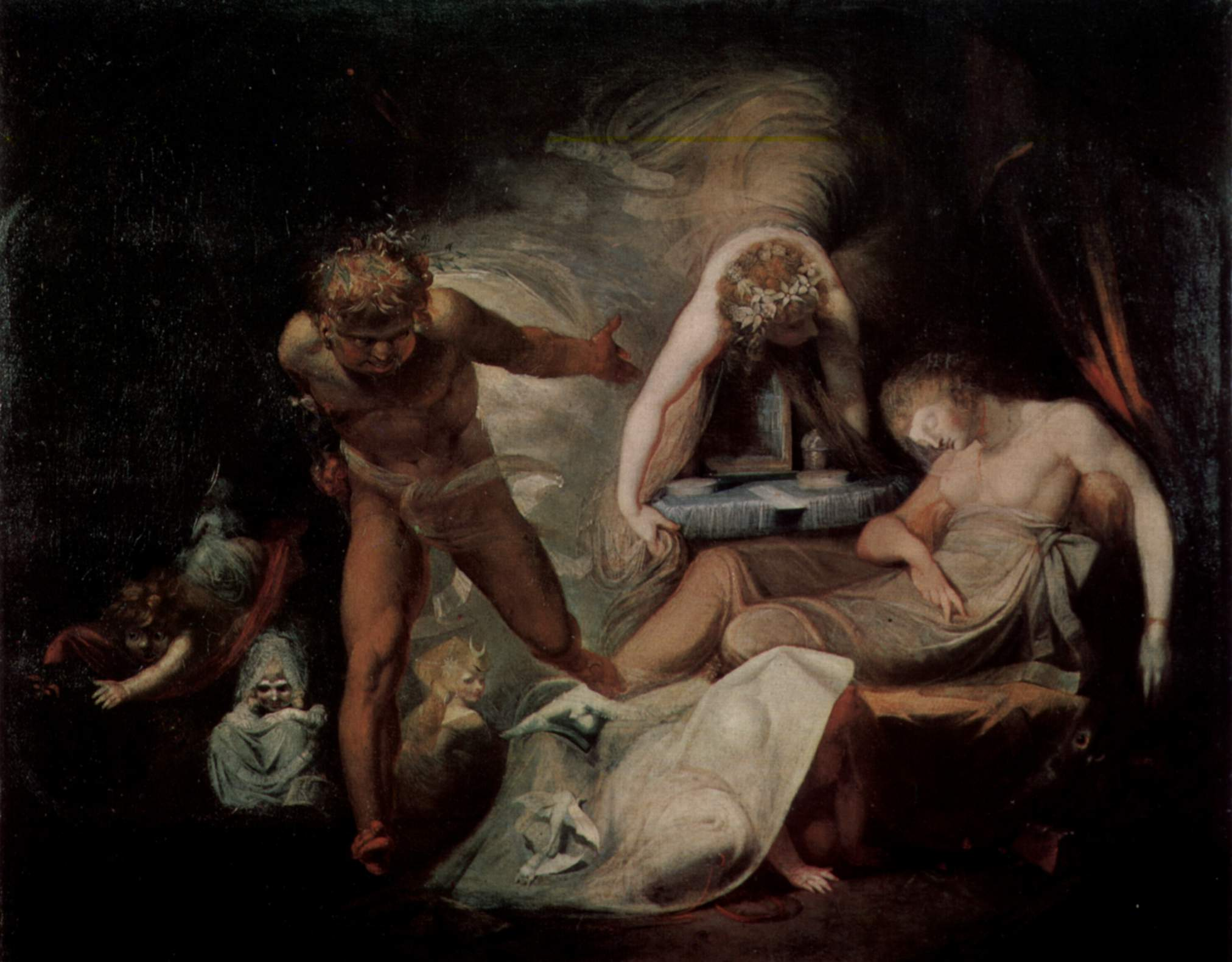
Fuseli: O sonho de Belinda, 1780-1790. Art Gallery of Vancouver

Delacroix: A Liberdade guiando o povo, 1830. Museu do Louvre

A definição do Romantismo na pintura é difícil. Não foi um estilo unificado em termos de técnica ou temática, já que a diversidade de contextos nos vários países onde essa corrente floresceu deu margem à formação de escolas regionais bastante características e por vezes centradas em temas ou abordagens específicos. Já disse Baudelaire:
"O romantismo não se encontra nem na escolha dos temas nem em sua verdade objetiva, mas no modo de sentir. Para mim, o romantismo é a expressão mais recente e atual da beleza. E quem fala de romantismo fala de arte moderna, quer dizer, intimidade, espiritualidade, cor e tendência ao infinito, expressos por todos os meios de que as artes dispõem"...
Desde já se entende que são de esperar o surgimento de tendências múltiplas se agitando sob um mesmo rótulo, às vezes concordes, outras em aparente oposição, e a história da pintura revela o quão acertada foi a análise do poeta. Geralmente se concede que um elo unificador foi o desejo de expressão do individual, do intenso, do subjetivo, do irracional, do espontâneo e do emocional, do visionário e do transcendente, antes do que o impessoal, o lógico, o moderado e o claro, o equilibrado e o pré-programado que estruturaram o ideal clássico. Muitas vezes a expressão do gênio individual gerou projetos que buscavam primariamente chocar, cortejando o bizarro, o não-convencional, o exótico e o excêntrico e beirando o melodramático, o mórbido e o histérico.
Suas ideias individualistas favoreceram o nascimento da liberdade de escolha, de um senso de integridade e independência do artista e de um espírito avesso às convenções estilísticas de sistemas de valores genéricos e impessoais como os sustentados pelo Neoclassicismo e o Academismo. Naturalmente essa postura se chocava contra a ordem estabelecida, e não admira a proliferação de imagens dramáticas que é uma das marcas dessa escola, expressando a solidão e angústia do criador diante de uma sociedade incompreensiva, só encontrando consolo na natureza, representada com uma face ora épica e heróica, ora lírica e terna, ora patética e aterrorizante, como um espelho de sua alma atormentada mas em união mística com a Criação em seu estado virgem. Também esses sentimentos muitas vezes se mostravam como uma profunda compaixão para com o sofrimento do homem, ou como uma revolta contra a opressão e as desigualdades, tendo muitas vezes servido a pintura para defender o povo contra a tirania do sistema, vide a contribuição de Goya e Delacroix. Não obstante, com o passar dos anos seus valores mais vigorosos e contestadores foram incorporados pela própria Academia e se tornaram convencionais, degenerando para um sentimentalismo inócuo e por vezes afetado. 

Bierstadt: Entre as montanhas da Sierra Nevada. Smithsonian American Art Museum

Crendo ainda que o mundo invisível poderia ser tornado visível pela mão do artista, um mundo regido não pela moralidade ordinária mas por forças supra-racionais que tinham uma lógica e hierarquia próprias, também se tornam comuns as representações de sonhos e pesadelos, de visões místicas e religiosas, de fábulas, de mitos antigos, e do imaginário interior subjetivo de cada artista, bem exemplificados na obra de Blake e Fuseli. Outros experimentam a dissolução das formas a fim de transcender os limites convencionais de nossa visão e abrir as portas de novas formas de percepção e sensibilidade, como atesta a pintura quase abstrata de Turner em seus melhores momentos.
Embora comumente concebida em oposição à pintura neoclássica e acadêmica, a romântica em muito delas depende em termos de técnica e tomou de empréstimo muitos de seus modelos formais e ocasionalmente seus temas, sendo por vezes uma tarefa inglória definir fronteiras de estilo, ambos coexistindo durante um bom tempo. Como distinção genérica, os românticos dão maior ênfase à cor, seu desenho é menos exato e linear, privilegiando a mancha e a pincelada expressiva na construção da forma, suas composições são mais movimentadas e sua luz tem contrastes mais poderosos. A paisagem amiúde está convulsionada por tempestades ou o mar agitado, com efeitos impactantes de atmosfera e iluminação, realçando a sensação de grandioso na vista de altas montanhas, vales profundos e o horizonte infinito, temas centrais na arte de Bierstadt, Friedrich e outros.
Mas a violência e majestade da natureza, o sofrimento do homem, o arroubo místico, não foram as únicas linhas de trabalho românticas, e imaginar que o Romantismo é feito apenas de drama é privá-lo de boa parte de seu interesse e força; visões introspectivas, mais líricas e contemplativas, tintas de um otimismo claro e conciliador, também são elementos típicos e essenciais da escola, e entre esses dois extremos se formam sínteses as mais diversas. Arquiteturas classicistas podem ser coloridas com extravagância e envoltas em efeitos de atmosfera impensáveis para David, por exemplo, que foi o protótipo do classicismo em seu estado mais puro; um close-up enternecido sobre a vida do camponês esfarrapado pode revelar um aspecto realista e quase científico de observação do natural, e imagens do oriente, uma temática tão tipicamente romântica, podem ser tratadas com naturalismo e objetividade.
Muitos dos pintores românticos foram grandes viajantes, e buscaram inspiração em países exóticos e pouco conhecidos pelo ocidental. Alguns chegaram a explorar os trópicos e o Ártico, ou penetraram em regiões inóspitas de seus países, divulgando suas belezas naturais e contribuindo para o desbravamento e colonização de vastas áreas virgens, como foi o caso típico dos românticos norteamericanos. Outros, incapazes de se contentar com seu cotidiano, localizaram sua obra em tempos antigos, idealizando o passado e reconstruindo plasticamente uma história e tradições das quais não havia registro visível e dando substrato para a construção ou consolidação de um senso de identidade nacional, mesmo que se hoje seja óbvio que a imagem apresentada frequentemente não correspondia aos fatos revelados pelas pesquisas científicas posteriores.

## Escolas nacionais

### Inglaterra

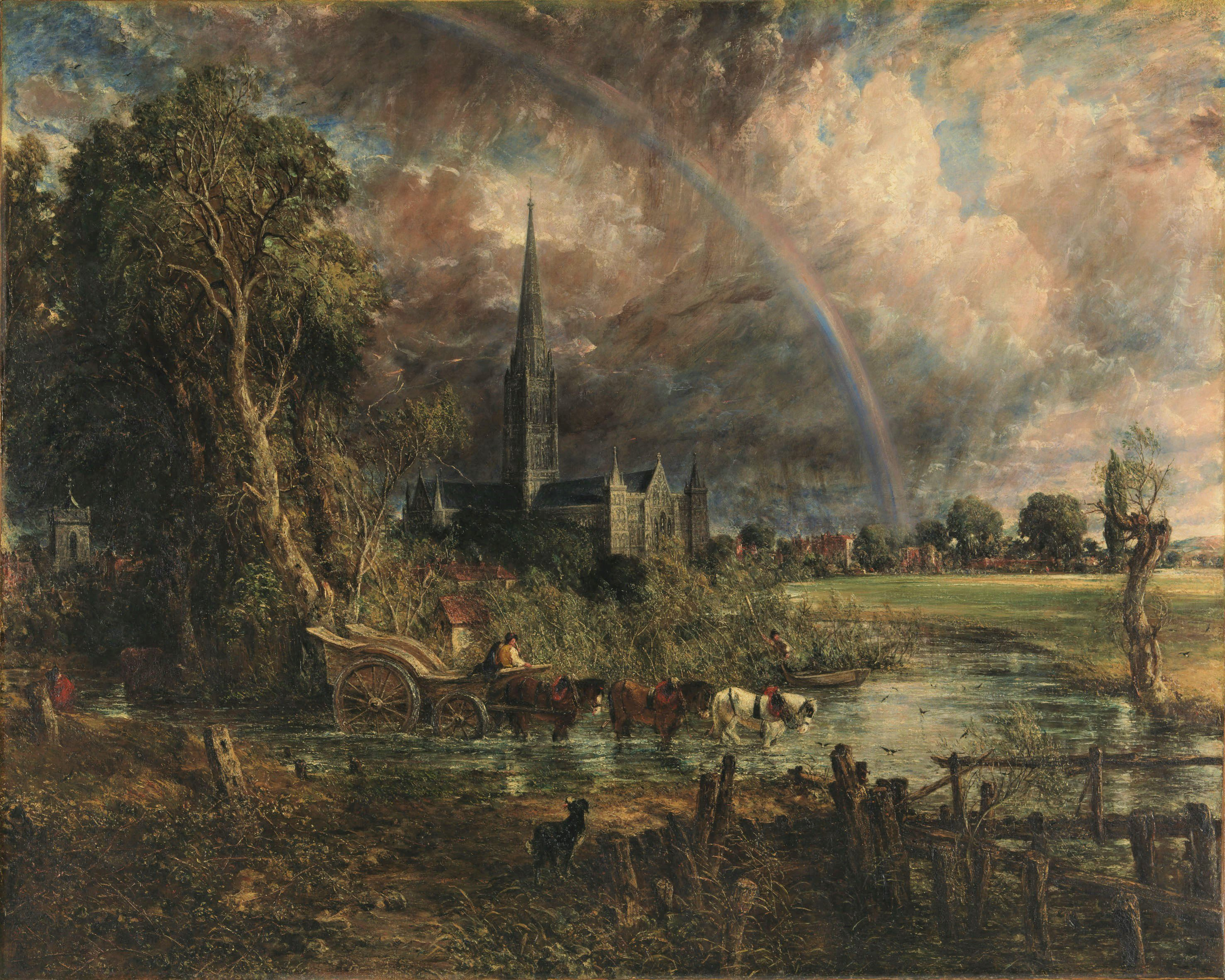
John Constable: A catedral de Salisbury

William Turner: O incêndio no Parlamento, 1835. Cleveland Museum of Art

O Romantismo inglês nasceu por volta de 1780 na obra de pintores como James Barry, John Hamilton Mortimer, John Brown, George Romney e Henry Fuseli, insatisfeitos com o Academismo reinante. Buscaram, influenciados pelo Maneirismo italiano, na paisagem e em temas literários e imaginários a inspiração para seu gosto eclético e inclinado ao heróico e o patético. O poeta e pintor William Blake foi influenciado por este grupo, evoluindo para a representação de uma cosmologia mística e simbólica que continuava a tradição das iluminuras medievais, e crendo que somente o gênio poético seria capaz de perceber o infinito até mesmo em uma folha de grama. Blake foi uma referência para as paisagens sonhadoras e intensas de Samuel Palmer e Edward Calvert, que não obstante não viam oposição entre o irracional e o empírico, e estimularam uma pesquisa dos fenômenos naturais.
John Varley no início do século XIX recomendava a seus discípulos que se baseassem na natureza para tudo, mas dois dos maiores nomes do Romantismo inglês, John Constable e William Turner, foram muito além. Mesmo sendo admiradores do classicismo, preferiam uma interpretação altamente personalista da natureza, buscando efeitos inusitados de atmosfera e luz. Quando Constable expôs em Paris no Salão de 1824 seus trabalhos foram considerados "a própria natureza". Quanto a Turner, suas pesquisas sobre efeitos atmosféricos e luminosos o levaram a se tornar um dos precursores do Abstracionismo. Outros paisagistas importantes foram Francis Danby e John Martin, capturando os aspectos mais dramáticos do mundo natural.
O interesse pela natureza foi direcionado por outros para o retrato de animais, um gênero ainda quase inexplorado e que teve bons sucessos com Edwin Landseer e George Stubbs. Por outro lado, considerando esgotado o filão da paisagem europeia, artistas como William Hodges, Richard Parkes Bonington e Samuel Prout viajaram extensamente em busca do pitoresco e do exótico, chegando à Austrália. No campo do retrato se desenvolve uma preocupação em revelar o mundo interior e a psicologia do sujeito. Retratistas importantes foram Thomas Lawrence e Richard Payne Knight, enquanto que a pintura histórica de caráter medievalista foi praticada por Richard Parkes Bonington.
A vida interiorana foi retratada por David Wilkie de forma despretensiosa, exemplo que foi seguido por William Mulready com um tom mais idealista. A burguesia vitoriana foi um grande mercado para a pintura de gênero, narrativa e pitoresca, mostrando as cenas do cotidiano com uma atenção simpática e observação minuciosa. Os temas podiam passar das vistas panorâmicas, de William Powell Frith, às cenas líricas e intimistas de Augustus Egg, ou girar em torno das dificuldades das classes menos favorecidas, como em Luke Fildes, mesclando o sentimentalismo do Romantismo tardio com uma descrição objetiva influenciada pelo Realismo.
No final do século XIX o Romantismo adquire uma feição peculiar na Escola Pré-Rafaelita, que embora aproveitando recursos do Realismo sua base conceitual era toda romântica e idealista, desejando recuperar uma alegada espiritualidade e pureza que existiria na pintura renascentista anterior a Rafael. Reviveram um espírito corporativo que remetia às guildas medievais, sua produção é marcada por uma técnica de grande refinamento e intenso colorido, em imagens de extraordinária nitidez. Centravam seus temas em cenas pastorais, amorosas, lendas medievais ou folclóricas, e até na tradição clássica, muitas vezes com propósitos moralizantes. Também deram grande impulso à retomada da pintura religiosa na Inglaterra. A escola perduraria ativa até o início do século XX e seus integrantes foram muitos, mas citemos Ford Madox Brown, Edward Burne-Jones, Frederic Leighton,Edward Robert Hughes, William Holman Hunt e John Everett Millais.

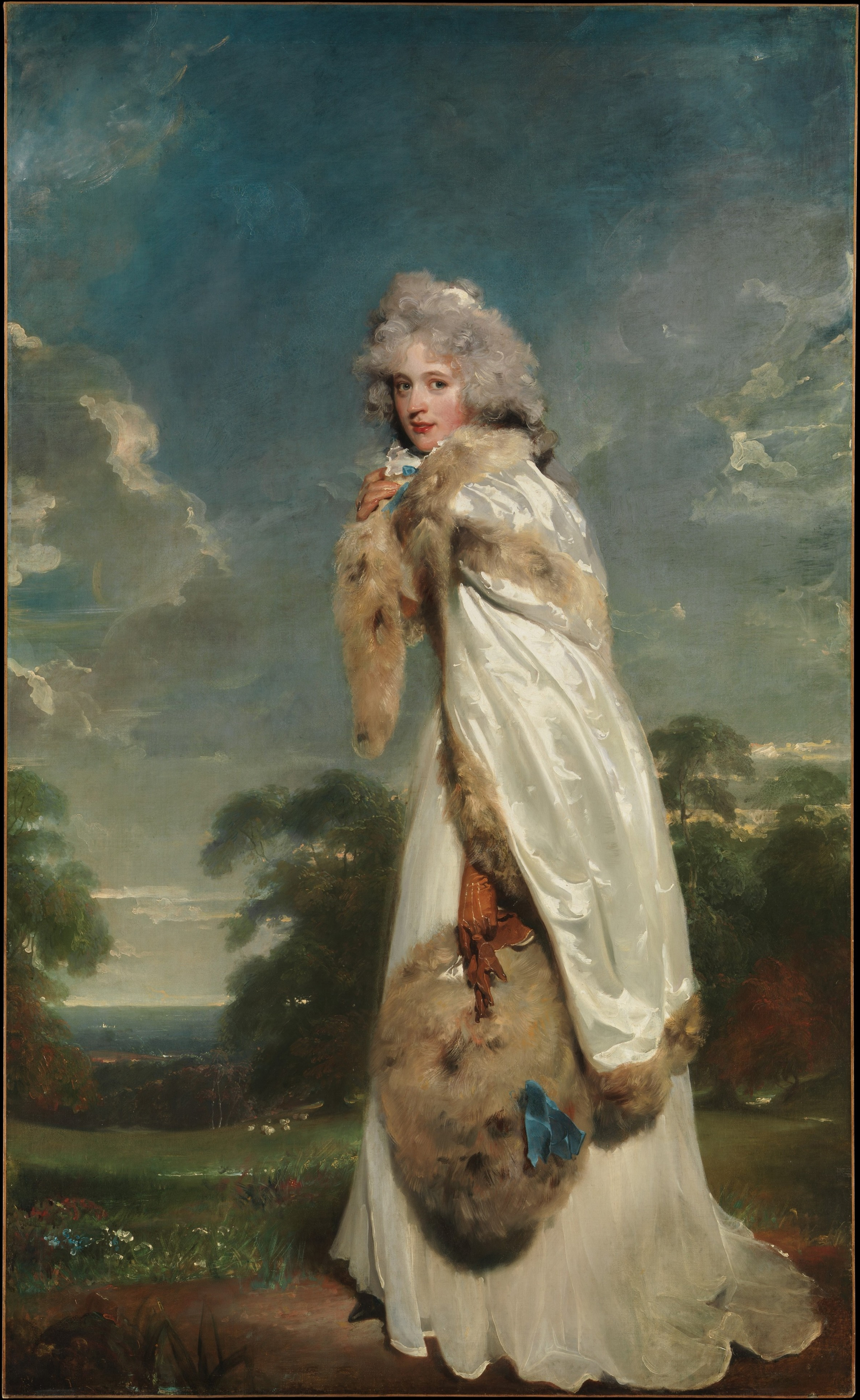
Thomas Lawrence: Retrato de Elizabeth Farren, c. 1791. Metropolitan Museum of Art
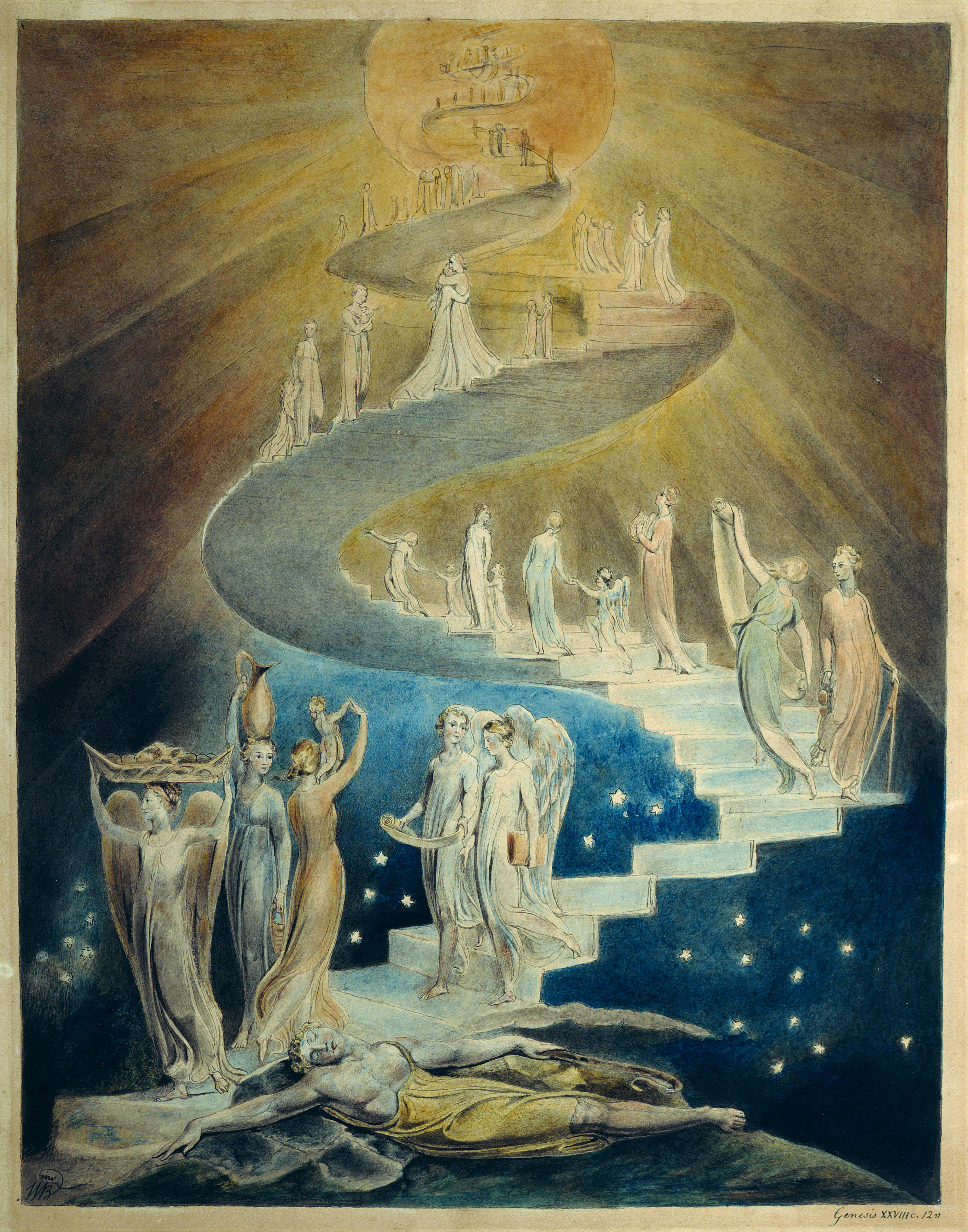
William Blake: A escada de Jacó, c. 1800. British Museum
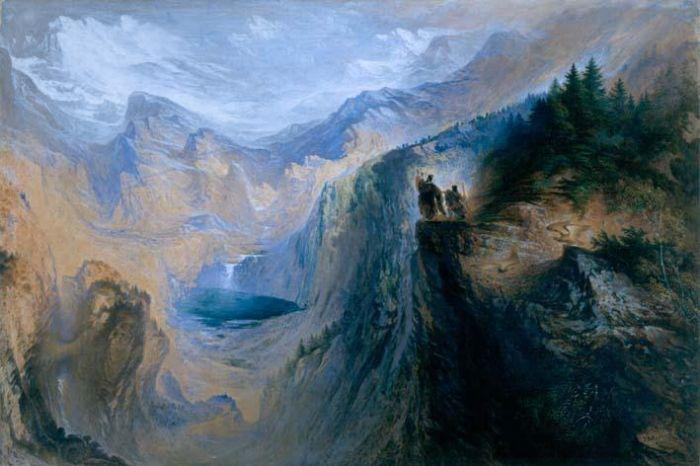
John Martin: Manfred no Jungfrau, 1837
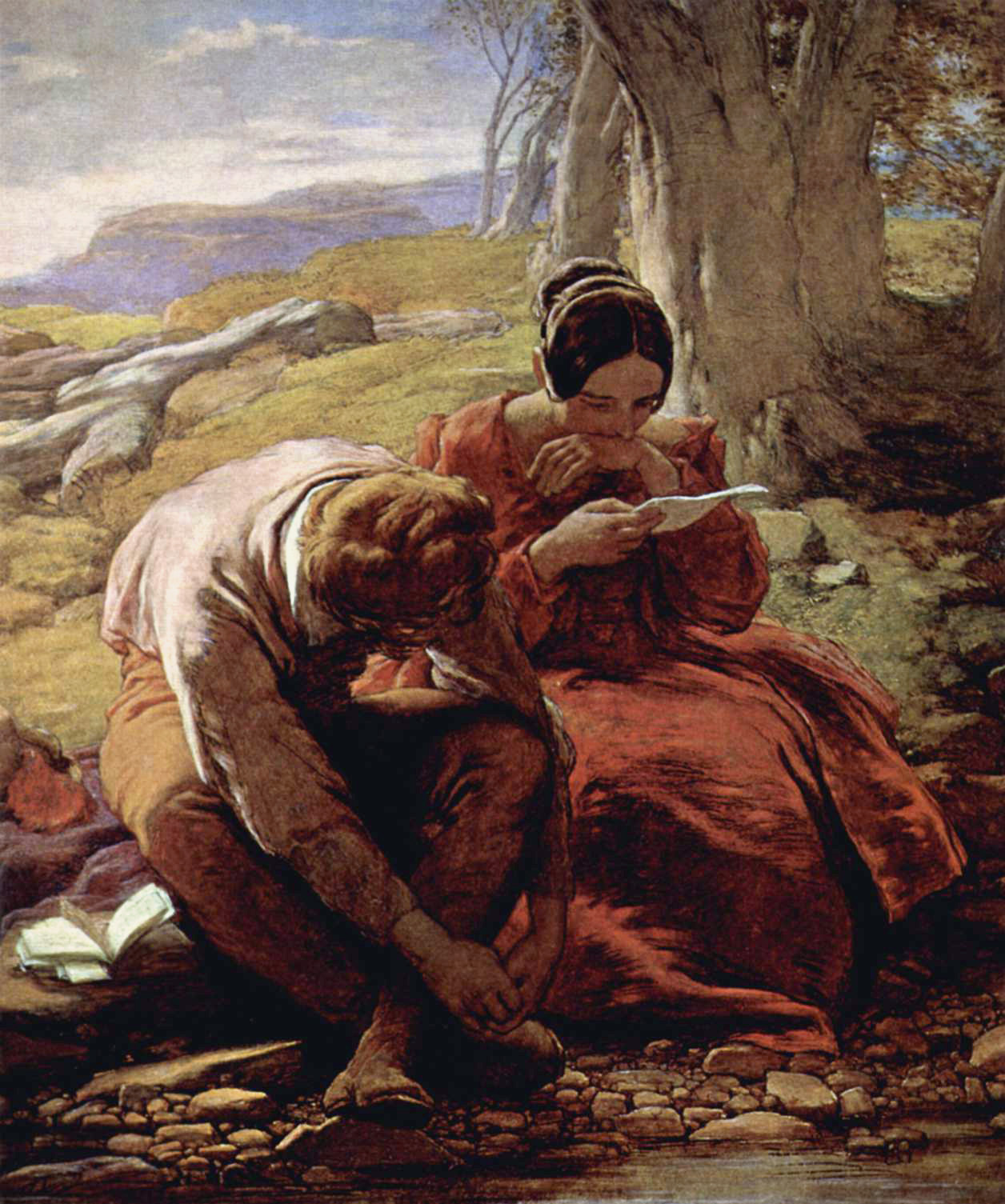
William Mulready: O soneto, 1839. Victoria and Albert Museum

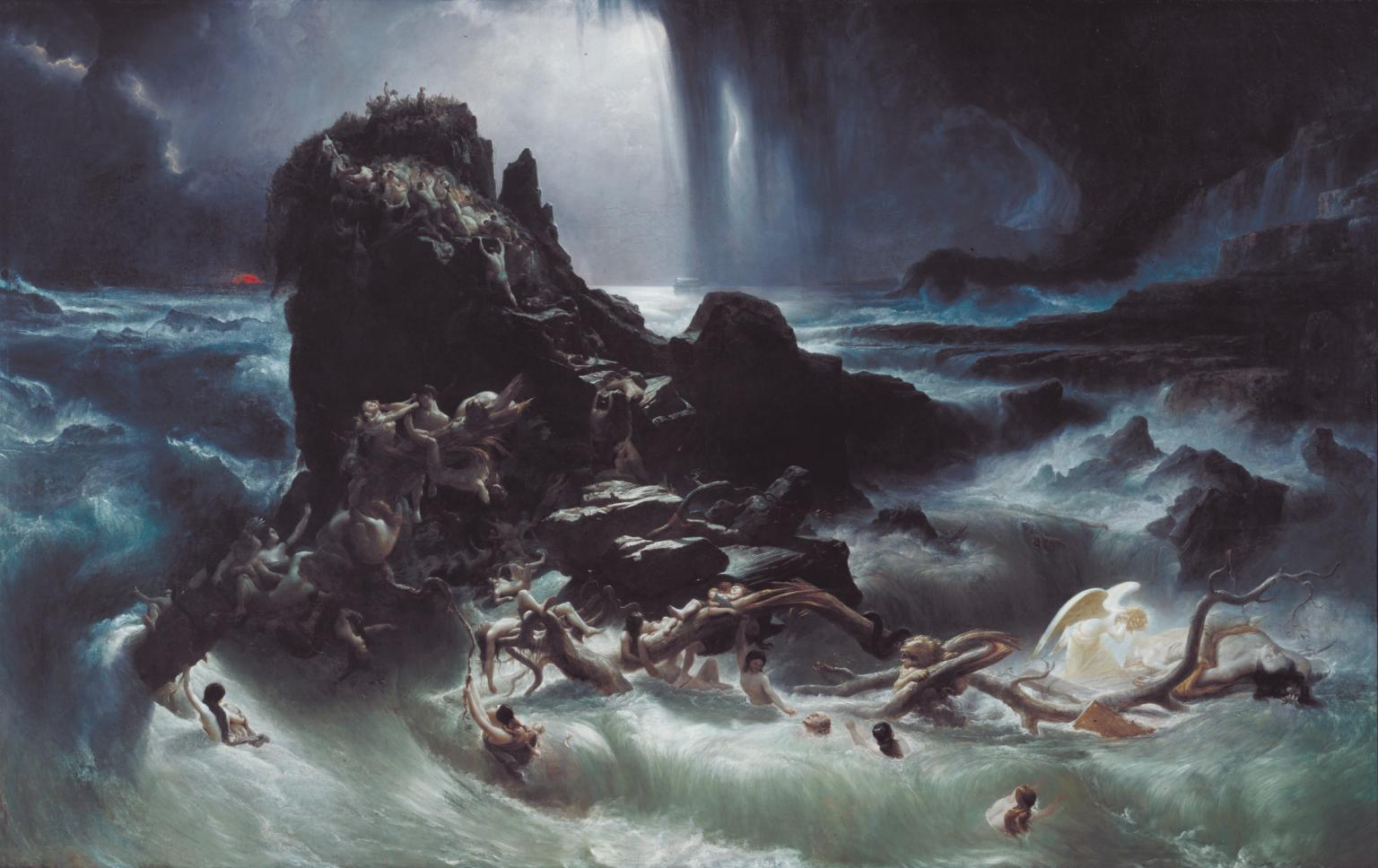
Francis Danby: O dilúvio, c. 1840. Tate Gallery
William Holman Hunt: O pastor galante, 1851. Manchester City Art Galleries
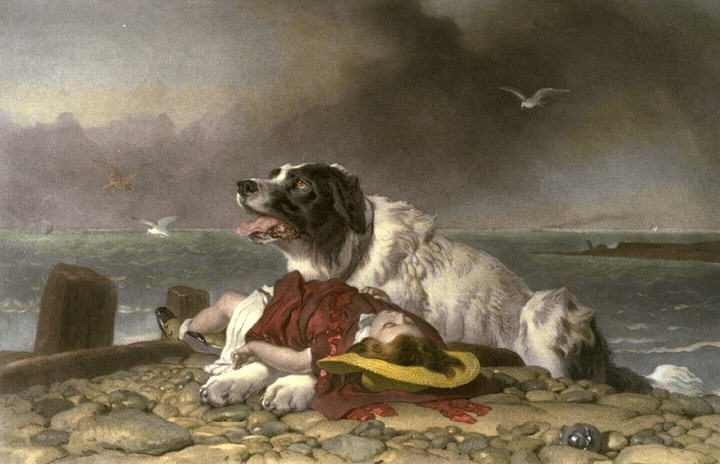
Edwin Landseer: Salvo, 1856.
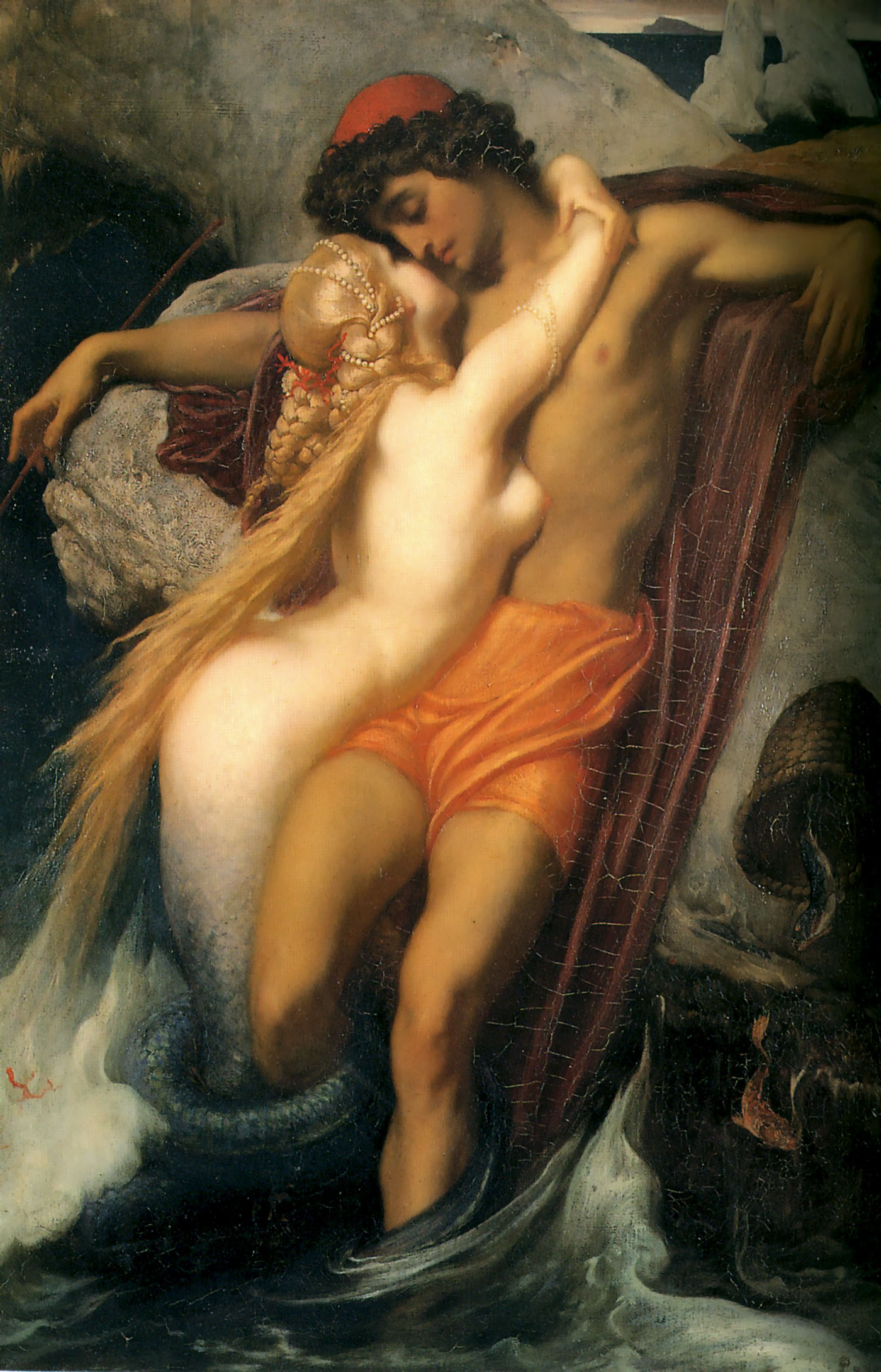
Frederic Leighton: O pescador e a sereia, c. 1856-1858

### Alemanha e Itália
O processo alemão foi semelhante, e a teoria também precedeu a prática. Além do exemplo de Kant citado antes, o movimento Pietista teve um papel em sua recusa ao racionalismo e ênfase no indivíduo. Goethe foi uma influência literária para o Romantismo alemão cuja importância hoje é difícil de colocar em perspectiva, basta dizer que seu livro de juventude Os Sofrimentos do Jovem Werther, de intenso dramatismo, tratando de um amor impossível, uma das peças mais típicas do movimento Sturm und Drang, foi a causa de uma onda de suicídios quando publicado. Outros filósofos como Johann Gottlieb Fichte e Friedrich Schelling, junto com literatos como Schiller, fizeram de Jena um centro do primeiro Romantismo local. Em seguida Heidelberg assumiu a liderança do movimento, com a participação de Clemens Brentano, Achim von Arnim e outros. Trataram de temas tipicamente germânicos, incluindo sua paisagem, seu antigo folclore, a cultura gótica e sua mitologia, sendo uma inspiração para a música e a pintura da época.

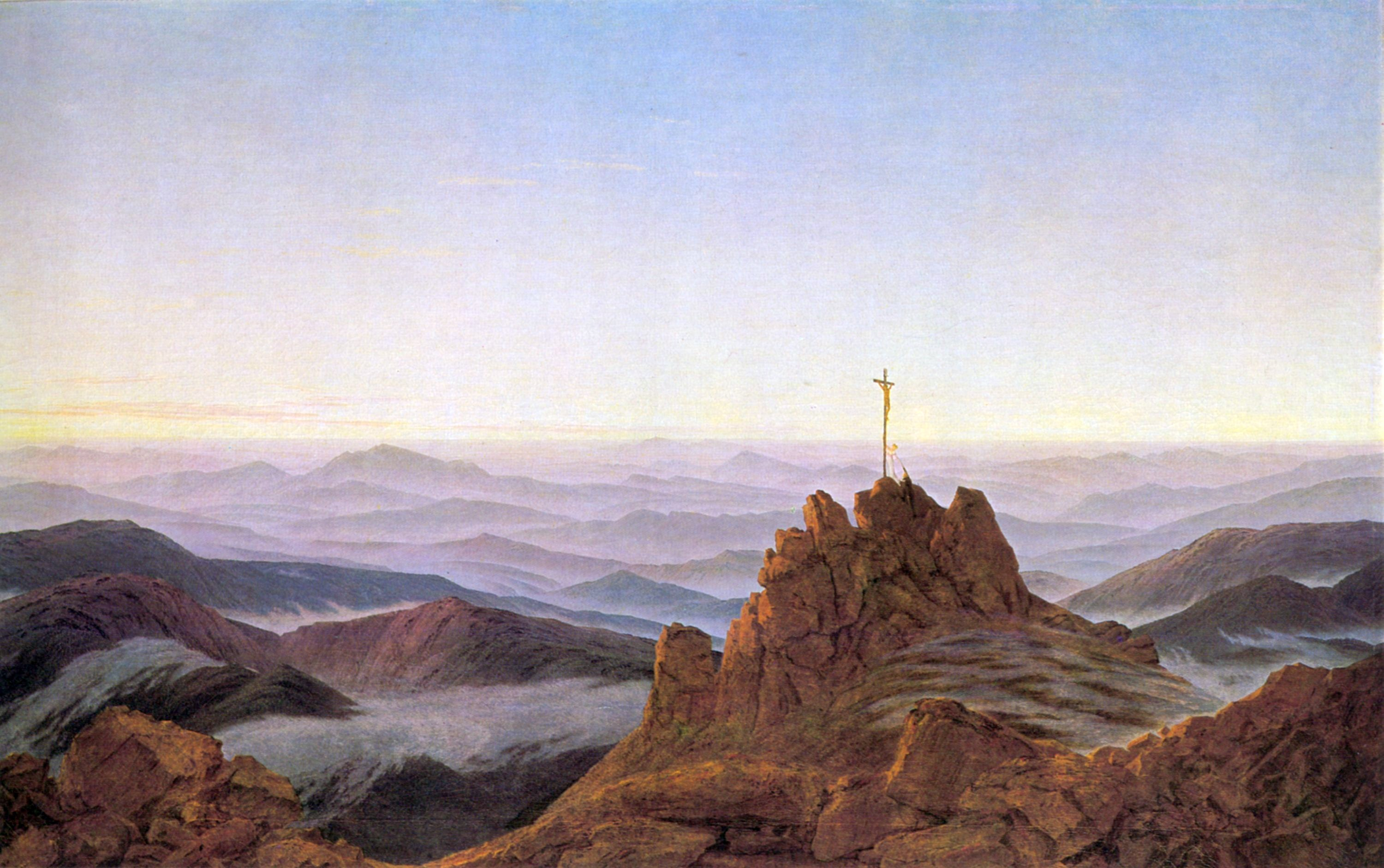
Caspar David Friedrich: Manhã na Risengebirge ou Lugar na neblina da manhã com um crucifixo, 1810-1811. Schloss Charlottenburg

Wilhelm Heinrich Wackenroder em suas Efusões de um monge amante das artes apelava a uma arte cristã que se inspirasse nos antigos mestres locais, onde o artista fosse um intérprete dos mistérios divinos através de seus sentimentos individuais. Philipp Otto Runge já havia se aproximado do misticismo, e foi influenciado por Wackenroder quando se estabeleceu em Dresden. Ali entrou em contato com Caspar David Friedrich, o principal paisagista alemão da época, sendo ambos fortemente atraídos pelo potencial simbólico e alegórico da paisagem, elaborando uma linguagem panteísta e no retrato buscando desvendar a verdade da alma do indivíduo como parte da alma universal.

Carl Spitzweg: O "rato de biblioteca", c. 1850. Coleção Georg Schäfer

Runge também elaborou uma teoria sobre as cores e se interessou pelo folclore germânico. Moritz von Schwind e Adrian Ludwig Richter, seus seguidores, adaptaram as qualidades bucólicas e idílicas de seu trabalho em cenas de gênero ambientadas no campo e nas vilas. A obra de Friedrich se inclinou para a expressão da solidão do indivíduo, do maravilhamento diante da natureza, e para um paisagismo tocado pelo espírito religioso, sendo um precursor desse tipo de associação significativa na Alemanha. Carl Spitzweg também merece lembrança como o principal artista do período Biedermeier e por sua temática centrada nas excentricidades de comportamento.
Uma interpretação especial do Romantismo alemão foi a dos Nazarenos, que contudo trabalharam a maior parte na Itália. Formaram um grupo que em muitos pontos era irmão dos pré-rafaelitas, buscando a pureza perdida da arte antiga e tentando emular o estilo de mestres como Rafael e Perugino. Levavam uma vida pessoal austera e ressuscitaram o espírito corporativo medieval. Sua diferença esteve em sua associação com o Catolicismo, na sua paleta de cores contidas e equilibradas e no emprego da técnica do afresco para muitas de suas obras. Seu líder foi Johann Friedrich Overbeck, com a participação importante de Peter von Cornelius, Joseph von Führich, Julius Schnorr von Carolsfeld e Philipp Veit.
Friedrich Wilhelm Schadow, também membro do grupo, mais tarde voltou à Alemanha e se estabeleceu em Düsseldorf, onde dirigiu a Academia local e centralizou o grupo conhecido como Escola de Düsseldorf, cujos princípios estavam num paisagismo detalhista e imaginativo, muitas vezes incluindo cenas alegóricas ou religiosas como foco temático. Atuaram neste círculo Carl Friedrich Lessing, Johann Wilhelm Schirmer e Oswald Achenbach, dentre outros. A escola também contou com discípulos norteamericanos, George Caleb Bingham, Eastman Johnson, William Morris Hunt, que seriam importantes para o Romantismo nos EUA.
Outros românticos italianos foram reunidos em torno de Giuseppe Bezzuoli, um dos principais pintores de sua geração. Apreciador da arte do século XVII, foi um dos fundadores do Romantismo na península. Dentre seus discípulos estava Giovanni Fattori, líder mais tarde do grupo Macchiaioli, que desejava romper com a tradição acadêmica. Sua técnica de pinceladas livres foi uma precursora do Impressionismo italiano. Seu estilo assimilou traços realistas e elaborou uma visão poética da natureza e do cotidiano. Giuseppe Abbati, Silvestro Lega e Telemaco Signorini fizeram parte desse grupo de vanguarda.

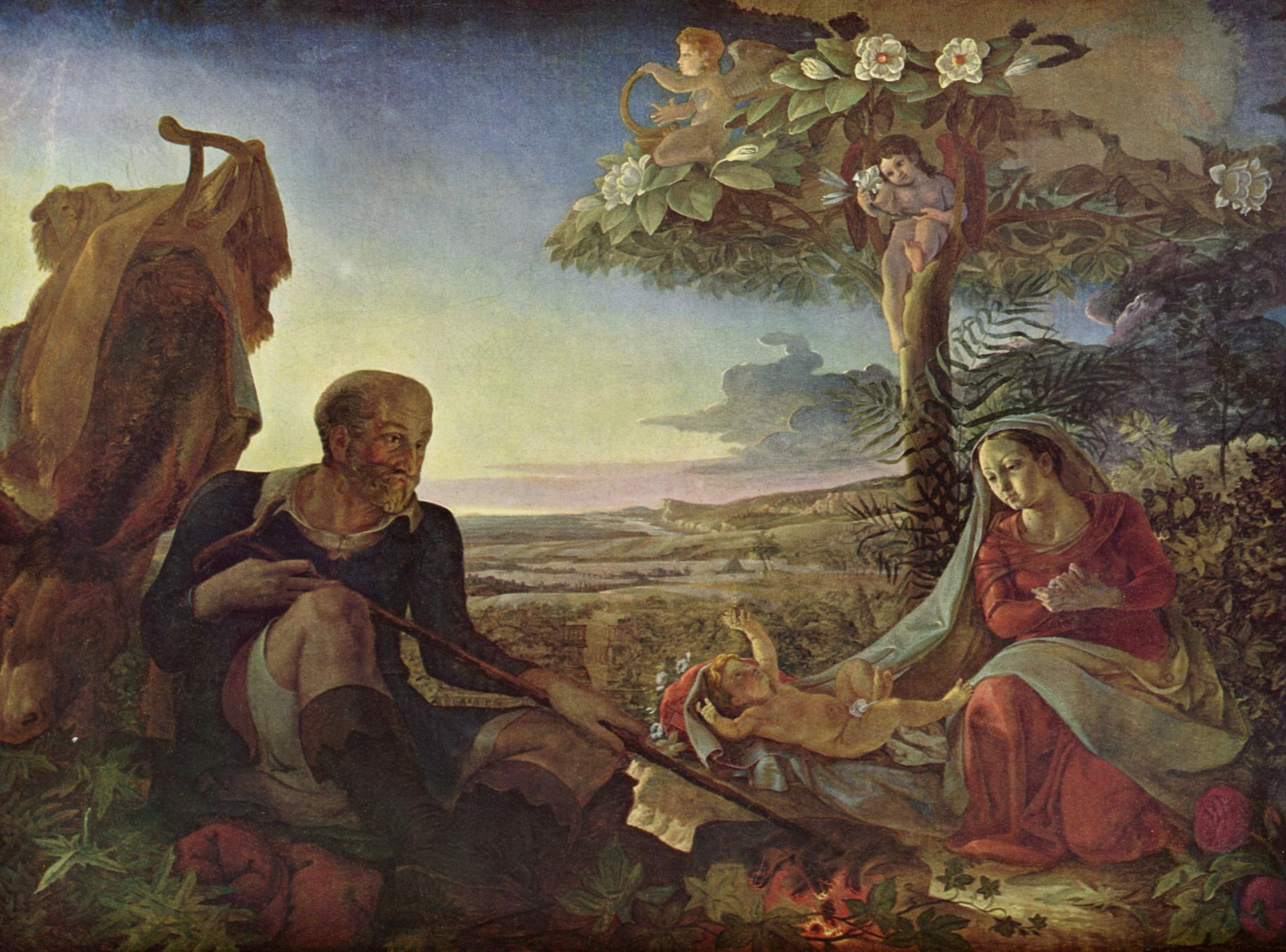
Philipp Runge: O descanso na fuga para o Egito, 1805-1806. Kunsthalle
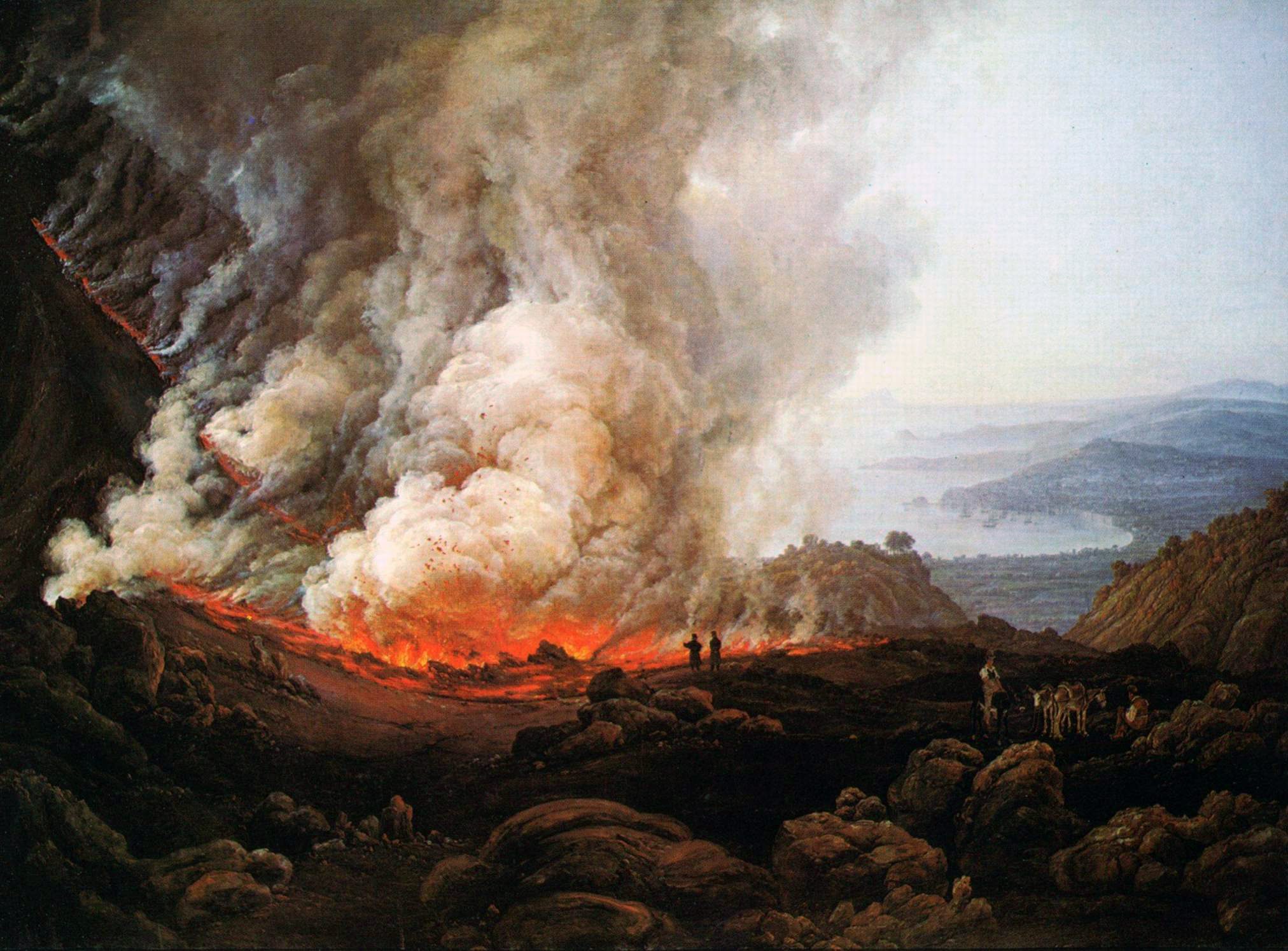
Johan Christian Dahl: Erupção do Vesúvio, 1826. Städel
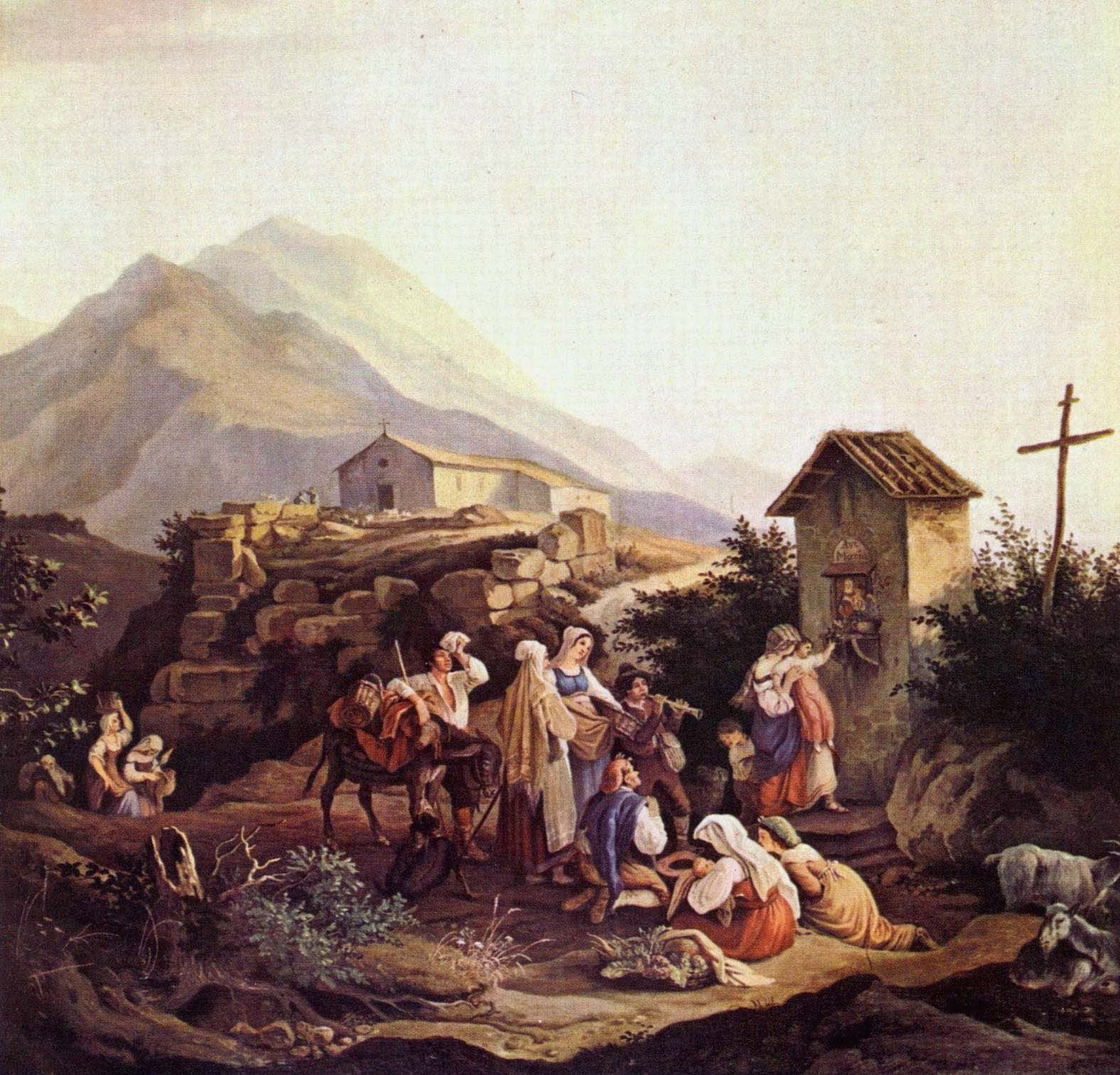
Adrian Richter: Ave Maria, 1834. Museum der bildenden Künste
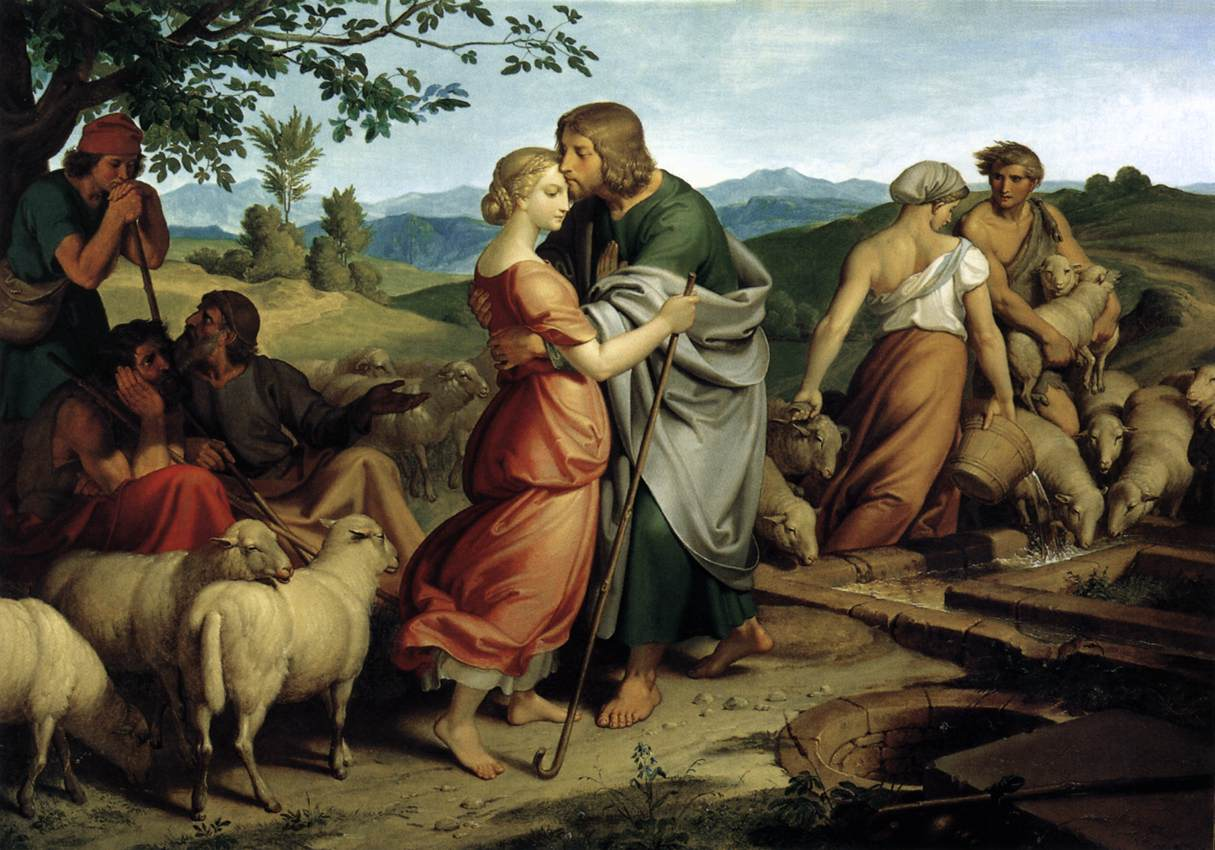
Joseph von Führich: José encontrando Raquel, 1836. Österreichische Galerie Belvedere

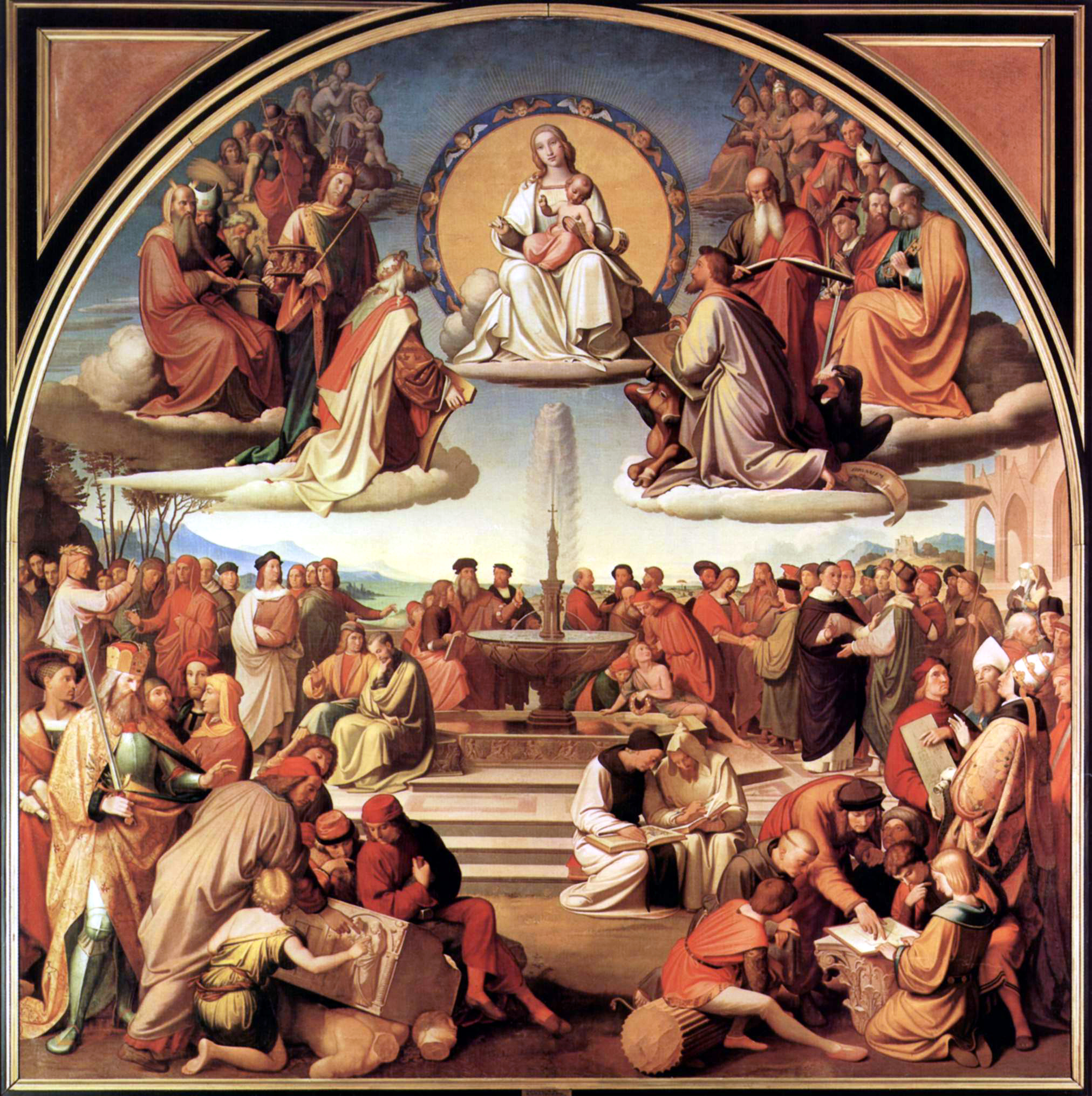
Johann Overbeck: O triunfo da Religião sobre a Arte, 1831-1840. Städel
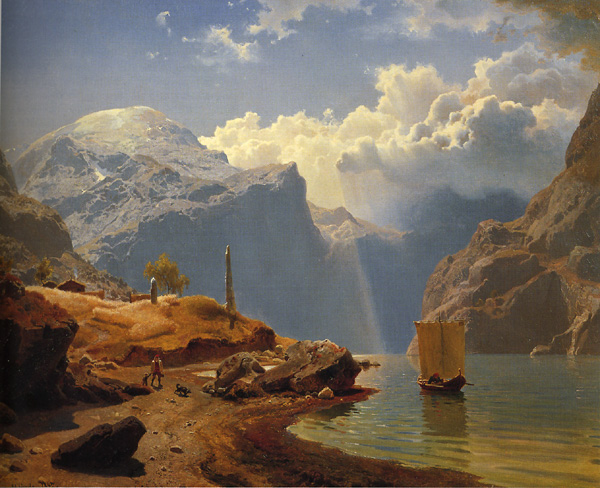
Franz Gude: Hardanger, 1847
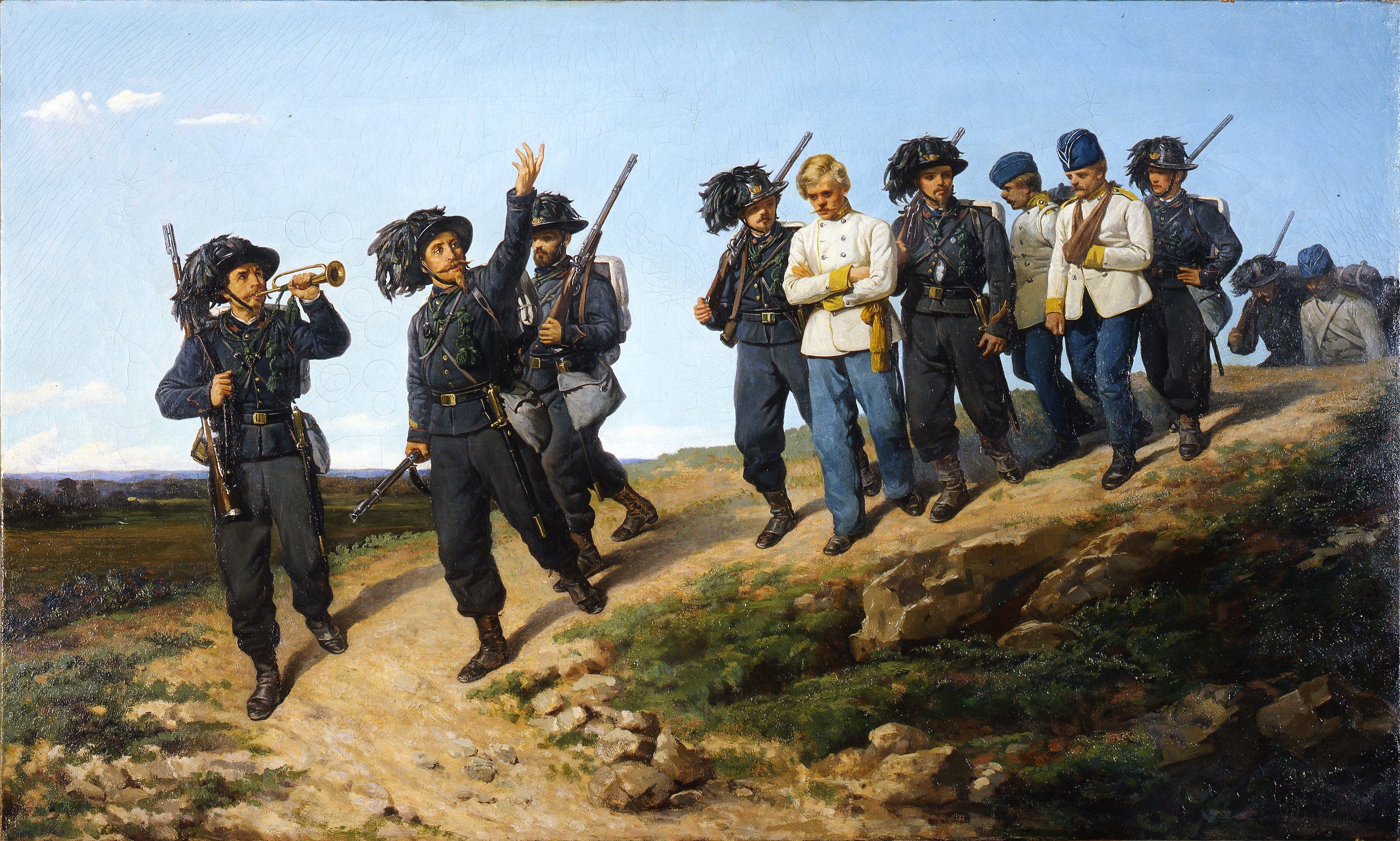
Silvestro Lega: Retorno de soldados de uma missão de reconhecimento, 1861. Palazzo Pitti
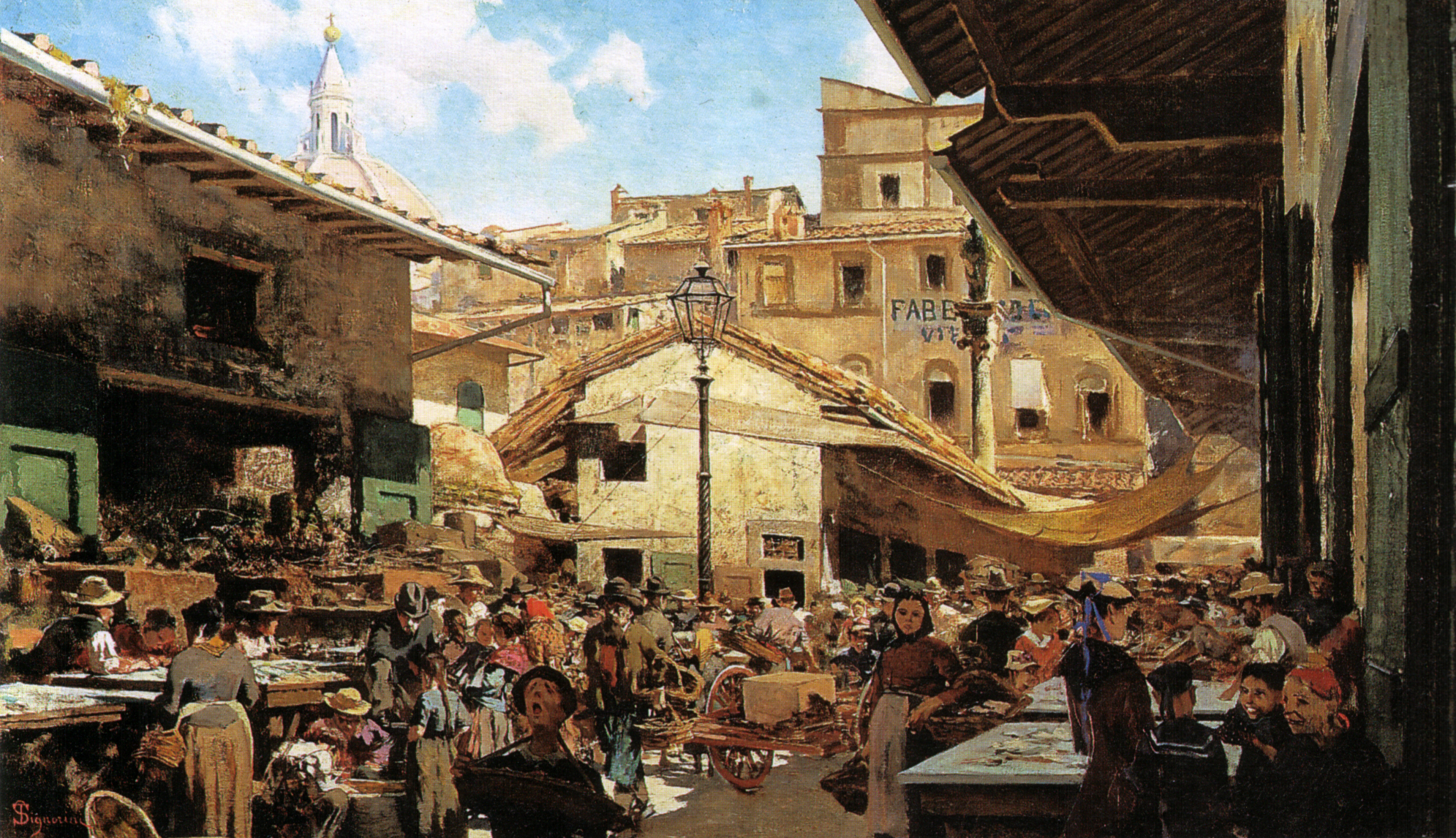
Telemaco Signorini: Mercado Velho em Florença, 1882-83

### França
Depois dos precursores em Rousseau e Diderot, Napoleão foi um dos incentivadores do cultivo de princípios românticos na França. Entusiasmado com as telas históricas neoclássicas de David, estimulou outros a retratarem os eventos heróicos do momento e as conquistas gloriosas do império numa linha romantizada. Horace Vernet seguiu nesse caminho, associando uma estrutura compositiva neoclássica com uma atmosfera romântica, sendo autor de muitas peças de batalhas. Napoleão também era um admirador dos Os cantos de Ossian, e os pintores ligados à corte, como Ingres, Gérard e Girodet-Trioson deixaram obras inspiradas neste livro. Além disso, Napoleão usou o orientalismo como instrumento de propaganda do seu imperialismo, mostrando os países do oriente como bárbaros que precisavam das luzes francesas. Antoine-Jean Gros e Alexandre-Gabriel Decamps produziram obras românticas nesse gênero, que teve uma grande voga ao longo de todo o século XIX.

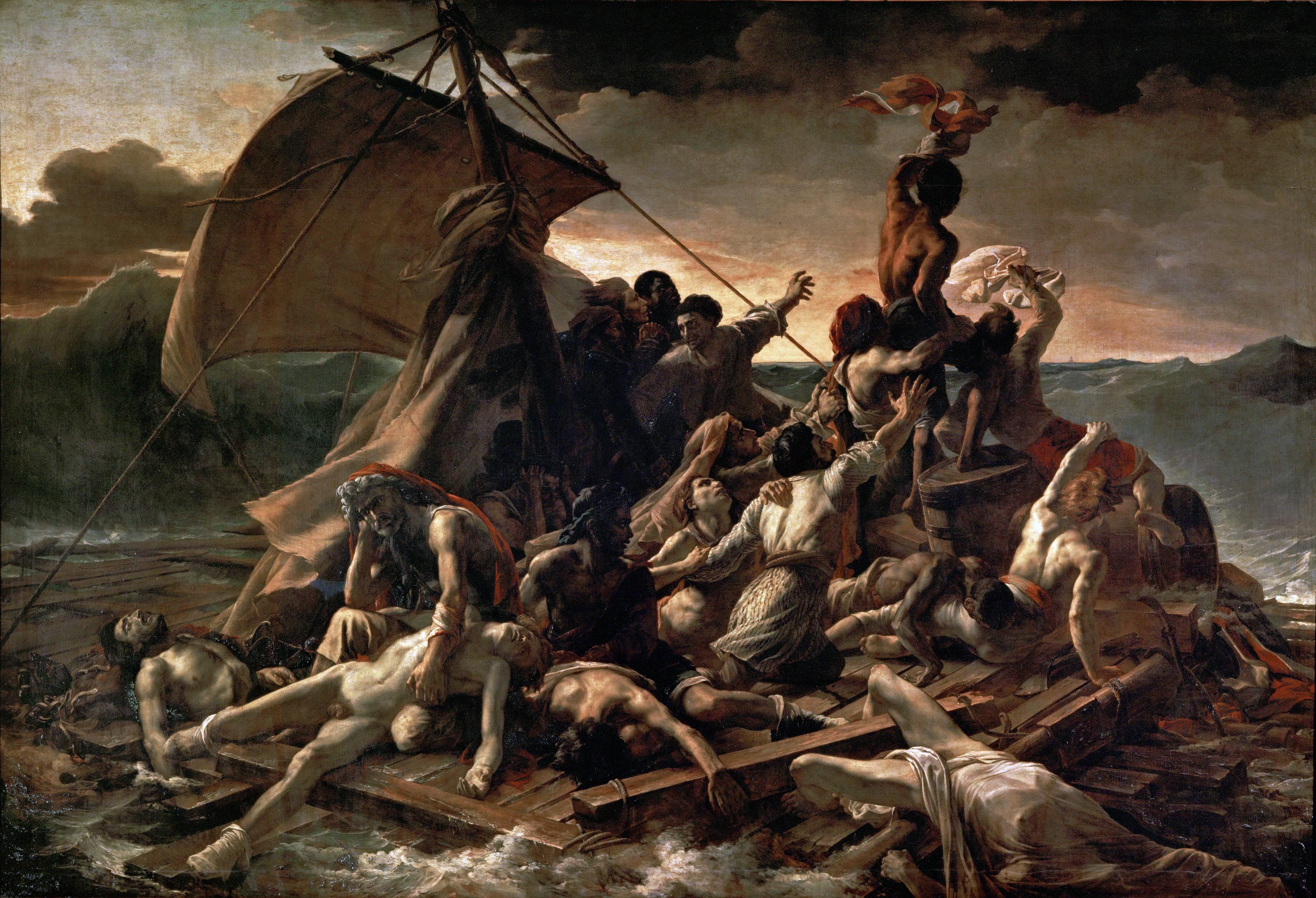
Théodore Géricault: A balsa da Medusa, 1818-1819. Louvre

Depois de Waterloo ninguém mais se interessava pelo momento histórico de então, salvo uns poucos como  Géricault, que se inspirara no trabalho de Caravaggio para pintar sua célebre A balsa da Medusa, onde exibia uma intensidade emocional sem precedentes. Nesta fase a sociedade francesa se havia retraído para uma vida burguesa que renegava a movimentação dos dias revolucionários e imperiais. O descontentamento se manifestava em uma pintura introvertida e melancólica, fugindo para o exotismo ou para o mundo das classes inferiores, tema onde Jean-François Millet deixou contribuição notável. Delacroix foi uma exceção importante. Seu estilo frequentemente chocava os Salões parisienses com seu cromatismo intenso e contrastes marcantes, em composições históricas agitadas por um emocionalismo exacerbado. Viajou ao Marrocos e retratou a cultura e os tipos humanos locais, fazendo escola. Seria uma das influências mais fortes para a fermentação romântica francesa. Théodore Chassériau seguiu seus passos. Mais para os meados do século o Romantismo francês continuou com a moda pelo oriente, adotando ademais o gosto pelo medievalismo, colorido por vezes com toques simbolistas e realistas e dentro de um espírito sentimental e acadêmico. Alexandre Cabanel é um exemplo típico dessa tendência eclética.
No início do século XIX o paisagismo francês estava atado às rígidas convenções do Academismo, que considerava o gênero secundário, atrás da pintura histórica. No máximo permitia aos artistas criarem cenários inspirados pela literatura antiga. A situação mudaria na metade do século, com a Escola de Barbizon. Influenciada por Constable, deu impulso para o paisagismo com a prática ao ar livre, e introduziu outros elementos estilísticos em sua base romântica, prefigurando o Impressionismo. Prestigiou o esboço e o improviso, desejando com isso captar as impressões fugazes da luz e atmosfera, para as quais todos os seus membros eram extremamente sensíveis.
Alfred Sensier, amigo do grupo, dizia que a atração desses pintores pela natureza "chegava a um nível tal de excitação que os tornava incapazes de trabalhar. A augusta majestade das velhas árvores, o estado virgem das rochas e do cenário os intoxicava com sua beleza e seu aroma. Estavam, de fato, possuídos". Camille Corot foi talvez o nome mais célebre desse grupo e o mais importante paisagista francês do século XIX. Sua formação clássica não o impedia de mostrar penetrante capacidade de captação do mundo natural. Outro de relevo foi Théodore Rousseau, que dizia que a arte só conseguia o pathos através da sinceridade, o que implicava uma abordagem naturalista da paisagem, mas seu temperamento escolhia cenários desertos e lúgubres. Charles-François Daubigny também merece nota, com um trabalho semelhante.

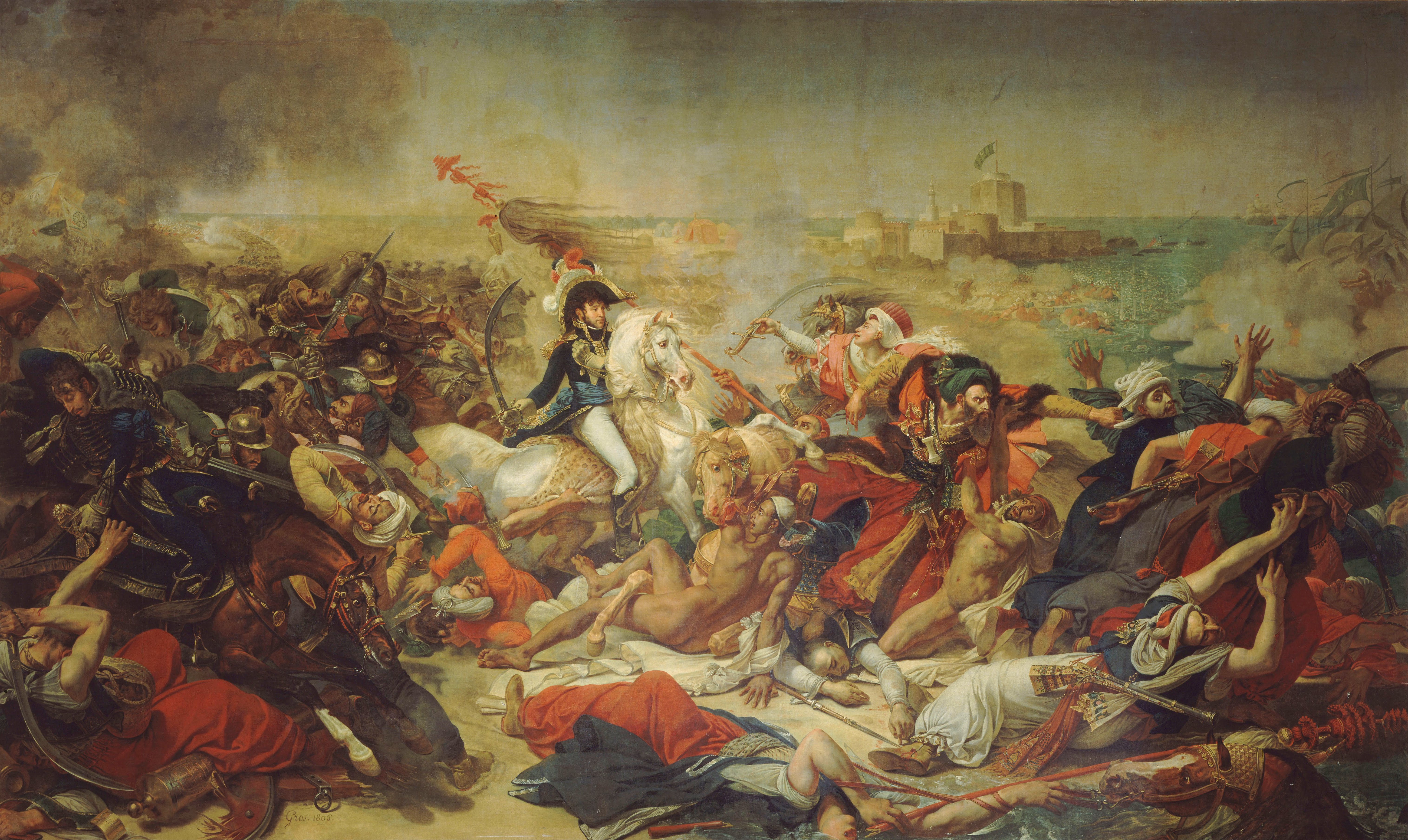
Jean-Antoine Gros: A batalha de Abukir, 1806. Palácio de Versalhes
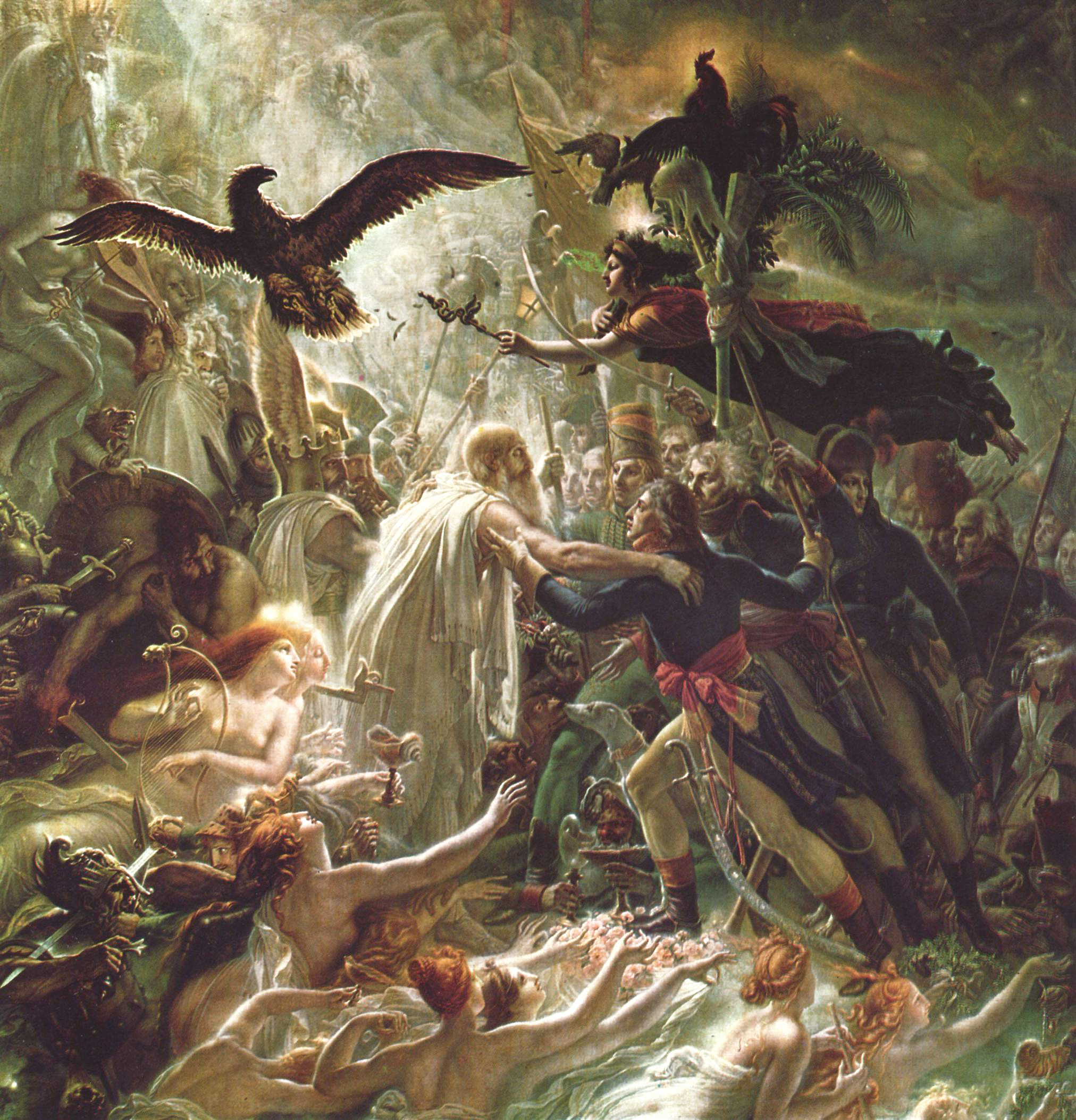
Girodet-Trioson: Ossian recebendo os fantasmas dos heróis franceses. Musée National de Malmaison
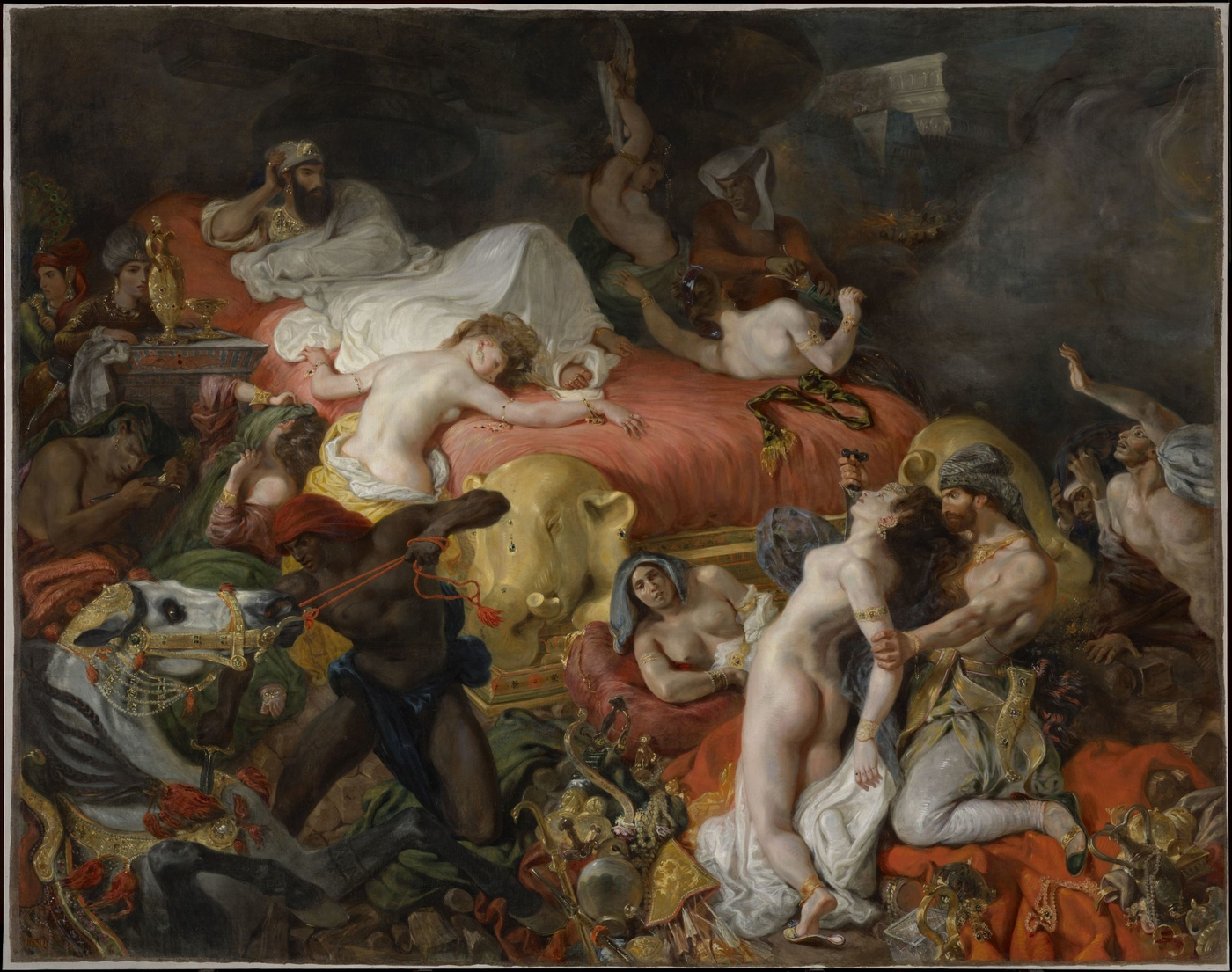
Eugène Delacroix: A morte de Sardanapalo, 1827. Louvre
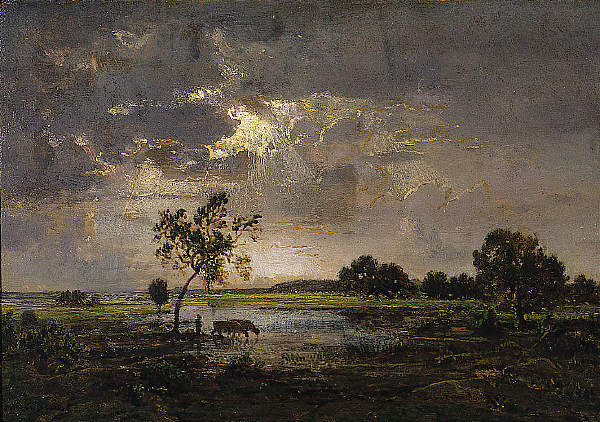
Théodore Rousseau: Paisagem, 1842. Saint Louis Art Museum

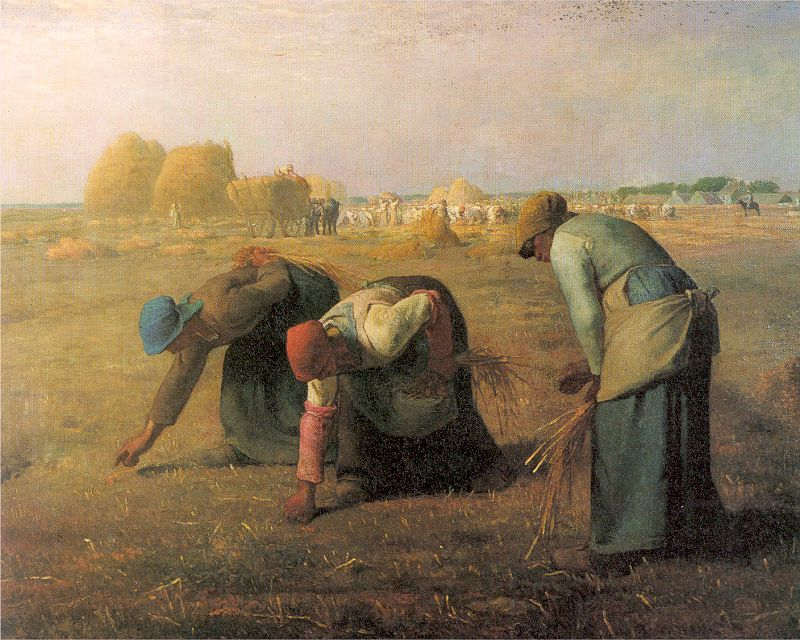
Jean-François Millet: As Respigadoras, 1846. Museu de Orsay
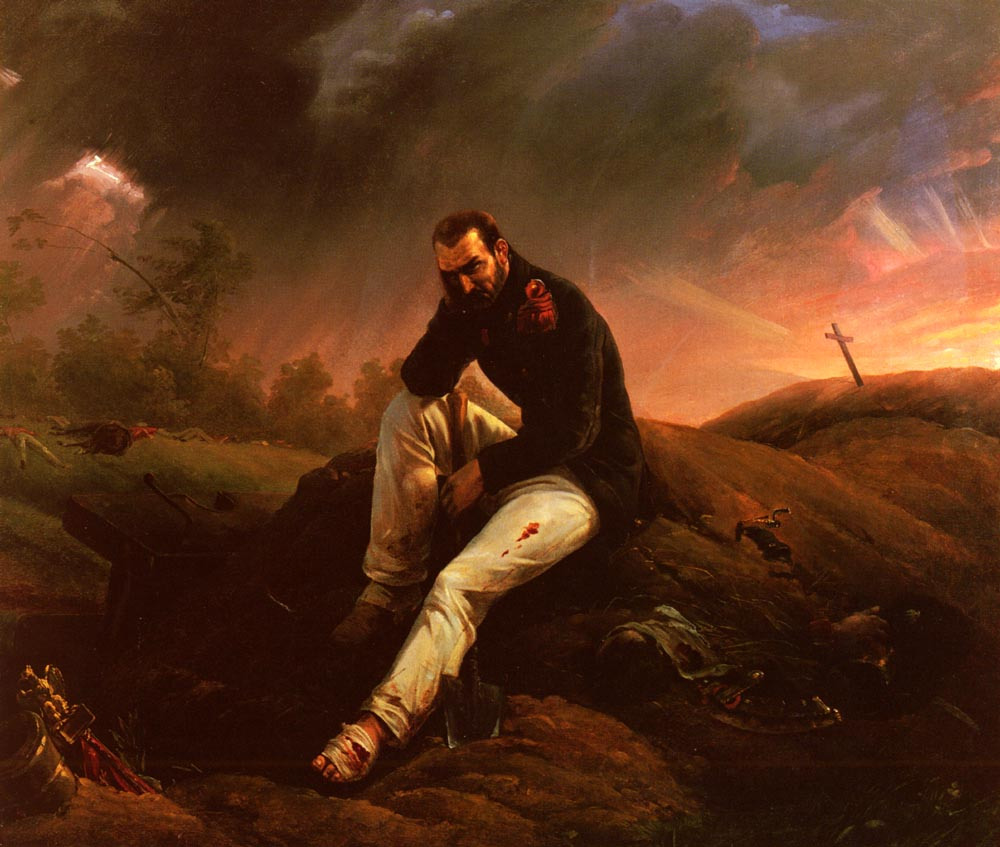
Horace Vernet: O último granadeiro de Waterloo, c. 1863
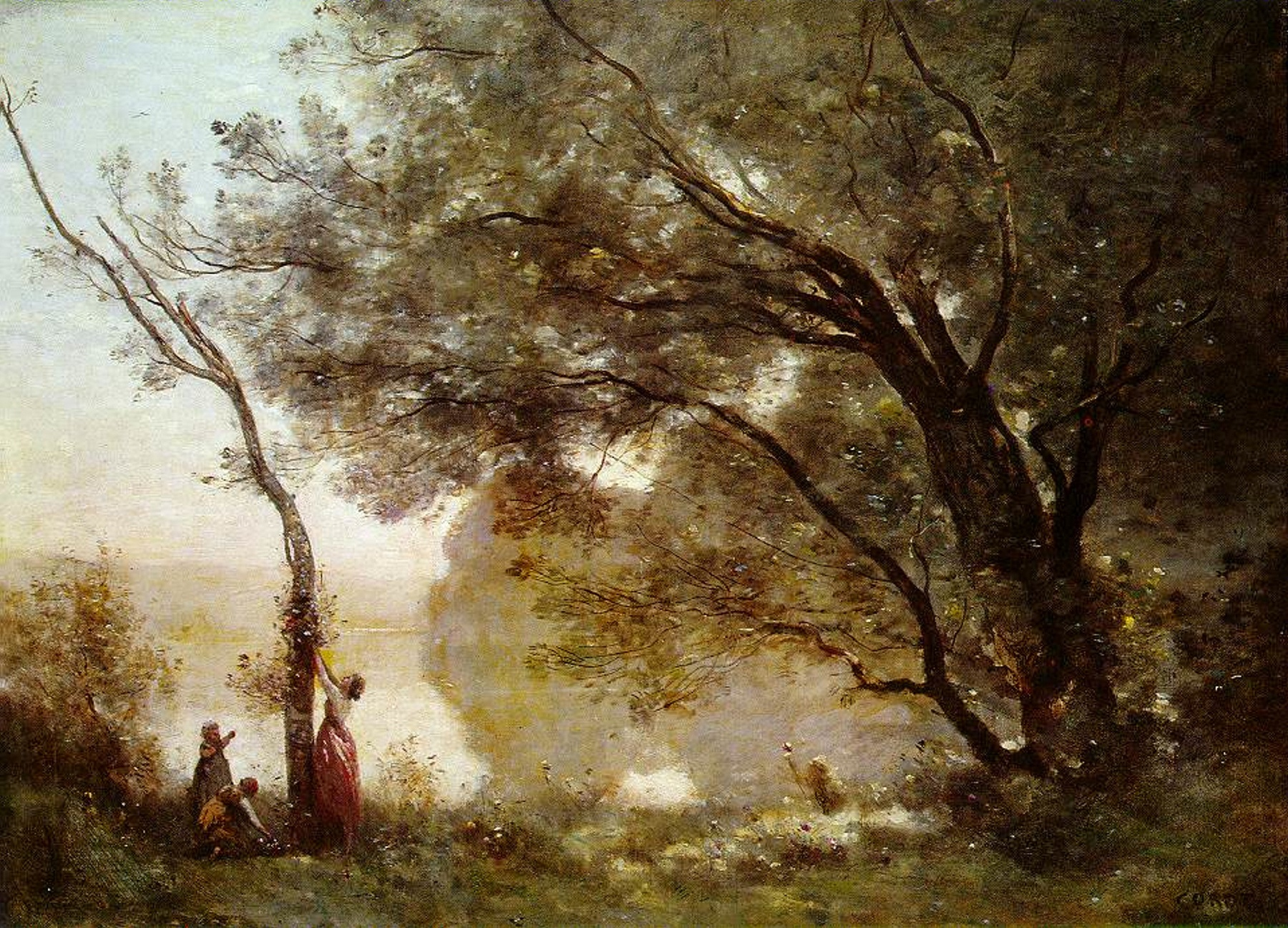
Camille Corot: Lembrança de Mortefontaine, c. 1864. Louvre
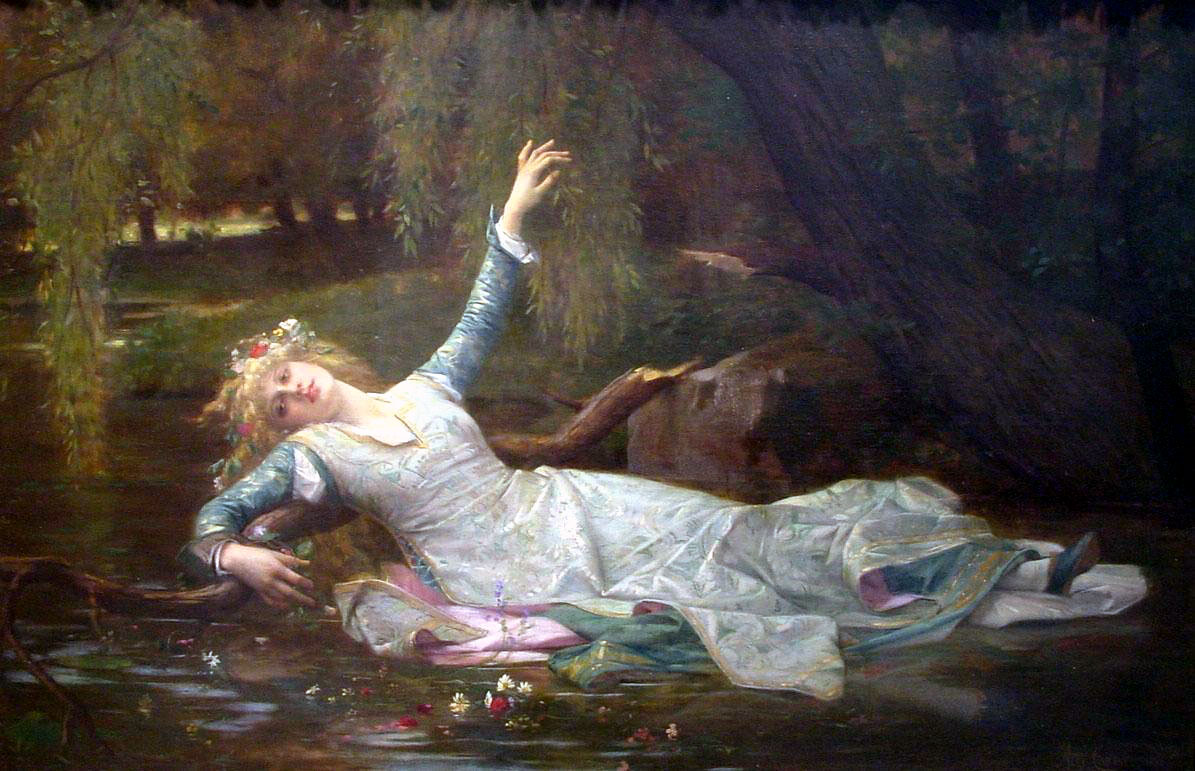
Alexandre Cabanel: Ophelia, 1883.

### Rússia
A onda romântica chega na Rússia em fins do século XVIII através da Alemanha e da França, iniciando um período em que o cenário local e a vida dos camponeses começa a merecer atenção, embora de uma forma idealizada. Karl Briullov, Silvester Shchedrin, Vasily Tropinin, Orest Kiprensky e Alexey Venetsianov são nomes principais na transição do modelo neoclássico para o romântico.

Karl Briullov: Os últimos dias de Pompeia, 1827-1833

No início do século XIX a invasão da Rússia por Napoleão abala a sociedade local e dá o estímulo necessário para iniciar a formação de uma consciência nacionalista, que seria o foco de intenso debate entre os eslavófilos e os ocidentalizantes ao longo de todo o século. Durante o conflito uma parte influente da classe média, composta pelos oficiais do exército, conhece de perto a vida do povo e entra em contato com a paisagem nacional, contribuindo para aumentar o interesse pela majestosa geografia do país, sua história e os tipos humanos e costumes tipicamente locais. Alguns artistas, como Nikolai Nevrev, Pavel Chistyakov e Viktor Vasnestov se dedicam então a reconstruir imagens dos tempos medievais, ou a ilustrar as lendas populares, enquanto outros, como Maxim Vorobiev e Alexey Bogolyubov, integrando ainda a maioria, trabalham em uma linha mais inespecífica do Romantismo, dependente de princípios do Academismo internacional, pintando momentos de drama como naufrágios e incêndios, mas sem se preocupar com uma caracterização tipicamente russa do cenário ou do tema.
Um direcionamento mais nitidamente nacionalista para a pintura russa aparece no último terço do século, quando Nikolay Chernyshevsky dizia, em sua Relações estéticas entre arte e vida, que além de retratar a natureza, os artistas deveriam explicá-la e julgá-la, provendo uma base conceitual para a formação em 1870 da importante escola dos Itinerantes, um grupo de dissidentes da Academia de São Petersburgo que lutava por uma arte mais livre do controle oficial e que tivesse uma função moralizante antes do que puramente estética. Seu nome deriva do sistema de exposições itinerantes que organizaram, algo inédito para a época, cujo objetivo era levar a arte para um público mais largo e com isso contribuir para sua educação. Seu sucesso foi enorme e imediato, demonstrando que a arte acadêmica já perdia seu significado e valor até mesmo para as elites. Cultivaram o paisagismo com grande entusiasmo e sensibilidade e o povo russo, em seus vários aspectos, foi outro de seus temas prediletos, junto com recriações de cenas históricas da Idade Média russa e do rico folclore local. Embora formalmente seu estilo em geral tenha se consolidado mais como um Realismo, às vezes com toques de Simbolismo e mais tarde se encaminhado para um prenúncio do Impressionismo, sua base ideológica e temática era toda romântica em sua defesa da visão pessoal e em seu nacionalismo idealista que desejava a reforma social e que mostrava o povo integrado ao seu meio ambiente. Sua influência foi tanta que a Academia depois de algum tempo foi obrigada a lhes abrir as portas e mesmo contratar diversos deles como professores. Em menos de dez anos de existência o grupo já contava com a participação da vasta maioria dos principais pintores russos. Seus membros mais eminentes foram Ivan Kramskoi, Ilya Repin, Vasily Ivanovich Surikov, Vasily Perov e Vasily Vereshchagin.

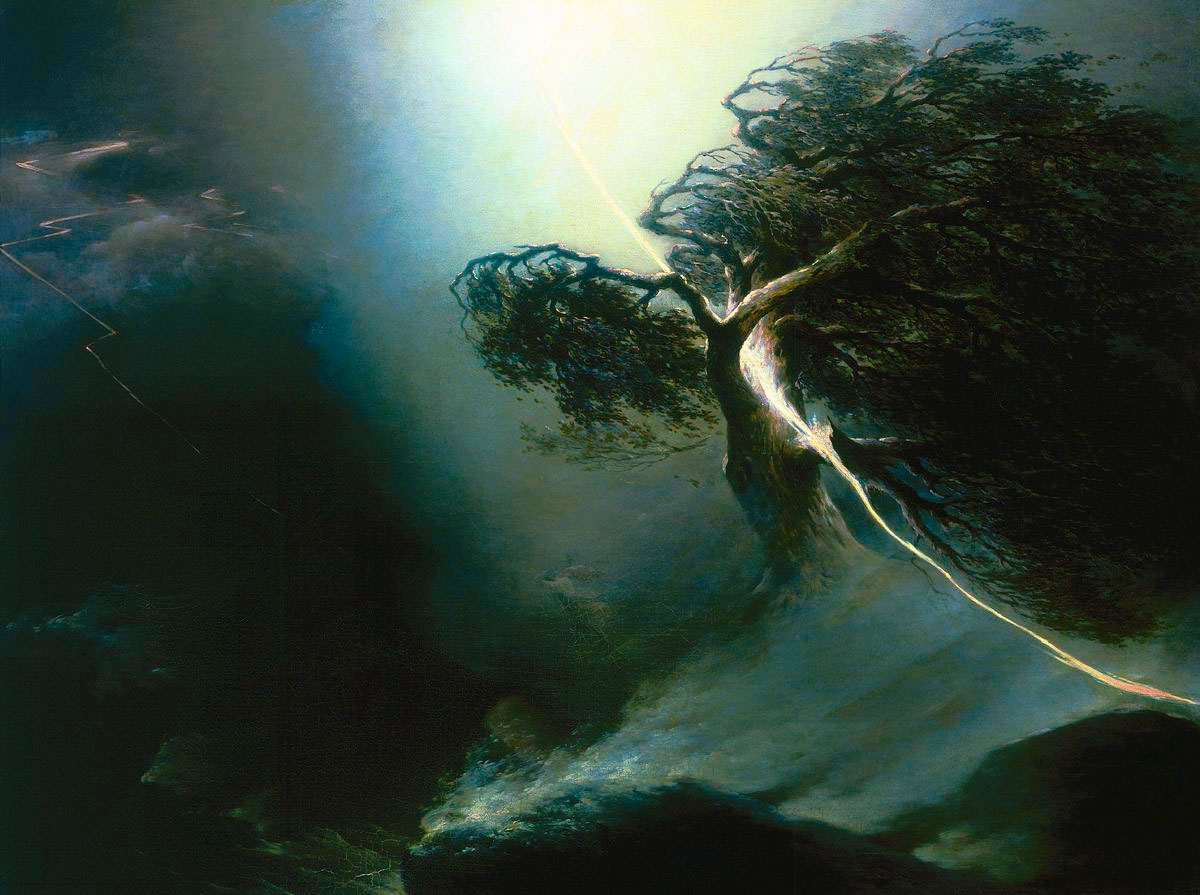
Maxim Vorobiev: Árvore fendida por um raio, 1842
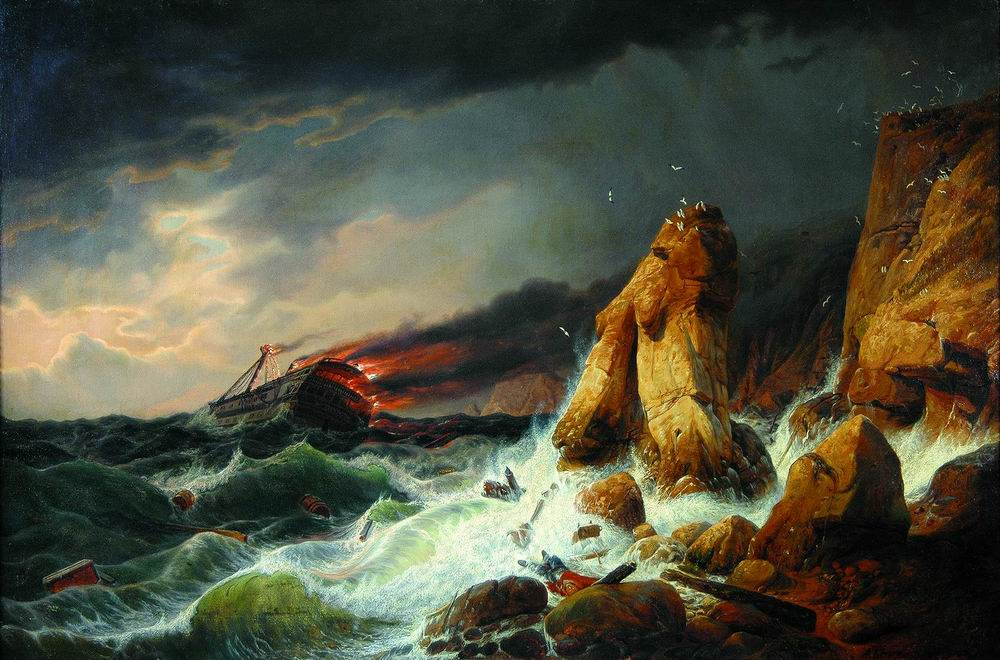
Alexey Bogolyubov: Naufrágio, 1850
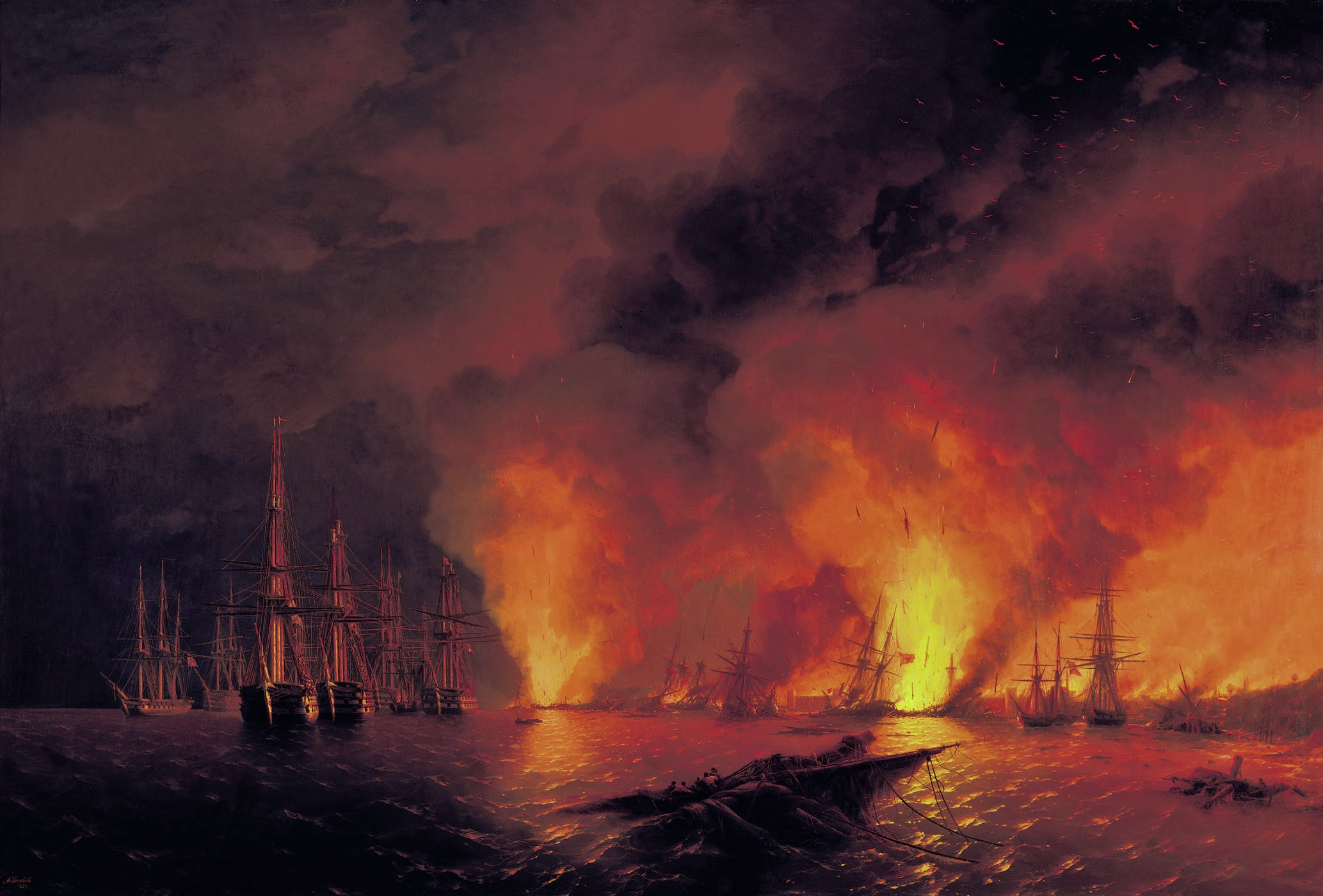
Ivan Aivasovsky: A batalha de Sinop, 1853. Museu Naval Central
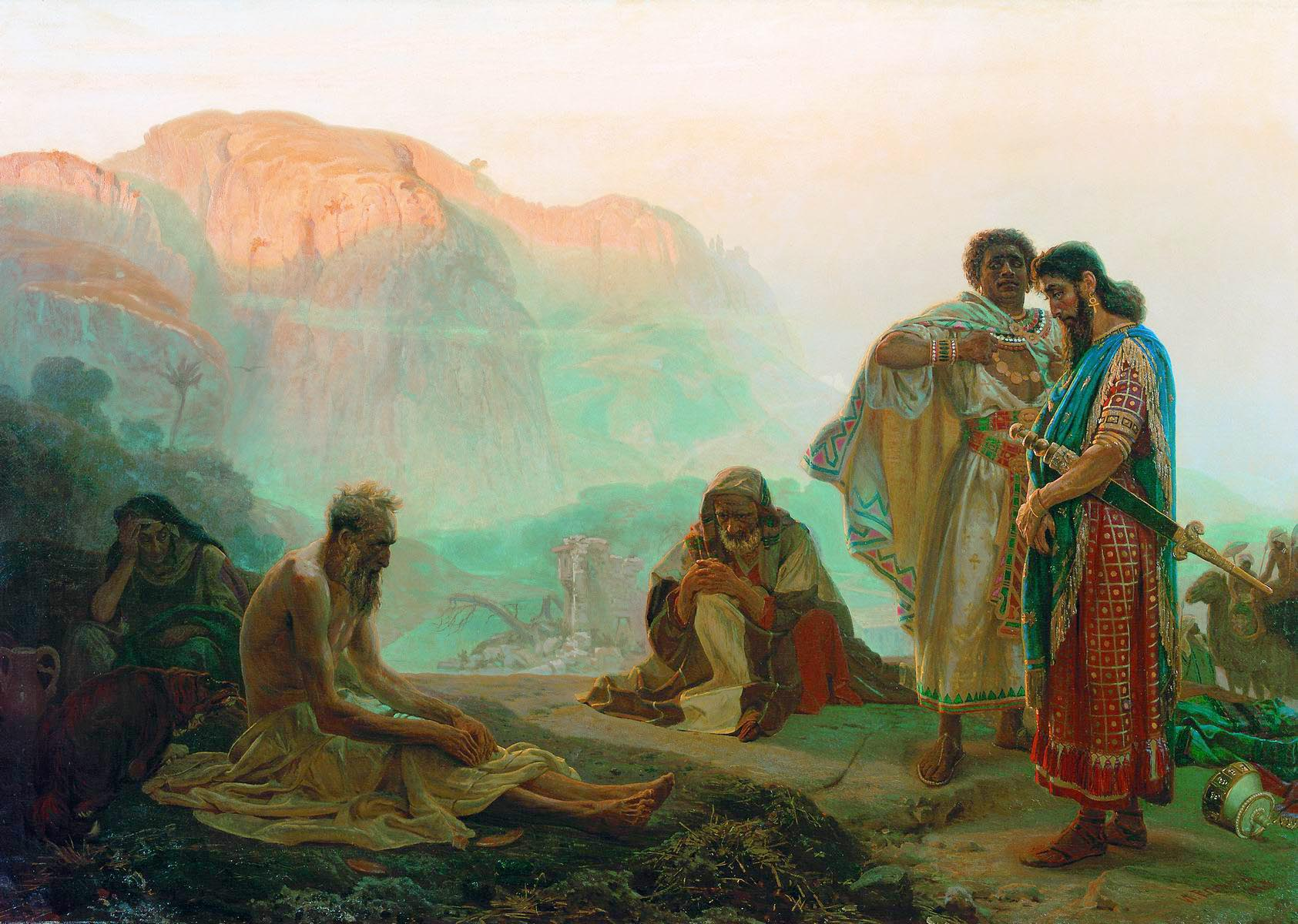
Ilya Repin: Jó recebe seus amigos, 1869. Museu Russo

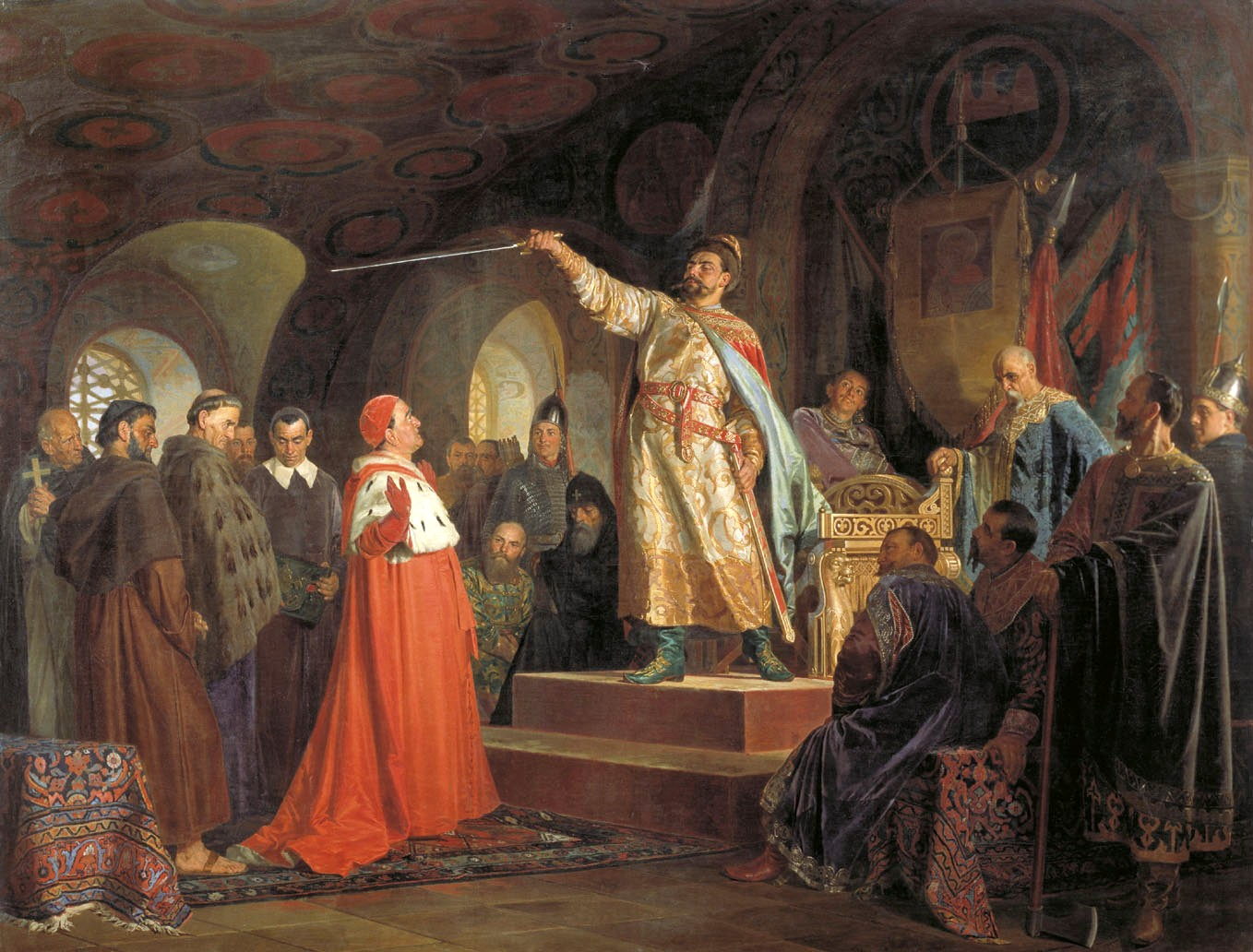
Nikolai Nevrev: Roman o Grande recebe uma embaixada do papa, 1875
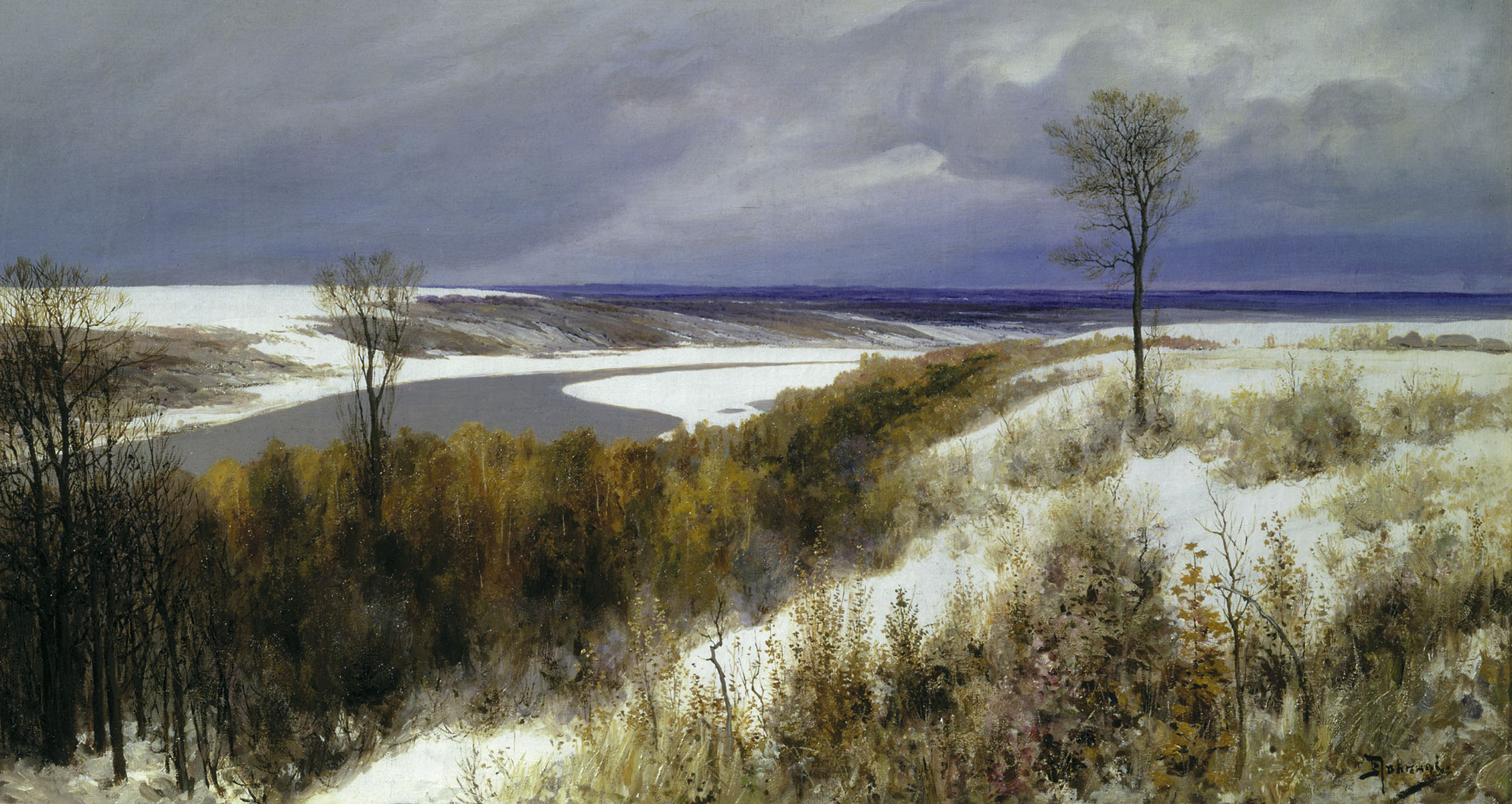
Vasily Polenov: Primeira neve, c. 1870-80
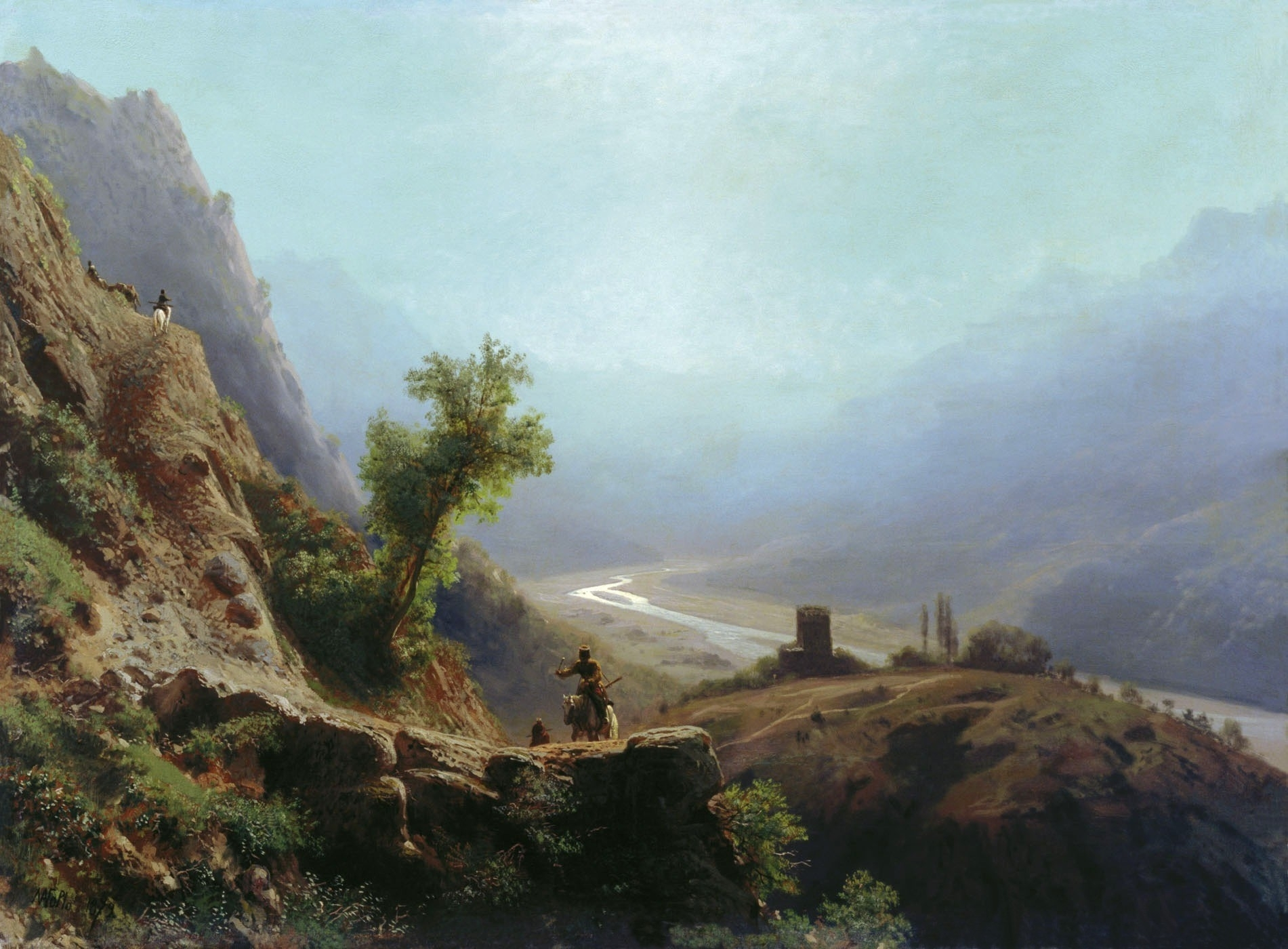
Lev Lagorio: Nas montanhas do Cáucaso, 1879
Ivan Shishkin: Chuva na floresta, 1891.

### Estados Unidos
Nos Estados Unidos o Romantismo se manifestou principalmente na forma do paisagismo. Seus primeiros praticantes, como Karl Bodmer e sobretudo Washington Allston, eram influenciados pela poesia dramática inglesa e alemã, e sua produção captura a natureza em seus aspectos mais pungentes. Mas é com o paisagismo monumental da Escola do Rio Hudson que o Romantismo norteamericano chega ao seu apogeu.

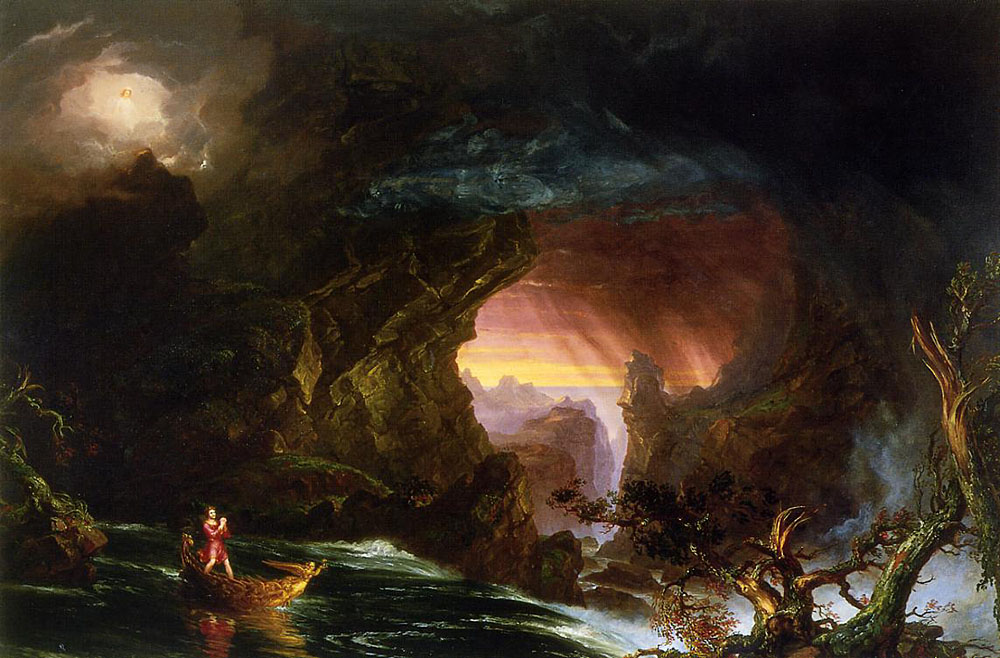
Thomas Cole: Série A viagem da vida: Maturidade, 1840. Munson-Williams-Proctor Arts Institute

A escola floresceu entre 1820 e 1880. Seus integrantes estavam em sua maioria baseados na região de Nova Iorque, em torno do rio Hudson, mas viajaram extensamente para as Montanhas Rochosas e outras regiões ainda inexploradas do país a fim de buscar cenários grandiosos. Alguns fizeram uso da fotografia como auxiliar preparatório em seus trabalhos, que se caracterizavam por um detalhismo por vezes realista mas com grande sensibilidade para as belezas da natureza, em especial para a luz e efeitos atmosféricos. Seu fundador foi Thomas Cole, influenciado pela Teoria do Sublime inglesa, e sua produção é marcada pela busca do grandioso e pelo uso concomitante de alegorias, deixando séries importantes como A trajetória do Império e A viagem da vida, de cunho moralizante.
A geração seguinte teve seus maiores expoentes em Frederic Church e Albert Bierstadt, que conquistaram uma fama imensa em seu tempo e contribuíram para fortalecer o senso de identidade nacional, sendo considerados, em seu idealismo otimista, perfeitos porta-vozes do Destino Manifesto americano. Nesse sentido, estimularam o interesse pela colonização do oeste norteamericano. Sua obra levou o gênero da paisagem a uma dimensão heróica, defendendo a tese de que homem e natureza podiam conviver pacificamente. Outros membros notáveis desse grupo foram Samuel Colman, Jasper Francis Cropsey, Gifford Sanford Robinson, William Stanley Haseltine, Hermann Ottomar Herzog, Thomas Hill e Thomas Moran.
Em meados do século a Escola do Rio Hudson teve uma derivação com os Luministas e os Tonalistas, influenciados pela Escola de Barbizon, que pintaram uma visão mais tranquila, lírica e intimista da natureza, com uma paleta discreta e atraentes efeitos de atmosfera. Fitz Hugh Lane, David Johnson, Jasper Francis Cropsey, Leon Dabo e Martin Johnson Heade são bons exemplos dessa tendência, que vigorou até o início do século XX.
No terreno do retrato são interessantes Nathaniel Jocelyn e John Neagle, e da pintura histórica o Romantismo encontrou veículos importantes em John Trumbull e Emanuel Leutze. O registro dos índios, da cavalaria, dos cowboys ou dos colonizadores foi explorado por Charles Deas, Frederic Remington, George Caleb Bingham, Charles Ferdinand Wimar, Alfred Jacob Miller, Charles Marion Russell e muito outros.

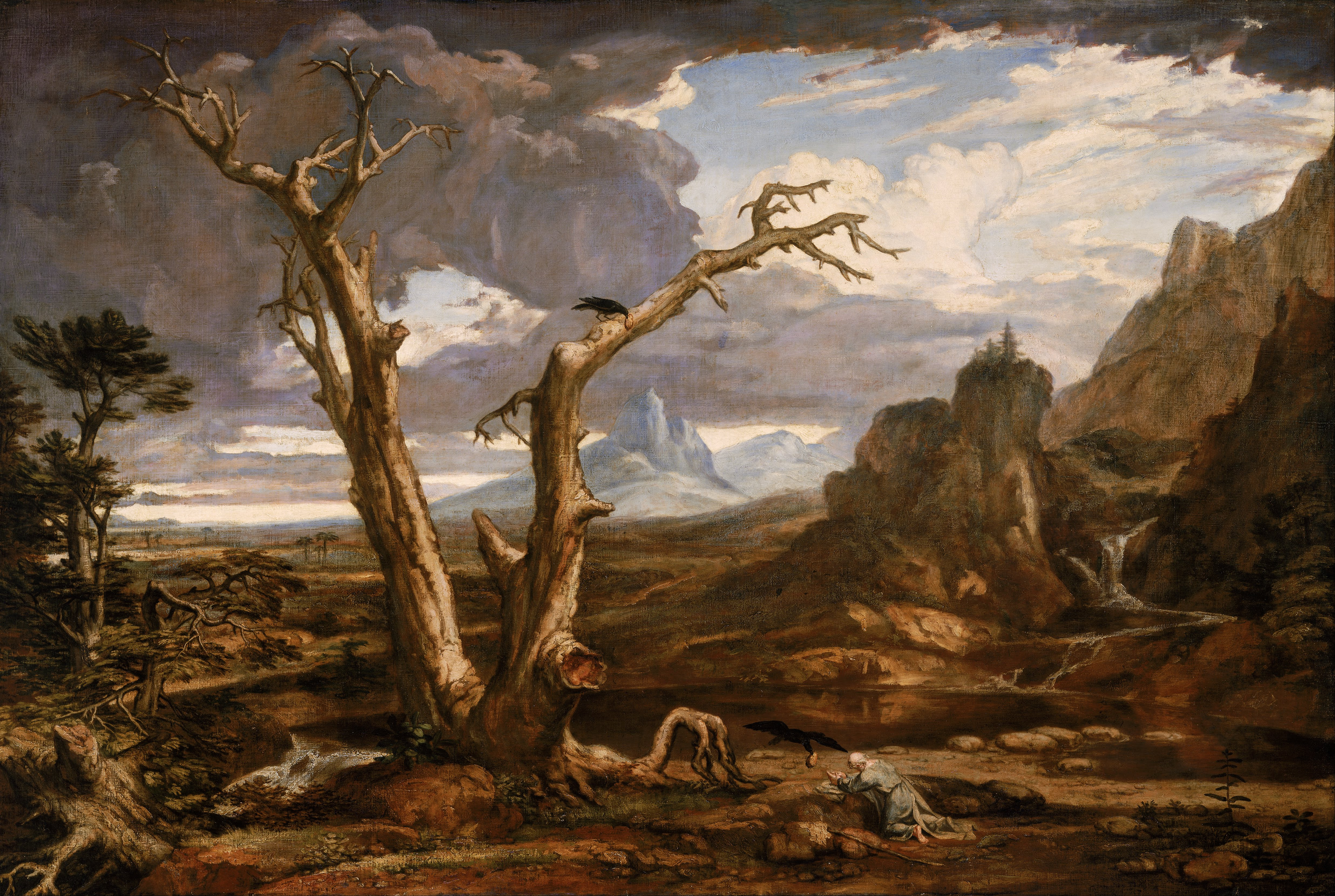
Washington Allston: Elias no deserto, 1818. Museu de Belas Artes de Boston
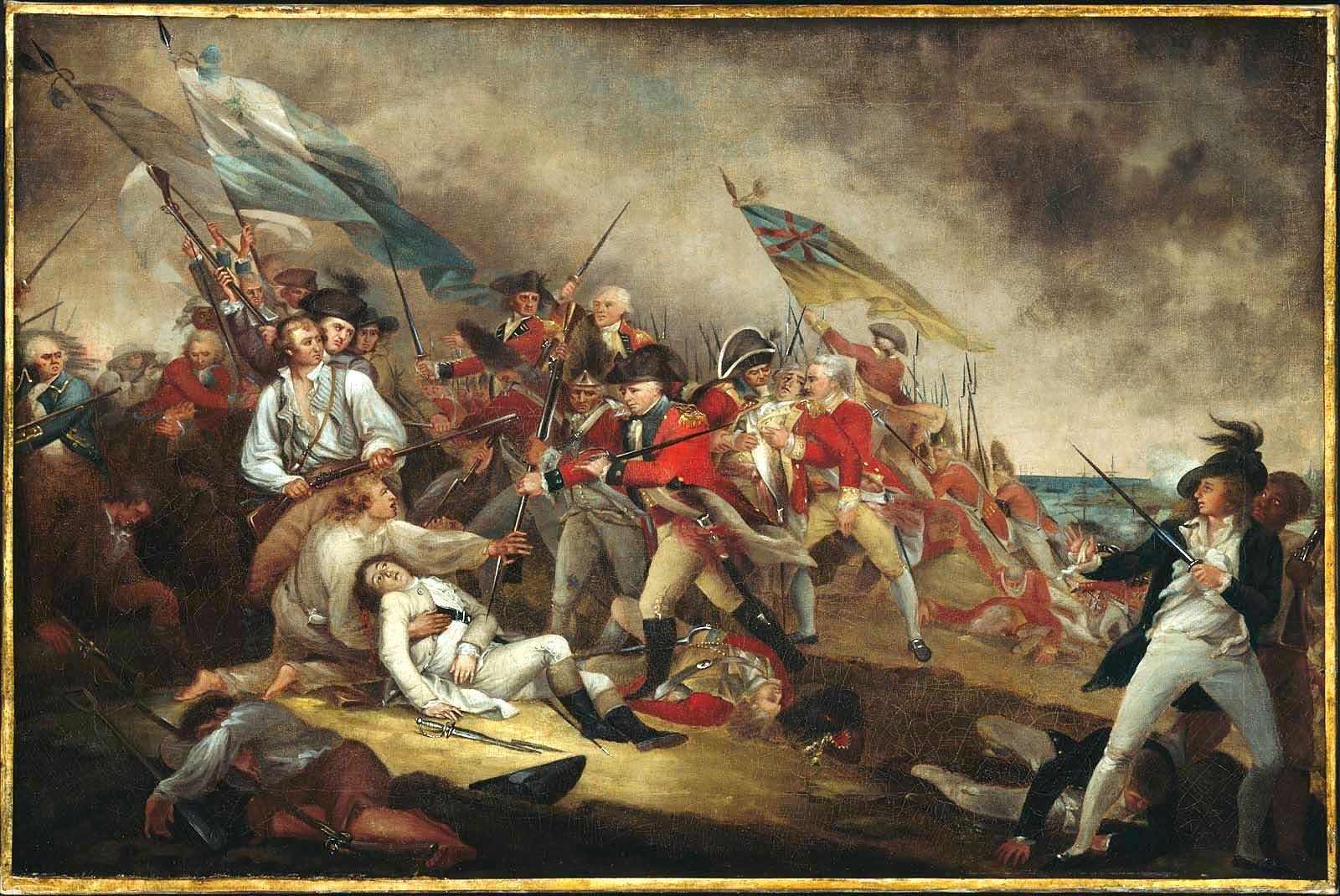
John Trumbull: A morte do general Warren na batalha de Bunker Hill
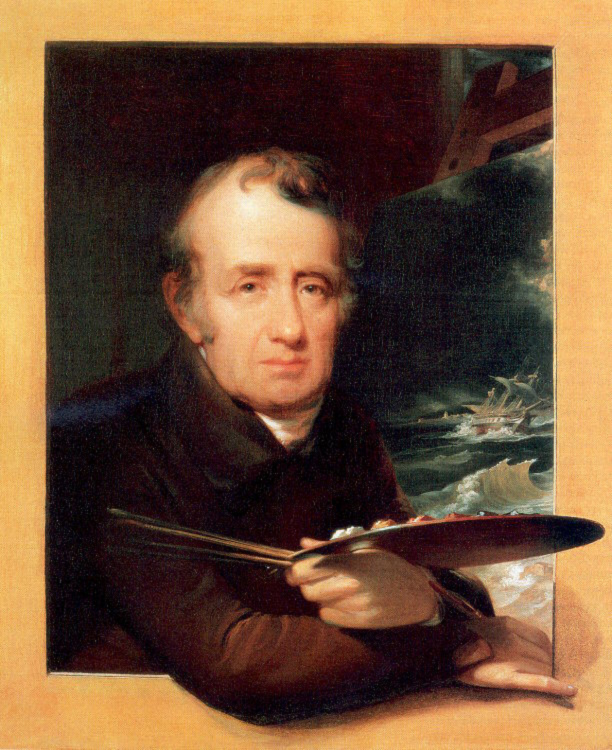
John Neagle: O artista estudioso, 1836. Pennsylvania Academy of the Fine Arts
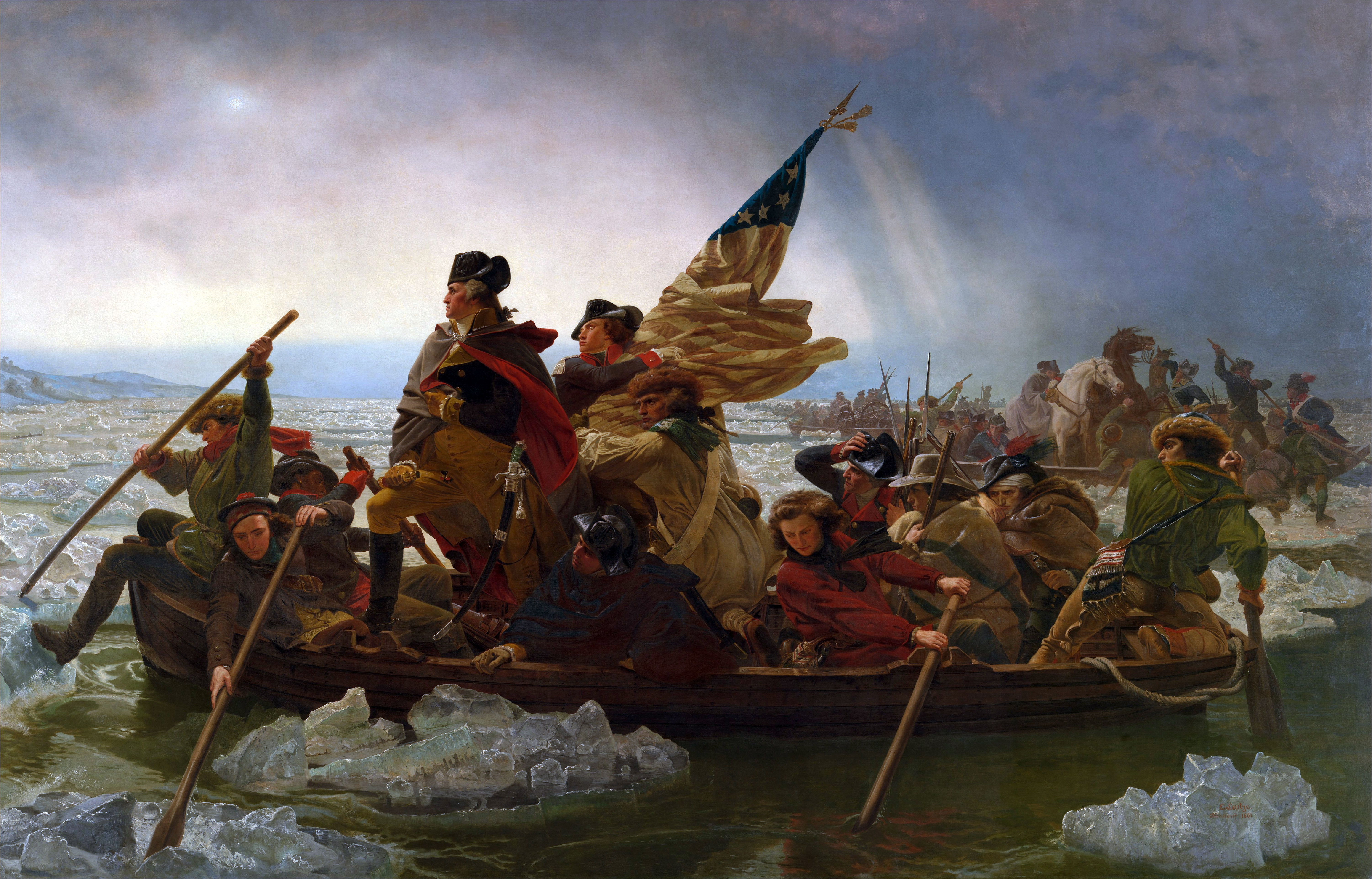
Emanuel Leutze: Washington cruzando o Delaware, 1851. Metropolitan Museum of Art

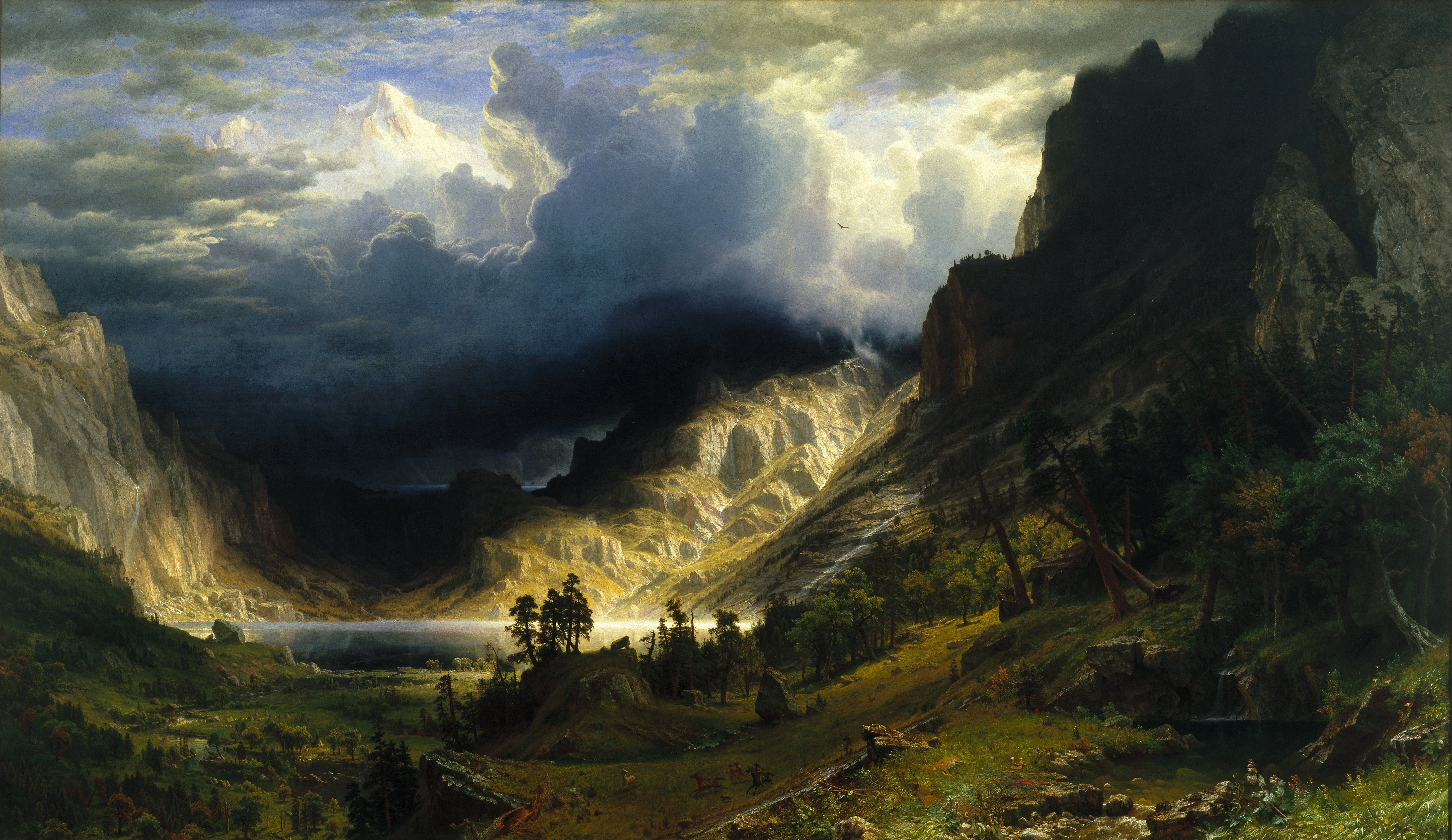
Albert Bierstadt: Tempestade nas Montanhas Rochosas
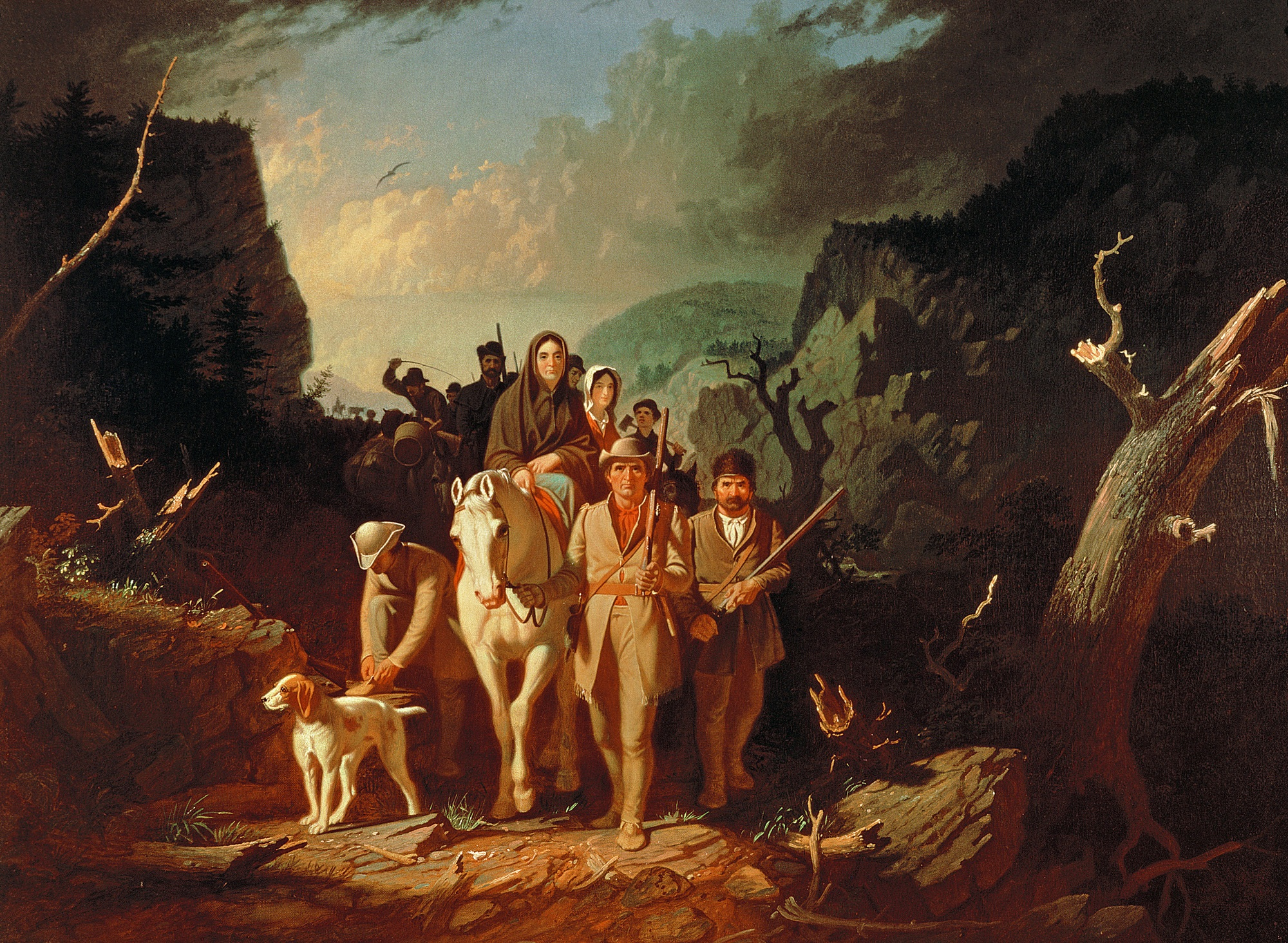
George Bingham: Daniel Boone escoltando colonizadores pelo Passo Cumberland, 1851-52. Washington University Gallery of Art
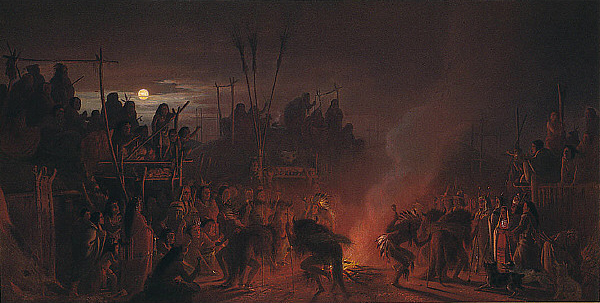
Charles Wimar: A dança do búfalo, 1860. Saint Louis Art Museum
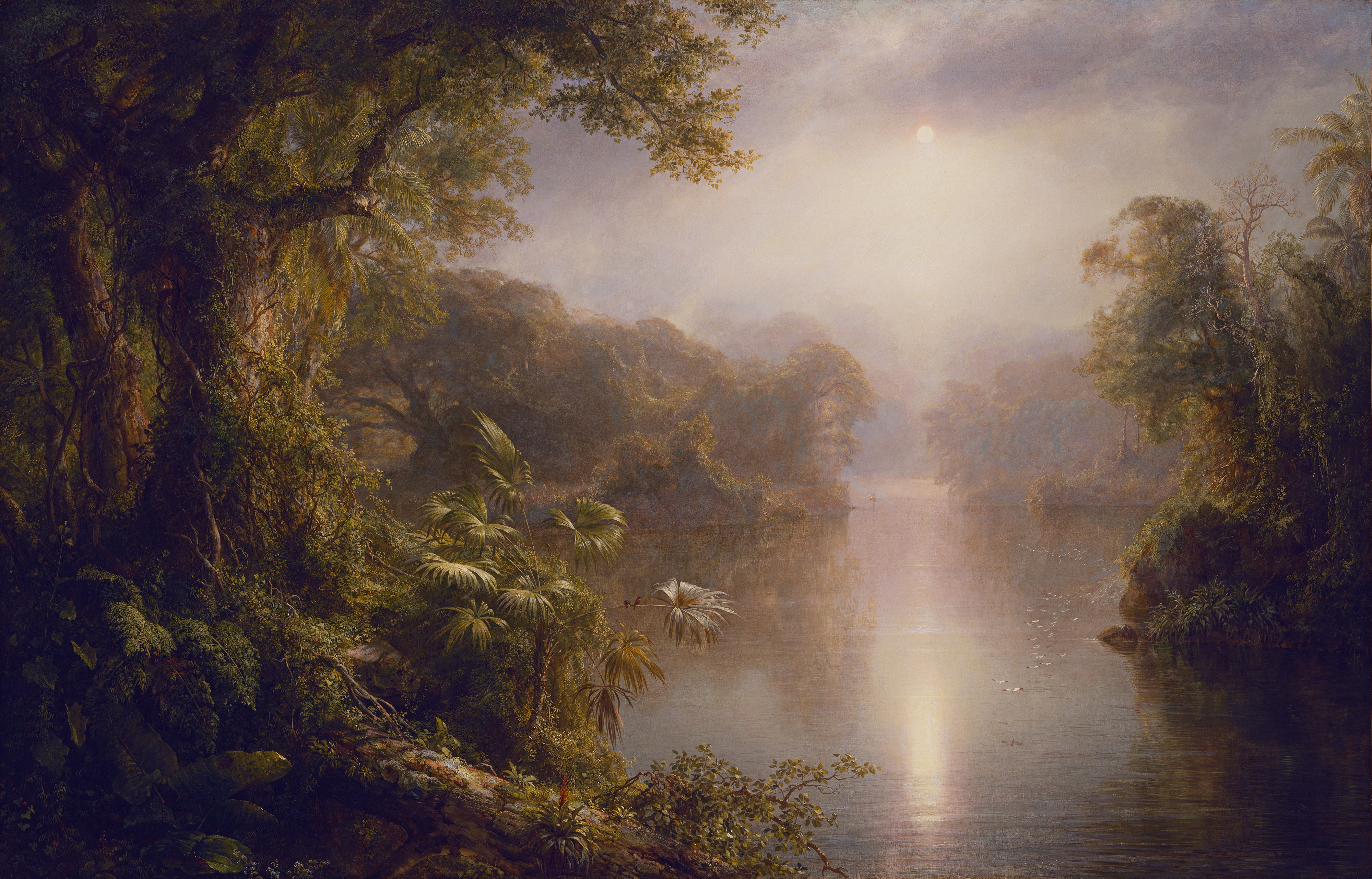
Frederic Church: O rio de luz, 1877. National Gallery of Art

### Espanha
Na virada do século XVIII para o XIX se destaca na Espanha Francisco de Goya como um dos grandes nomes do Romantismo. A partir de 1790 consagrou-se a temas dramáticos, misturando o fantástico e o real. Quando pintou os acontecimentos da Guerra da Independência Espanhola fê-lo criando uma atmosfera de pesadelo, num documento histórico, artístico e humano cuja pujança o coloca entre os pintores mais potentes e visionários de sua geração, um dos românticos mais geniais.

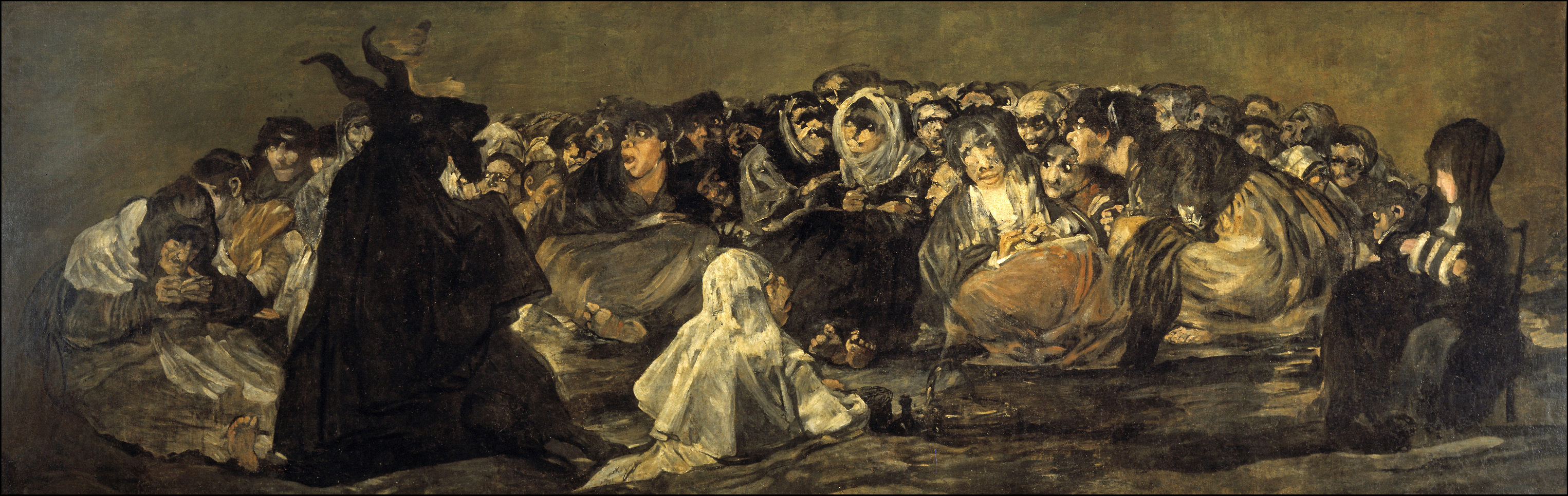
El Aquelarre ou El Gran Cabrón("O grande Bode") (1820-1823), pintura mural ao óleo deslocada para tela, 140 x 438 cm, Museu do Prado, uma das pinturas negras de Goya, visão fantástica e horripilante.

São obras tipicamente românticas, dentro da produção de Goya, A carga dos mamelucos e Os fuzilamentos de 3 de maio (1814, Museu do Prado). Goya, falecido em 1828, demonstra nas suas obras tardias um interesse romântico pelo irracional. Destacam-se, neste período, as Pinturas Negras da Quinta del Sordo (1819-1823, Museu do Prado).
Outros pintores românticos espanhóis são José Casado del Alisal, centrado em temas históricos; Antonio María Esquivel, sevilhano em quem o formato acadêmico deixa entrever uma atmosfera melancólica e cheia de sentimentalismo; José Gutiérrez de la Vega, um dos principais nomes da Escola de Sevilha do Romantismo espanhol, Genaro Pérez de Villaamil, pintor do típico, da cidade e da paisagem; Manuel Rodríguez de Guzmán, pintor de cenas andaluzas; Francisco Lameyer y Berenguer, Antonio Fabres e Mariano Fortuny, de tendência orientalizante; Manuel Barrón Y Carrillo, grande paisagista; Eugenio Velázquez, com obra religiosa; Francisco Pradilla y Ortiz e Eduardo Rosales, pintores de cenas medievalistas; Valeriano Domínguez Bécquer com quadros sobre personagens populares de diversas regiões da Espanha, e Leonardo Alenza, pintando quadros no estilo duro e trágico de Goya, com um costumbrismo amargo.

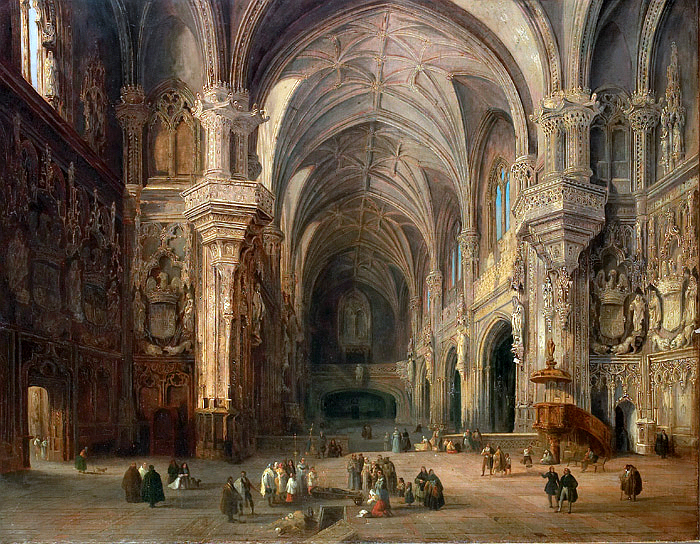
Jenaro Pérez Villaamil: San Juan de los Reyes, Toledo, 1839
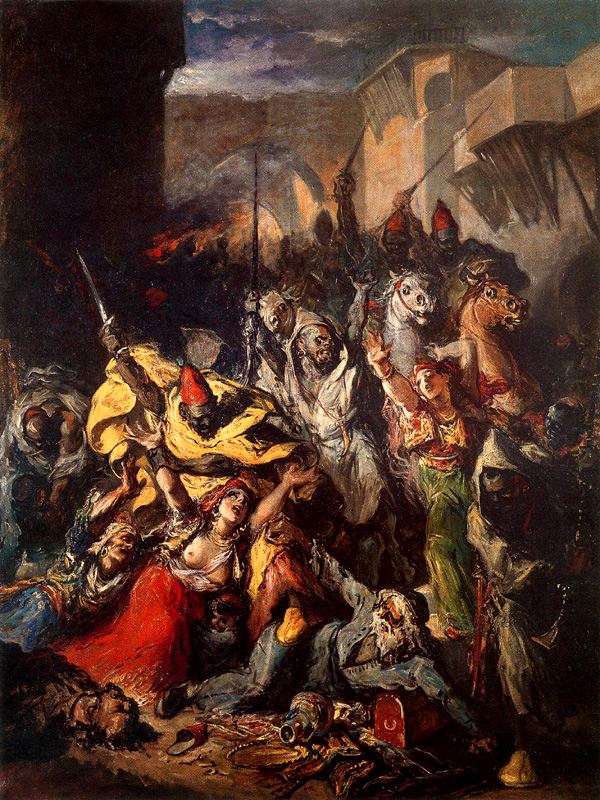
Francisco Lameyer y Berenguer: Combate de mouros
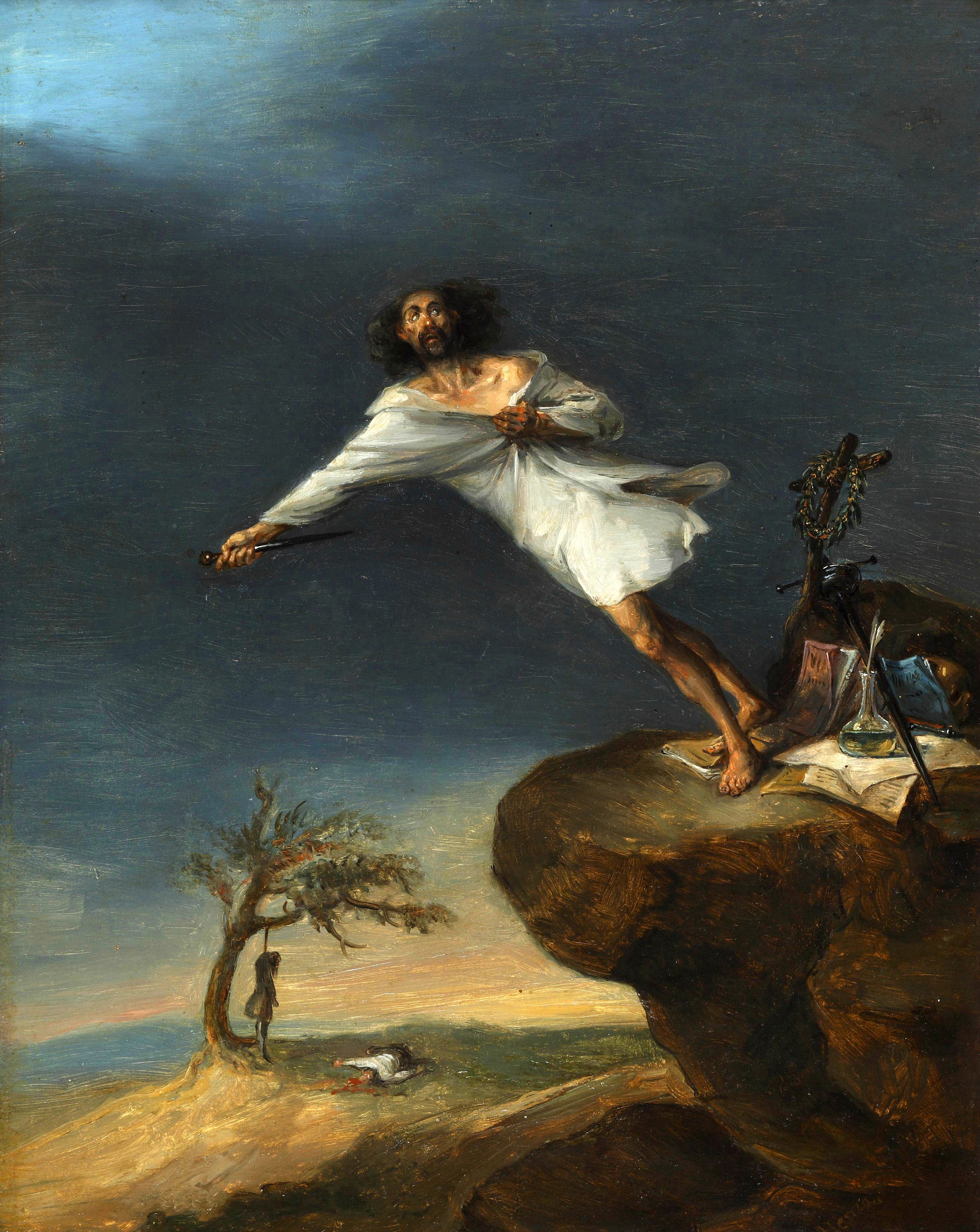
Leonardo Alenza: O suicídio
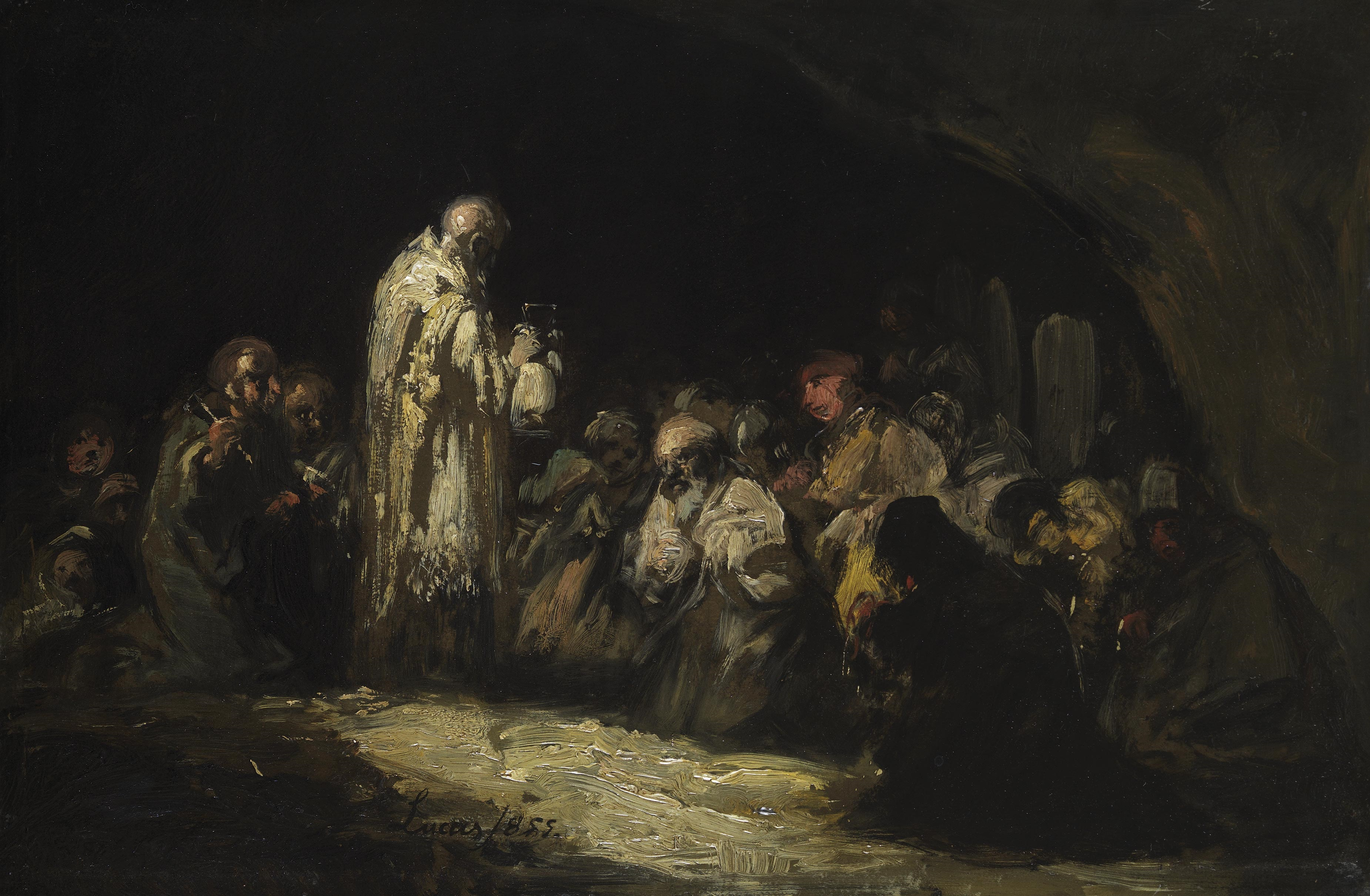
Eugenio Velázquez: A comunhão, 1855. Museu de Belas Artes de Bilbau

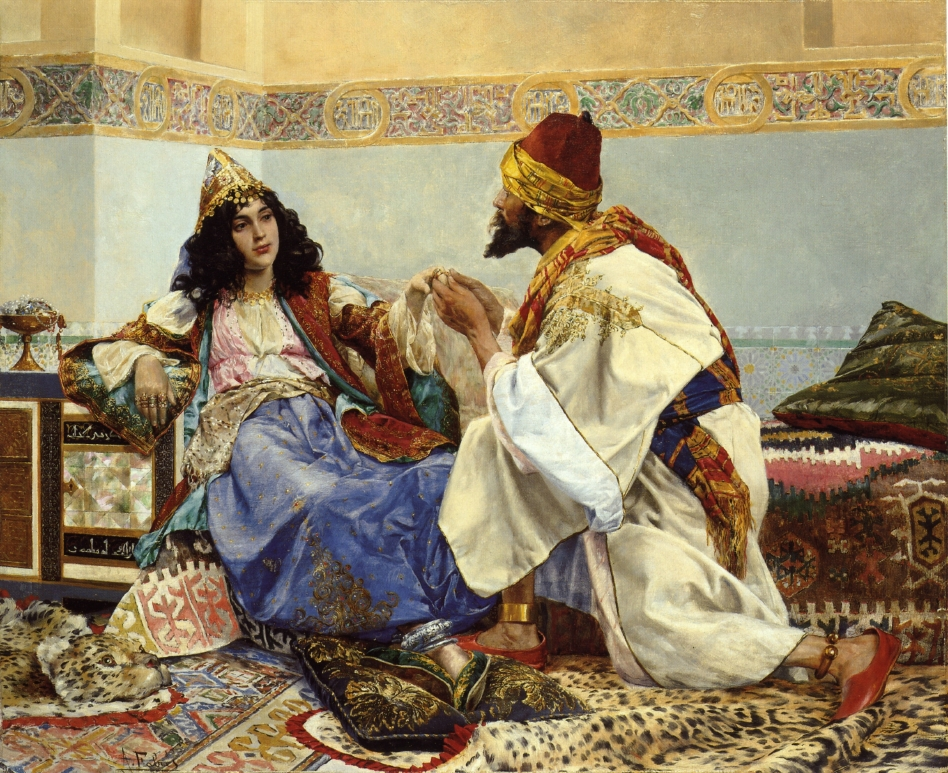
Antonio Fabres: O presente para a favorita
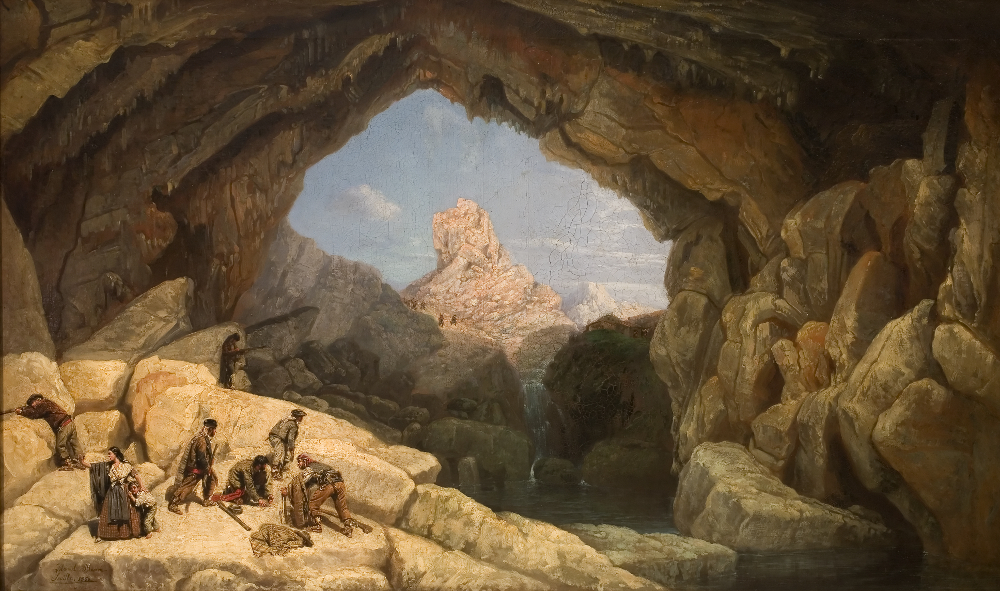
Manuel Barrón Y Carrillo: A cova do gato, 1860. Museu de Belas Artes de Sevilha
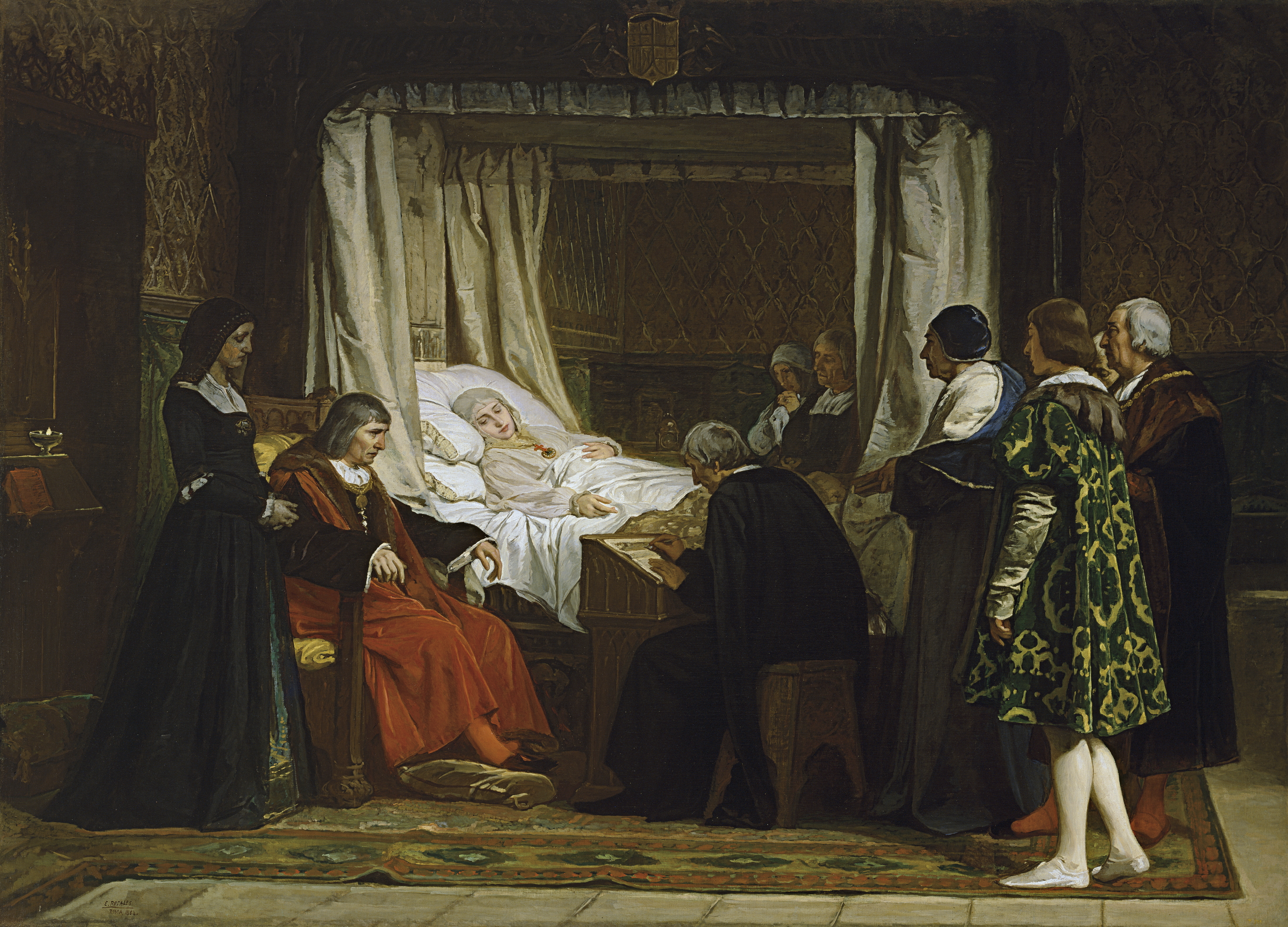
Eduardo Rosales: Dona Isabel a Católica ditando seu testamento, 1864. Museu do Prado
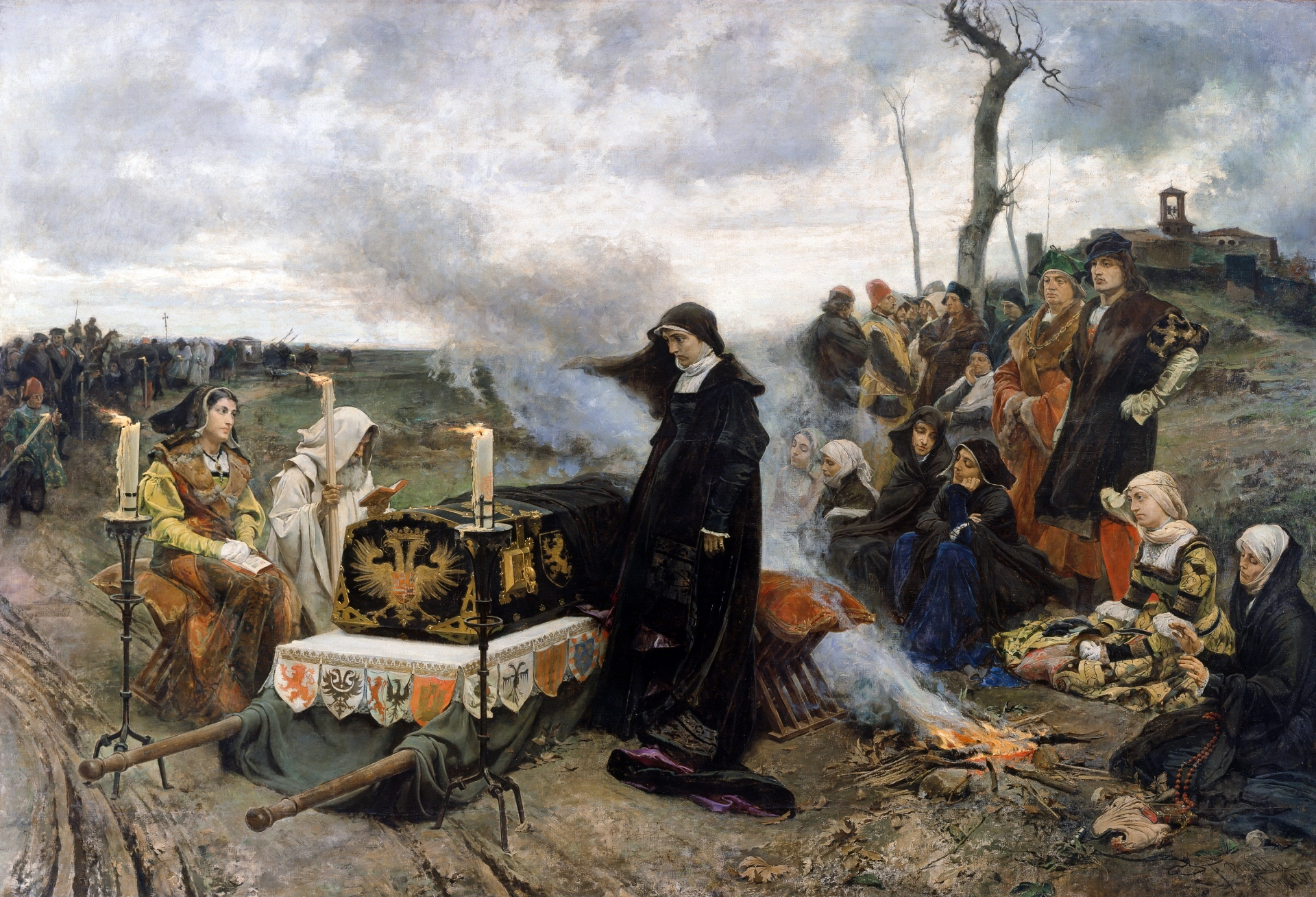
Francisco Pradilla y Ortiz: Joana, a Louca, 1877

### Brasil
Também o Brasil testemunhou um importante movimento romântico na pintura, que floresceu tardiamente, na segunda metade do século XIX, exibindo características singulares. Trouxe forte carga neoclássica e logo se mesclou ao Realismo em uma síntese eclética. O centro da arte nacional era então a Academia Imperial de Belas Artes, cujos princípios estéticos rígidos não permitiram uma expressão do individualismo criativo que marcou o Romantismo em outros países. Tampouco a dramaticidade foi especialmente buscada, salvo casos bem raros, assumindo os românticos locais um tom mais contido, mais poético.

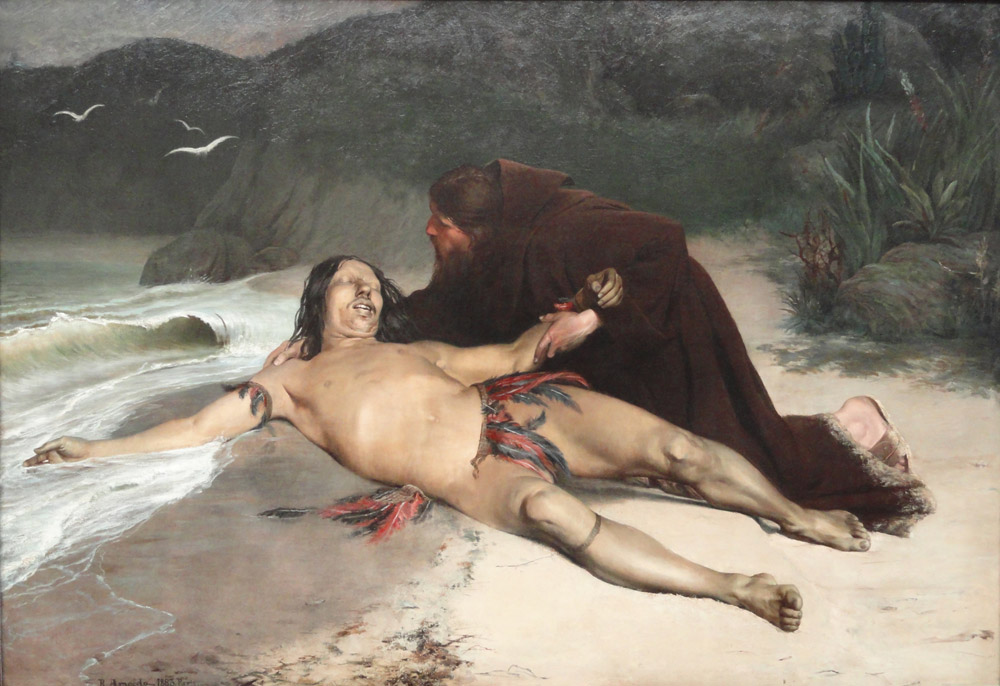
Rodolfo Amoedo: O último Tamoio, 1883. Museu Nacional de Belas Artes

No Brasil o movimento teve seu foco no nacionalismo e no Indianismo, mas foi num ambiente acadêmico que se formaram os principais nomes da geração romântica: Manoel de Araújo Porto-alegre, Victor Meirelles, Pedro Américo, Rodolfo Amoedo e Almeida Júnior. Sua obra, majoritariamente patrocinada pelo Estado, foi fundamental para elaboração de um imaginário simbólico capaz de aglutinar as forças nacionalistas em ação naquele momento, em que o império brasileiro acabava de se formar e carecia de uma história "civilizada" para poder pleitear um lugar digno entre as nações mais avançadas. A saída foi apelar para o retrato de membros da nova casa reinante e para eventos que haviam marcado a história nacional, como as grandes batalhas que definiram o território. Até há pouco considerados bárbaros e desprezíveis, os índios também passam a ocupar uma posição de destaque na arte romântica brasileira como o protótipo ideal de uma cultura pura e integrada ao seu ambiente. Artistas estrangeiros também deram uma grande contribuição nesse momento, engajando-se na pintura histórica nacionalista e no paisagismo, atraídos pelo exótico cenário tropical. Dentre estes pode-se citar Nicola Antonio Facchinetti, paisagista, Eduardo de Martino, marinista, e José Maria de Medeiros, François-René Moreaux e Augusto Rodrigues Duarte pintores históricos.
Porto-alegre foi um talento polimorfo, deixou obra de pouca expressão na pintura, embora tenha sido o precursor da geração seguinte e talvez de todos os românticos o mais típico, mas sua importância maior esteve na organização da Academia e na promoção do nacionalismo. Pedro Américo, cujas cenas históricas A batalha de Avaí e O grito do Ipiranga se tornaram imediatamente célebres, foi um caso raro entre seus pares de cultivo paralelo intensivo do orientalismo e da pintura religiosa, gêneros onde se sentia mais à vontade mas que não constituem sua produção mais relevante. Victor Meirelles, seu principal concorrente na época, foi também autor de cenas históricas emblemáticas da identidade nacional, como Moema e A Primeira Missa no Brasil, onde adota o Indianismo e se fundem sua veia lírica com suas inclinações ora classicistas ora neobarrocas. Amoedo iniciou com temas mitológicos e bíblicos, mas depois se interessou pelo Indianismo, produzindo obras importantes. Já Almeida Júnior, o outro grande nome do período, depois de um início romântico onde deixou obras significativas, evoluiu rápido para a incorporação do Realismo, com grande interesse pelos tipos populares do interior.

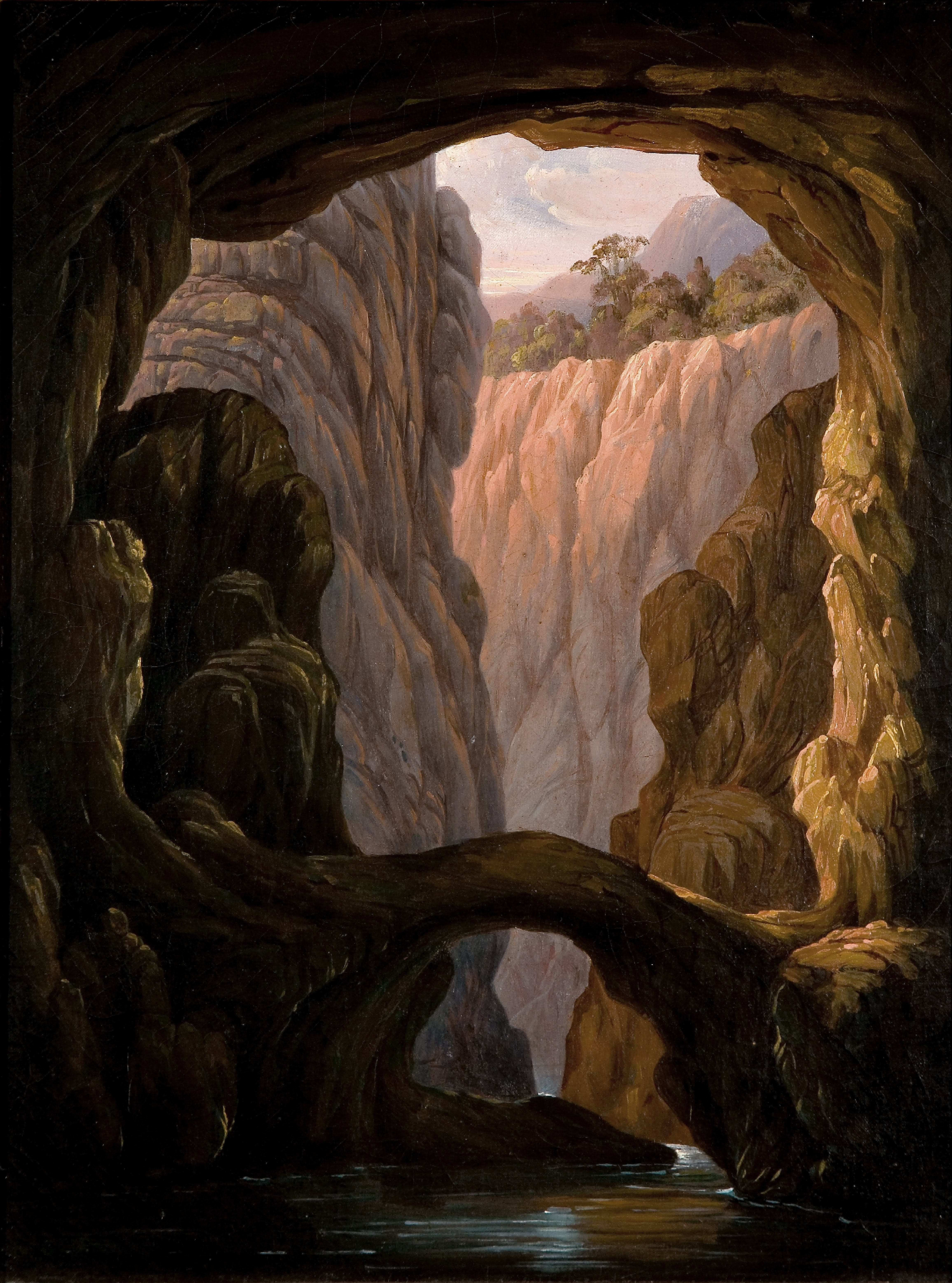
Manuel de Araújo Porto-Alegre: Gruta. Museu Nacional de Belas Artes
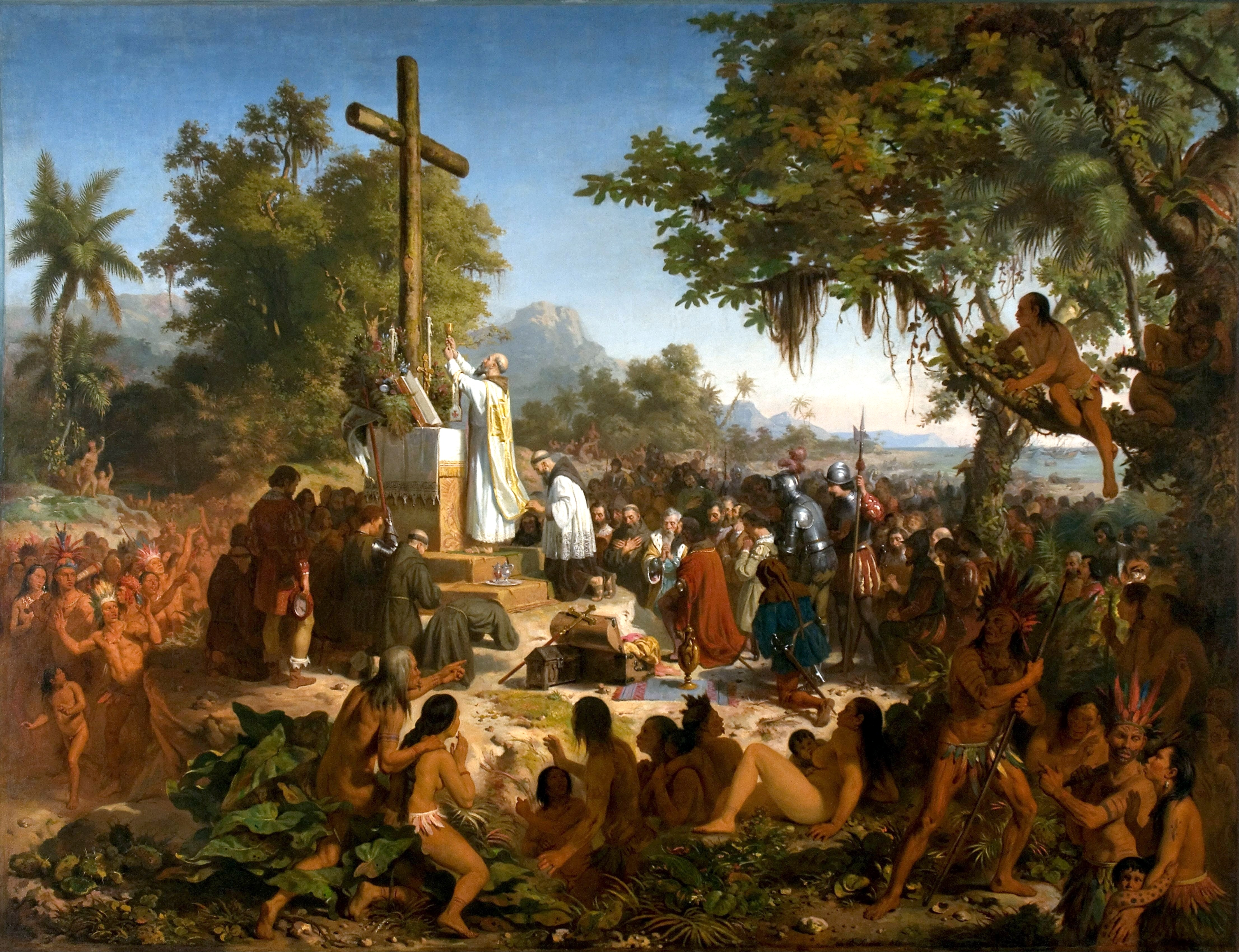
Victor Meirelles: A primeira Missa no Brasil, 1861. Museu Nacional de Belas Artes
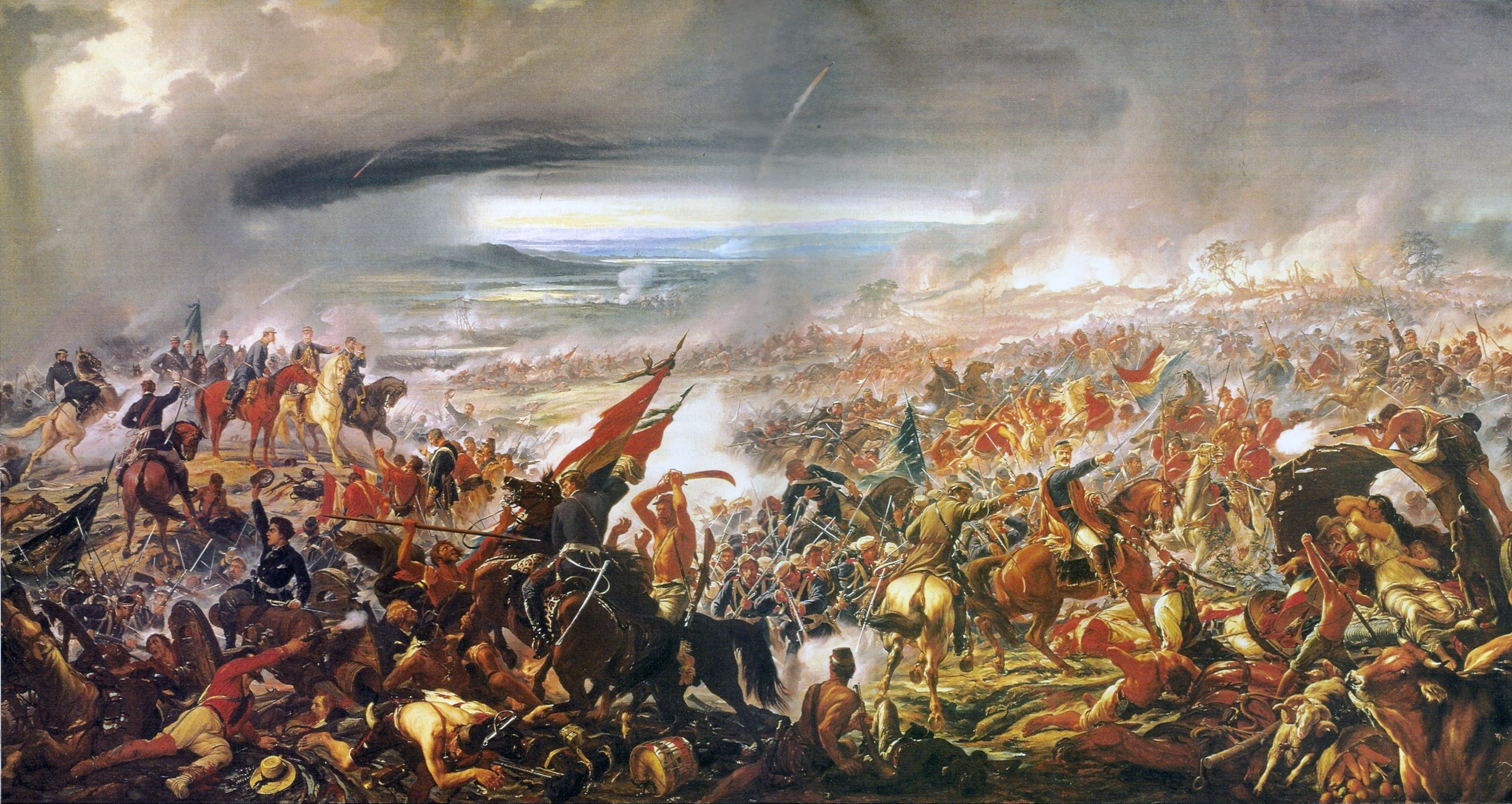
Pedro Américo: A batalha do Avaí, 1872-77. Museu Nacional de Belas Artes
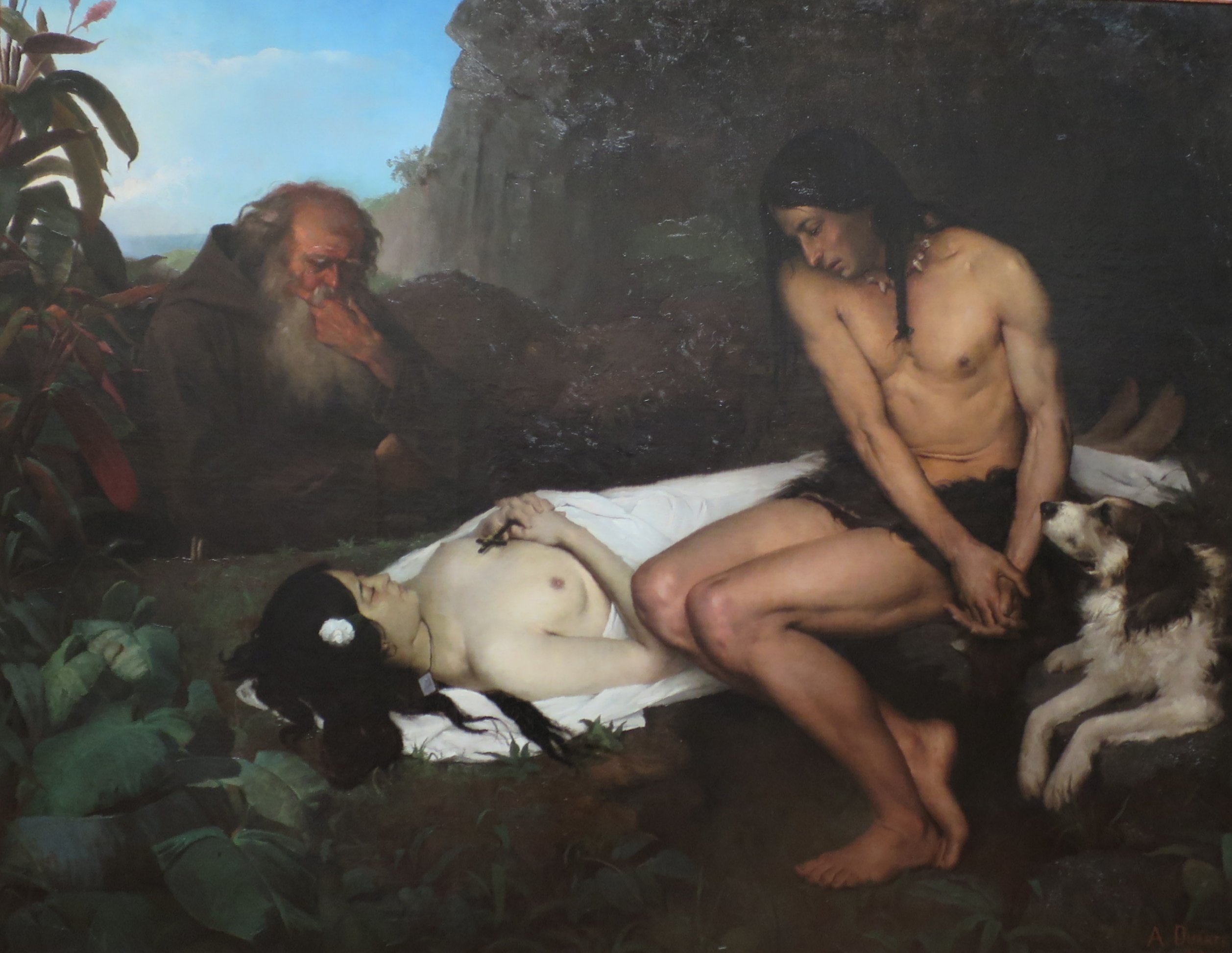
Augusto Rodrigues Duarte: As exéquias de Atalá, 1878. Museu Nacional de Belas Artes

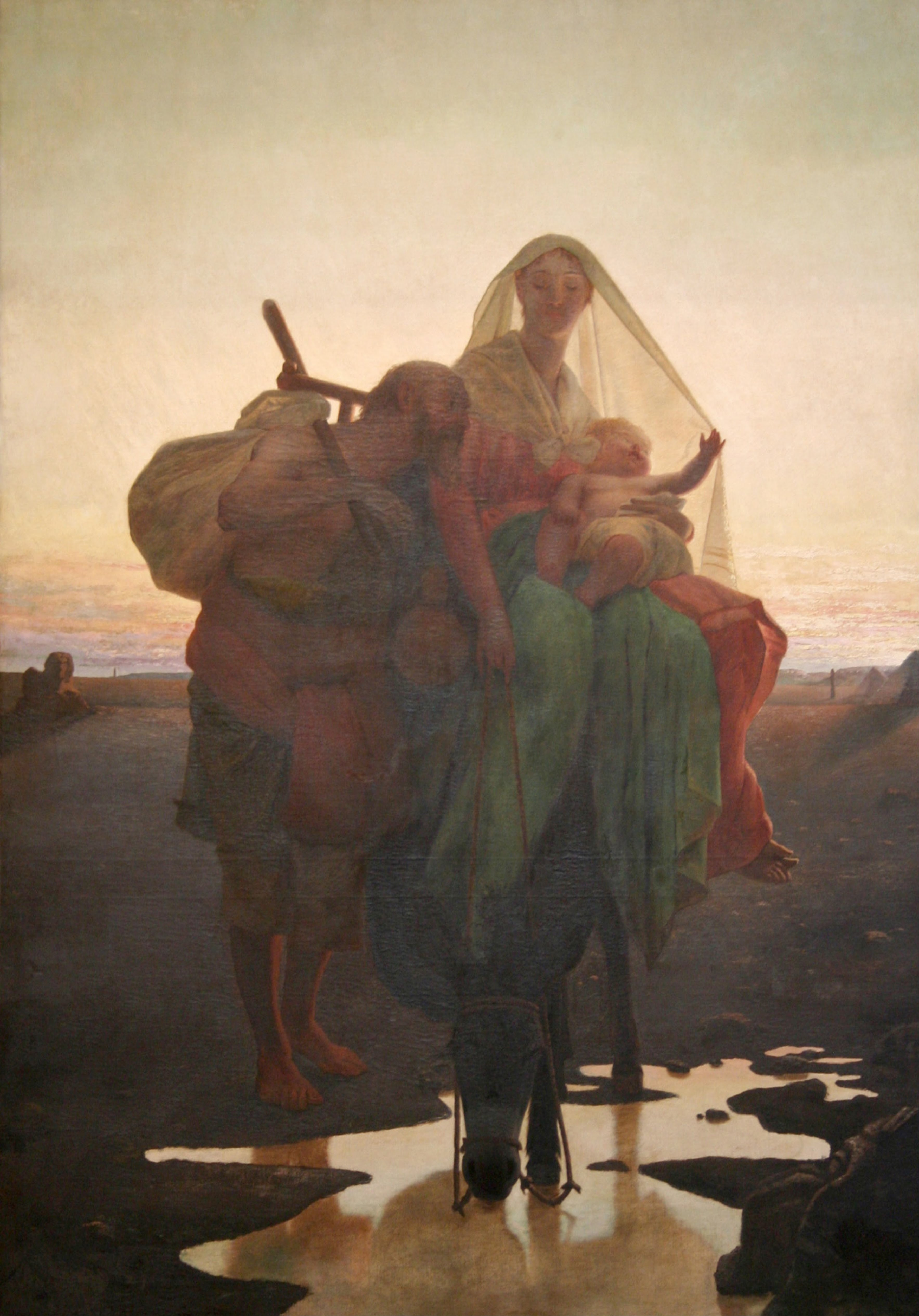
Almeida Júnior: Fuga para o Egito, 1881. Museu Nacional de Belas Artes
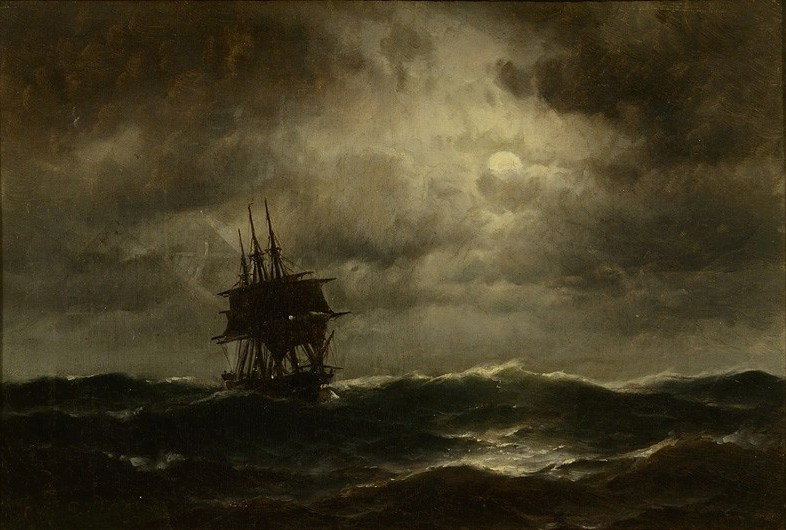
Eduardo de Martino: Veleiro em alto mar. Museu Nacional de Belas Artes
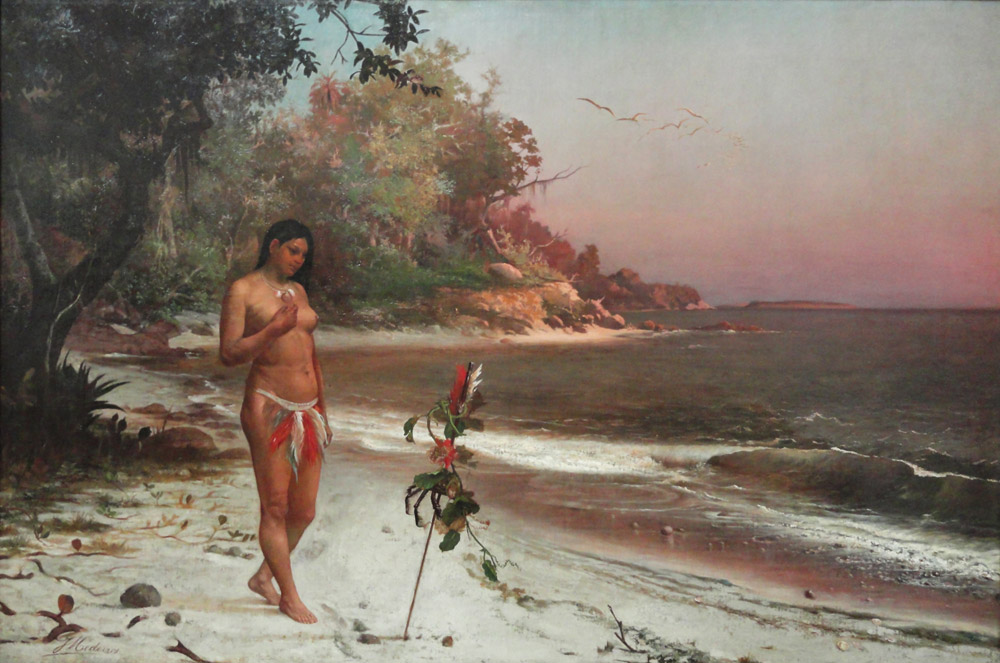
José Maria de Medeiros: Iracema, 1884. Museu Nacional de Belas Artes
Nicola Facchinetti: Lagoa Rodrigo de Freitas, Rio de Janeiro, ca. 1884. Museu Nacional de Belas Artes

### Portugal
Domingos Sequeira fez a transição do Neoclassicismo para o Romantismo, sendo dos primeiros a iniciar um percurso romântico, através da desaparecida obra Morte de Camões exposta em Paris em 1824, percurso que haveria de prosseguir até à sua morte em 1837. Ainda na fase neoclássica explora várias temáticas, mostrando-se genial em todas, da alegoria à pintura de história, religiosa e de cenas da vida local. No retrato também mostra uma qualidade e uma evolução notáveis, sendo de referir o Retrato do Conde de Farrobo, de 1813, que assenta em ideias neoclássicas, mas o Retrato dos filhos (em imagem), cerca de 1816, com características nitidamente românticas. A sua pintura religiosa, realizada a partir de 1827, apresenta um domínio magistral da luz, aproximando-se da forma difusa apenas comparável a Rembrant e Turner.
Os restantes artistas, em consequência da instabilidade vigente, só mais aderem à nova estética, considerando-se que a pintura romântica portuguesa, se desenvolve apenas depois da vitória liberal. Deve ser encarada como uma junção de vários artistas, portugueses e estrangeiros, seguindo percursos individuais, sem formar uma "escola" baseada em princípios ideológicos claros. Esta atitude, além de curiosa e pouco habitual no Romantismo, pode ser compreendida como um reflexo da importância crescente do individualismo. Claramente afastada dos princípios académicos, desenvolve uma sensibilidade baseada na pintura de costumes populares e paisagens, quase bucólica, que de algum modo se aproxima do futuro Naturalismo, em quadros de pequenas dimensões. Destacam-se Tomás da Anunciação, João Cristino da Silva, Leonel Marques Pereira e Auguste Roquemont. 
Outros pintores se destacam noutro tipo de pintura. O retrato, tornou-se a especialidade do Visconde de Meneses que segue a linha dos grandes retratistas britânicos. Pintor de grande sensibilidade e talento fixa a sociedade elegante, em simultâneo com um percurso mais pessoal, baseado em cenas de costumes populares. A sua grande qualidade como retratista é inegável, como se pode ver na sua obra mais conhecida, "O retrato da Viscondessa de Meneses", de 1862, mostrando a sua esposa com um elegante vestido de corte, numa varanda com paisagem, colocando-o entre os grandes retratistas do seu tempo.
Miguel Ângelo Lupi tenta vários percursos artísticos, desde os costumes à pintura de história, destacando-se também como retratista. Pintor de talento, chegou a ser nomeado professor da academia e na pintura de história Francisco Metrass é o principal representante.

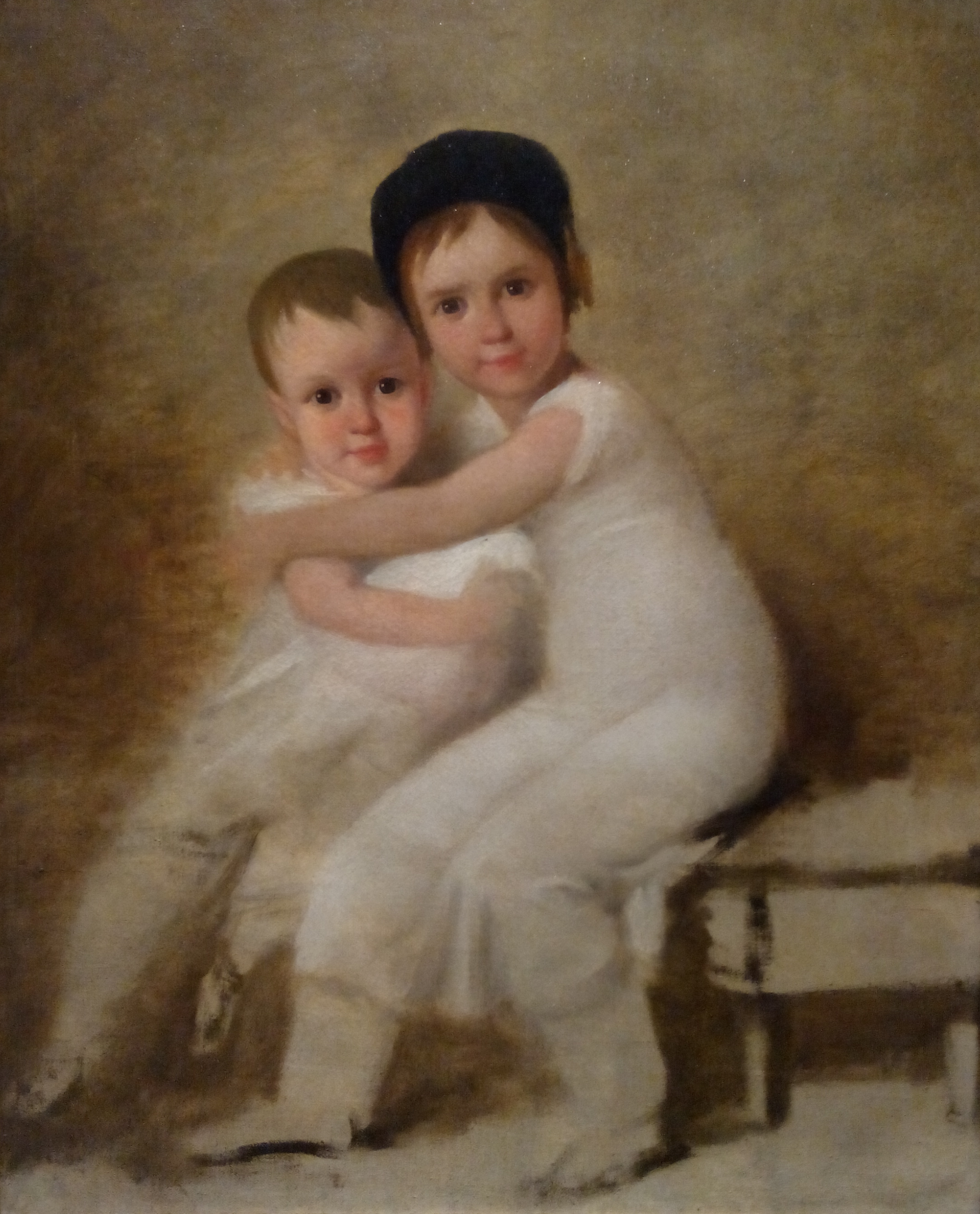
Domingos António de Sequeira: Retrato de Domingos e Mariana Benedita Vitória de Sequeira, (1815-16). Museu Nacional de Arte Antiga
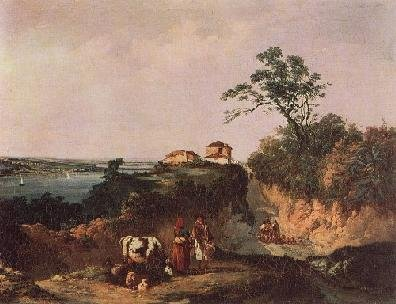
Tomás da Anunciação: Vista de Amora (1852), Museu do Chiado
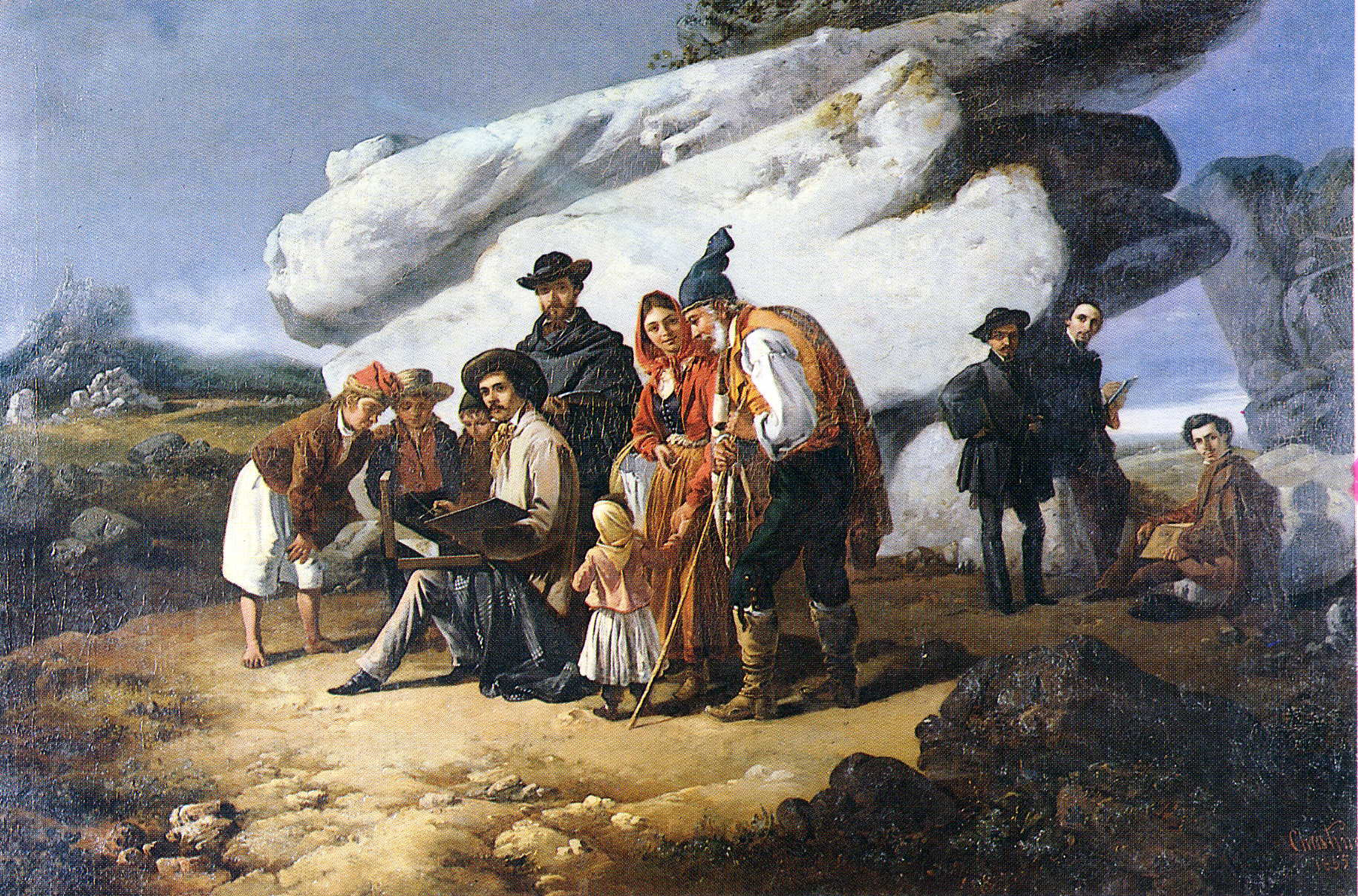
João Cristino da Silva: Cinco Artistas em Sintra (1855). Museu do Chiado
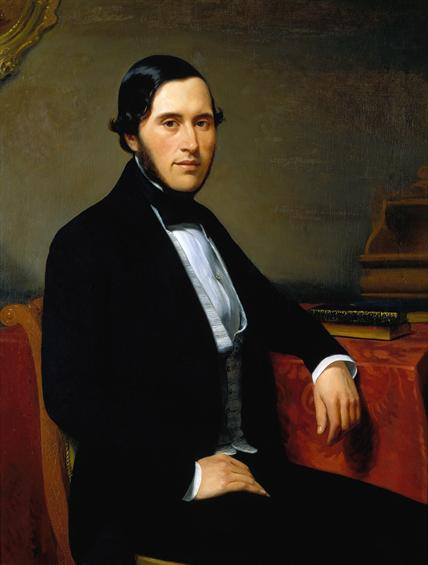
Auguste Roquemont: António de Almeida Coutinho e Lemos[17] (1845). Museu Nacional de Soares dos Reis

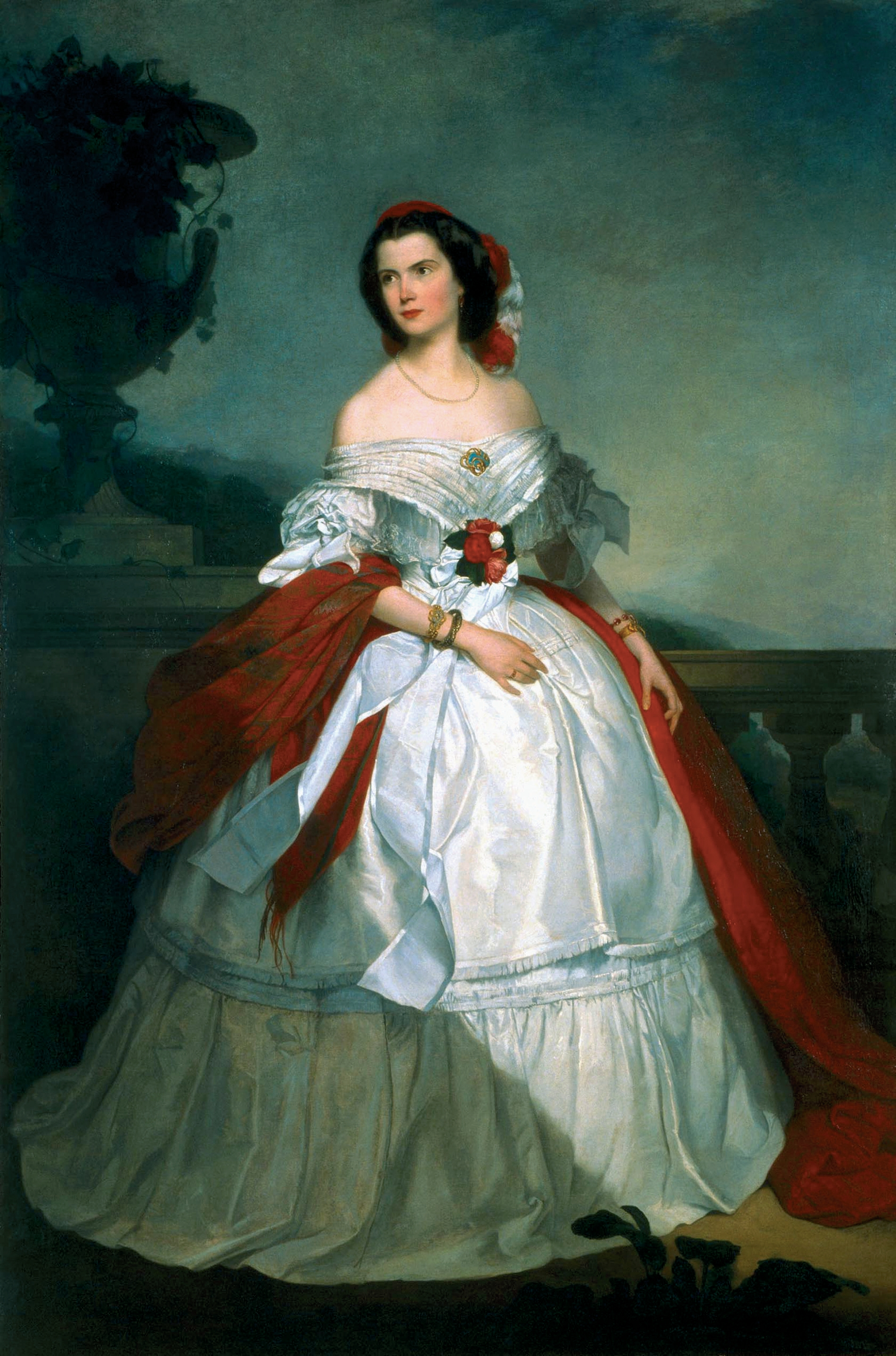
Visconde de Menezes: Retrato de D. Carlota, Viscondessa de Menezes (1862). Museu do Chiado
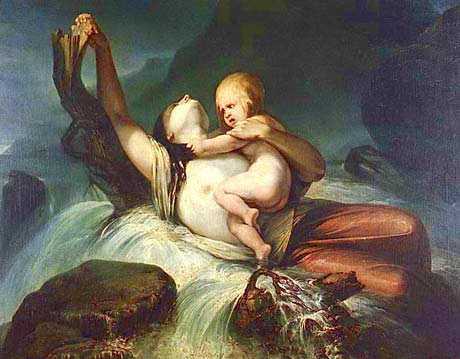
Francisco Augusto Metrass: Só Deus!, 1856. Museu do Chiado
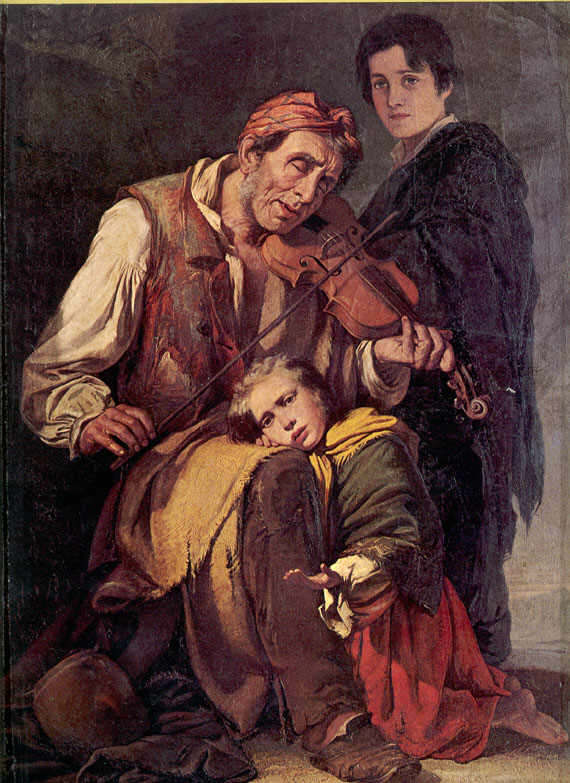
José Rodrigues: O Rabequista Cego, 1855. Museu do Chiado
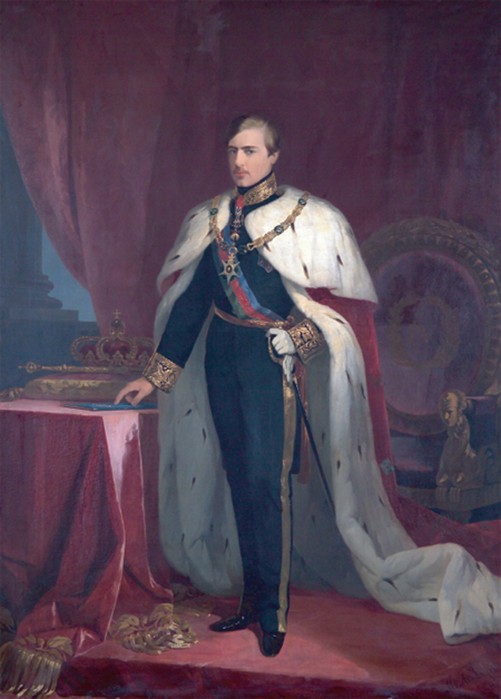
Miguel Ângelo Lupi: Retrato de D. Pedro V, (1862). Palácio Nacional da Ajuda

## Outros países
Na Suíça um grande representante do Romantismo foi Arnold Böcklin. Inspirado pela obra do alemão Friedrich e ligado também ao Simbolismo, criou um mundo de fantasia que enfatizava o mistério e a morte, abordando a mitologia e a alegoria. Foi uma influência importante para artistas do século XX como Max Ernst, Salvador Dalí e Giorgio de Chirico. Outros autores de nomeada são Albert Anker e Konrad Grob, com sua atenção ao povo do campo; Antonio Ciseri, ativo entre a Suíça e Florença com um estilo realista mas com uma temática de cenas bíblicas tocadas de uma pungência romântica; Barthélemy Menn, introdutor na região da pintura ao ar livre e dono de um estilo intimista no paisagismo, e Johann Gottfried Steffan, talvez o mais importante paisagista suíço do século XIX, com grande senso para atmosfera.

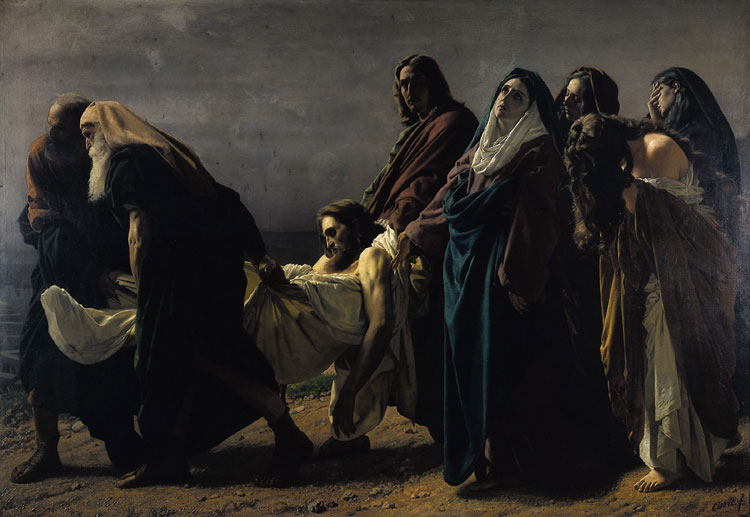
Antonio Ciseri: Traslado do corpo de Jesus ao sepulcro, 1864-1870. Santuário della Madonna del Sasso

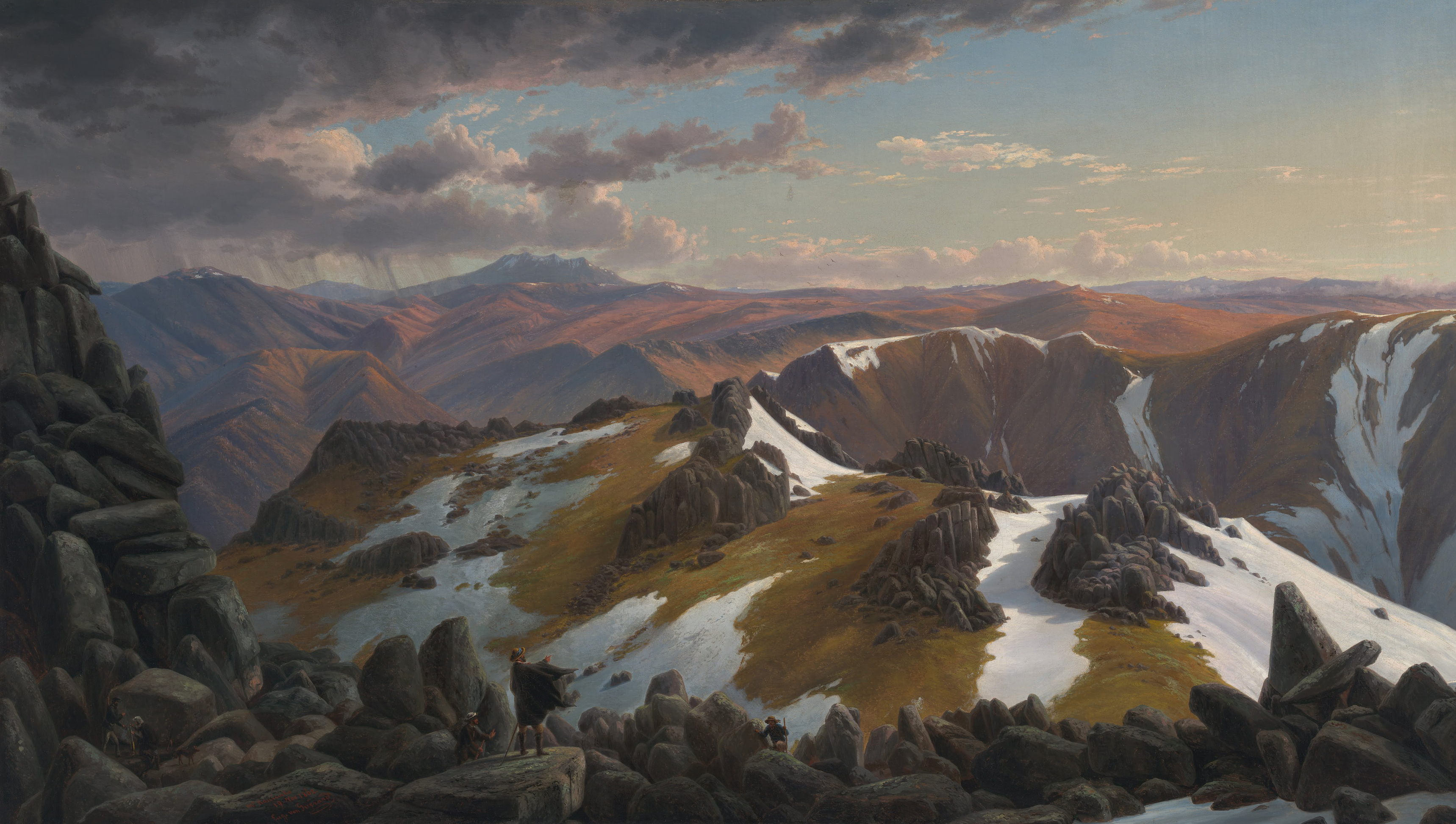
Eugene von Guérard: Vista nordeste do Monte Kosciuszko, 1863. Galeria Nacional da Austrália

Na Dinamarca o Romantismo aparece somente em meados do século XIX, após a queda do absolutismo e a fundação do novo Estado. Então o interesse se volta para temas nacionalistas e a arte italianizada anterior cede o lugar para cenas mostrando as fazendas e os pescadores locais. O nacionalismo chega a um ponto alto em torno do debate sobre a primeira Constituição dinamarquesa, quando a pintura se isola do restante europeu e adquire um caráter provinciano. Essa tendência só foi quebrada em torno de 1870, quando artistas como Peder Severin Krøyer viajam pela Europa e entram em contato com as novas correntes naturalistas e realistas. Dentre os melhores representantes da pintura romântica ali se contam Christen Dalsgaard, Julius Exner, Jørgen Sonne e Frederik Vermehren, que trabalharam principalmente cenas de gênero e temas nacionalistas folclóricos situados nas planícies da Jutlândia, dando grande atenção aos efeitos atmosféricos. Sua observação do detalhe abriu caminho para a introdução do Realismo no país.
A Noruega teve na Alemanha um centro principal para a formação de seus primeiros pintores. Hans Gude e Johan Christian Dahl, que acabaram se radicando ali, deram significativas contribuições para o desenvolvimento do paisagismo alemão, mas Gude mais tarde teve especial relevância para a pintura norueguesa, da qual é considerado o fundador. Foi mestre em Düsseldorf, Karlsruhe e Berlim de três gerações de pintores noruegueses, entre os quais Frederik Collett, Erik Bodom, Amaldus Nielsen e Gunnar Berg, que acorriam para onde quer que ele estivesse a ensinar. Em linhas gerais o Romantismo na Noruega seguiu o caminho dos outros países da Europa. Depois de 400 anos sendo vista uma província atrasada, o impulso nacionalista surgido depois de uma independência parcial conquistada à Dinamarca em 1814 só pôde encontrar traços identitários na cultura camponesa e na bela paisagem da região, que se tornam os centros de interesse para a arte. Outros românticos noruegueses foram Peter Nicolai Arbo, Lars Hertervig, Knud Bergslien, Peder Balke e Adolph Tidemand.
Colonizada pelos ingleses no fim do século XVIII, a Austrália não tardou muito a formar uma escola nacional de pintura romântica, explorando as características ainda desconhecidas pelo ocidental desse vasto continente. Aqui a pintura começa a ganhar fôlego a partir da década de 1840, quando viajantes, estrangeiros residentes e artistas locais marcam presença ativa no país e começa a se formar um mercado apreciador e consumidor de arte. A paisagem é o tema central dos românticos australianos, tanto como forma de consolidar um senso de identidade nacional como para dar a conhecer para o mundo as belezas da terra. Entre os melhores pintores da época estavam Knut Bull, Augustus Earle, John Glover, Samuel Thomas Gill, Nicholas Chevalier, Eugene von Guérard, H.J. Johnstone, James Howe Carse, William Strutt, Abraham-Louis Buvelot, Frederick McCubbin e Thomas Baines.

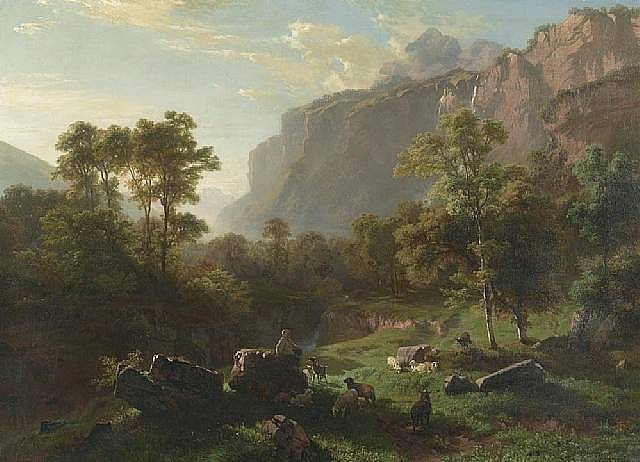
Johann Steffan: Jovens pastores, 1858
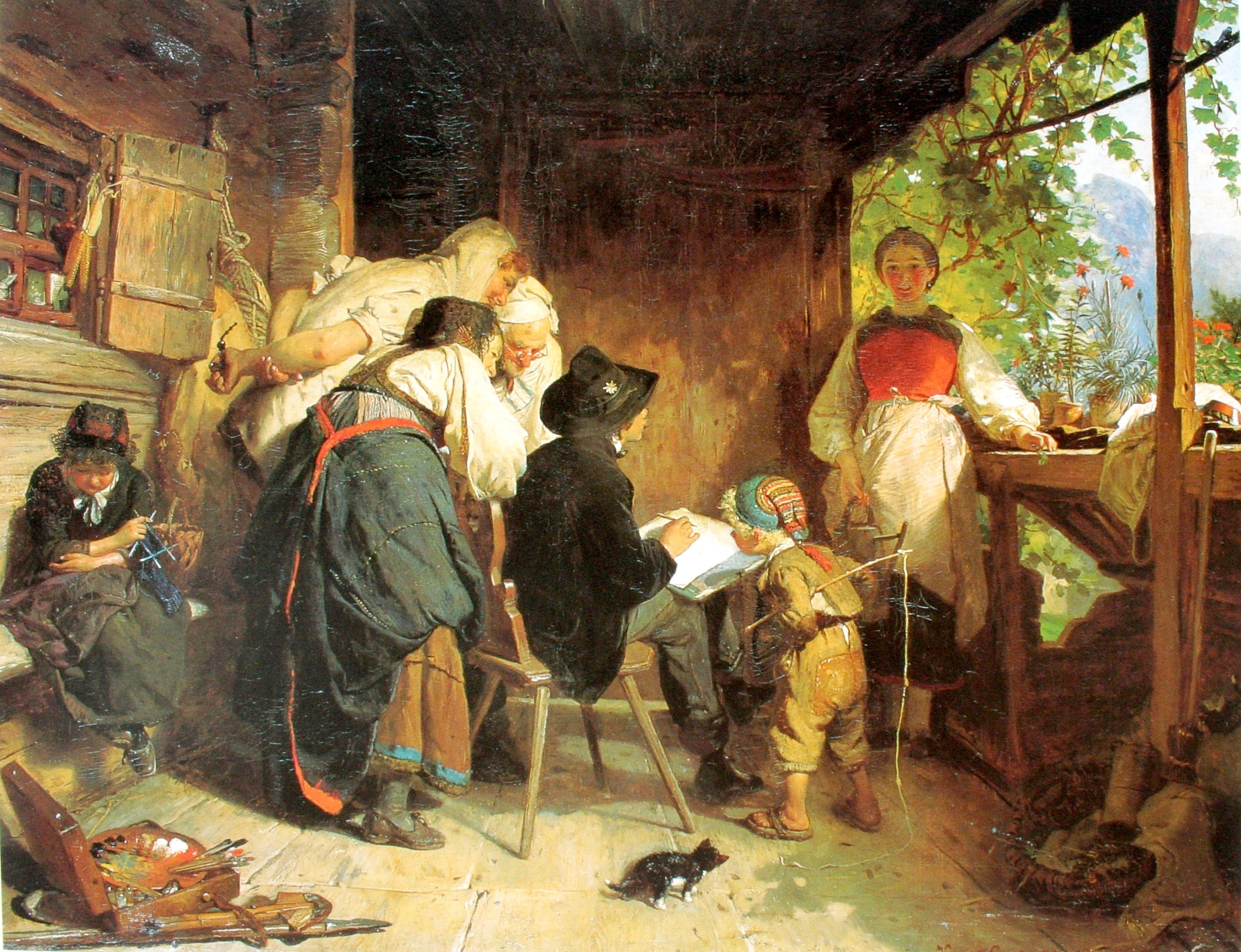
Konrad Grob: O pintor em seu estúdio, 1872
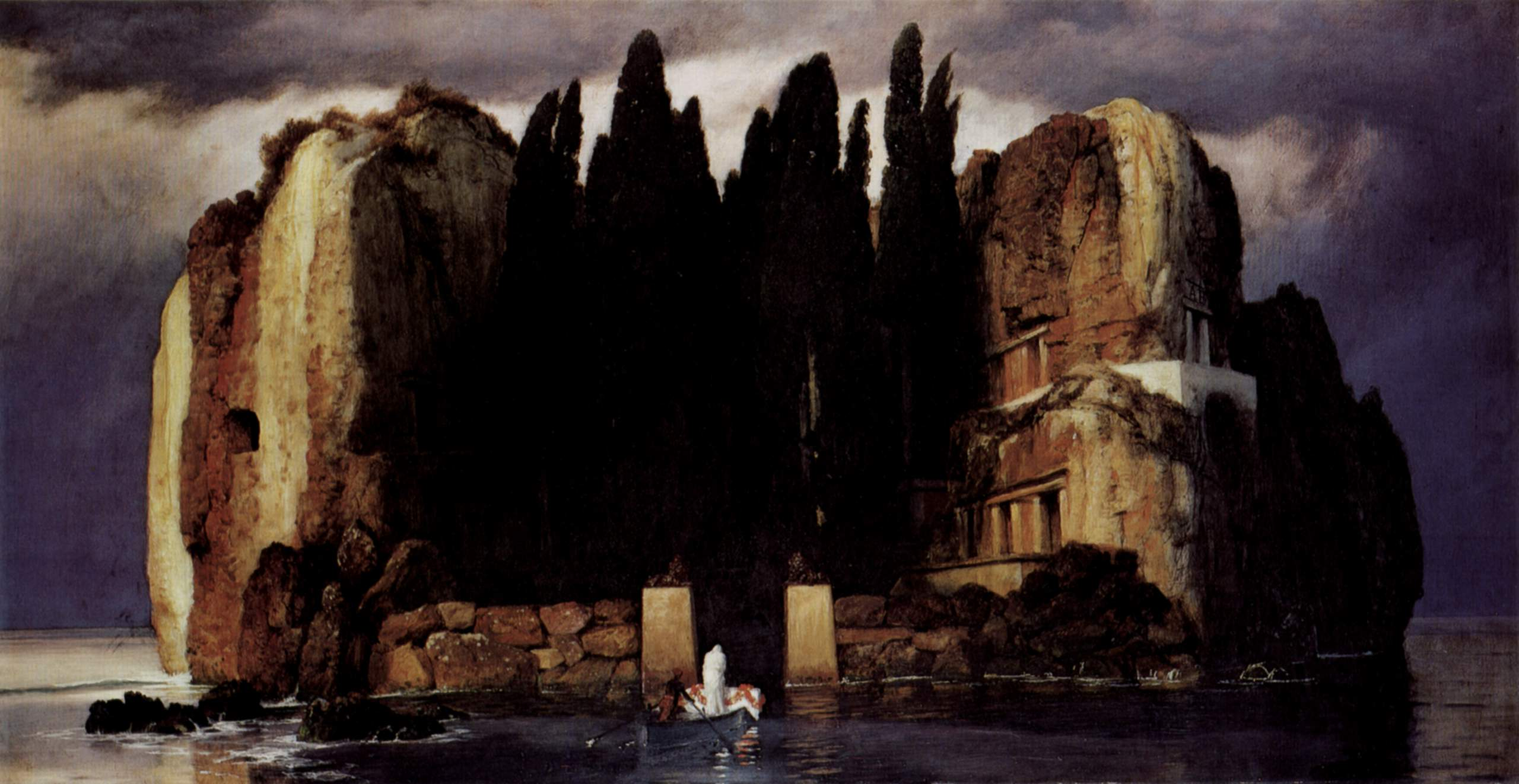
Arnold Böcklin: Ilha dos mortos V, 1886. Museum der bildenden Künste
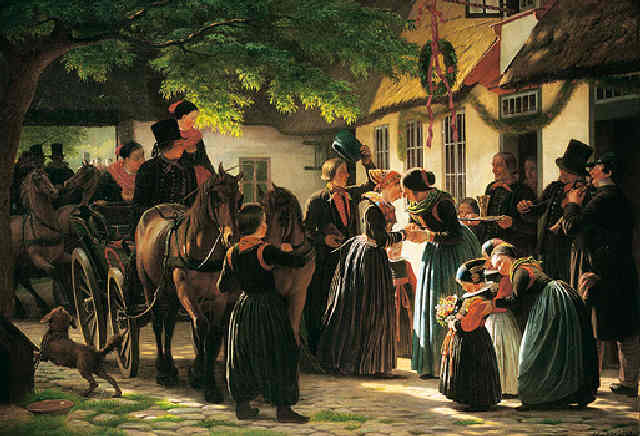
Julius Exner: Et brudepars hjemkomst fra kirken, Amager, 1863

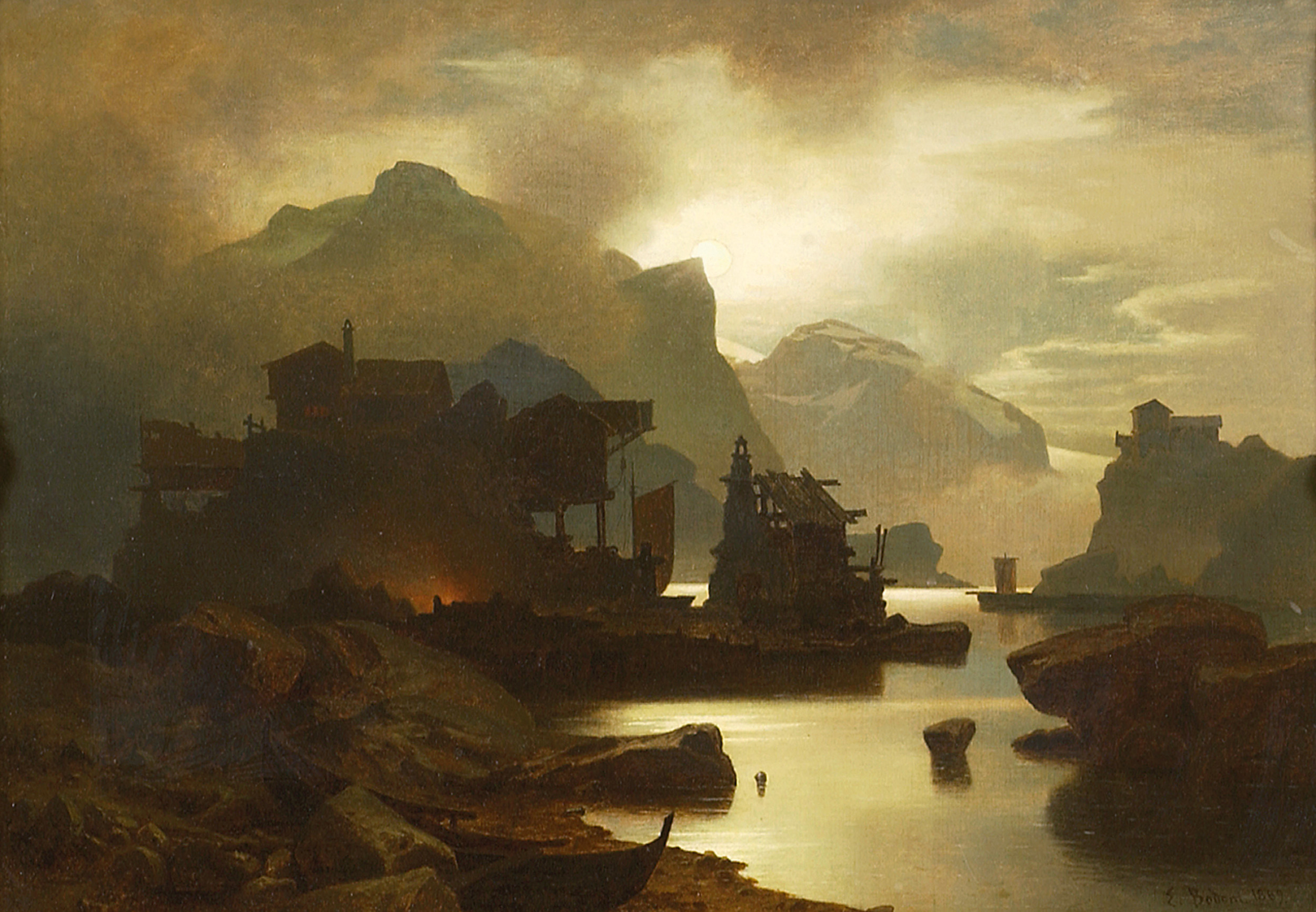
Erik Bodom: Måneskinn, 1869
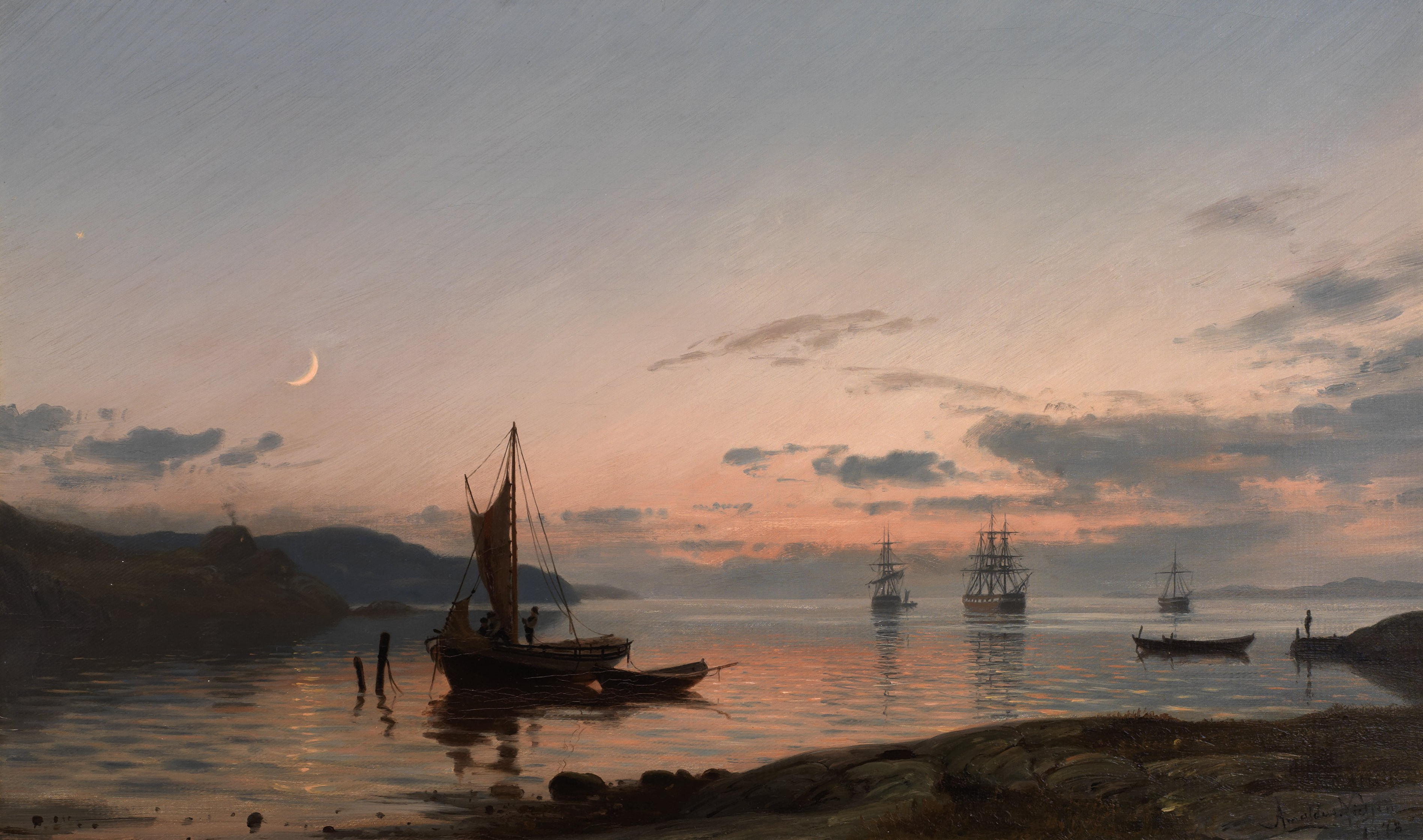
Amaldus Nielsen: Aftenstemning, 1878
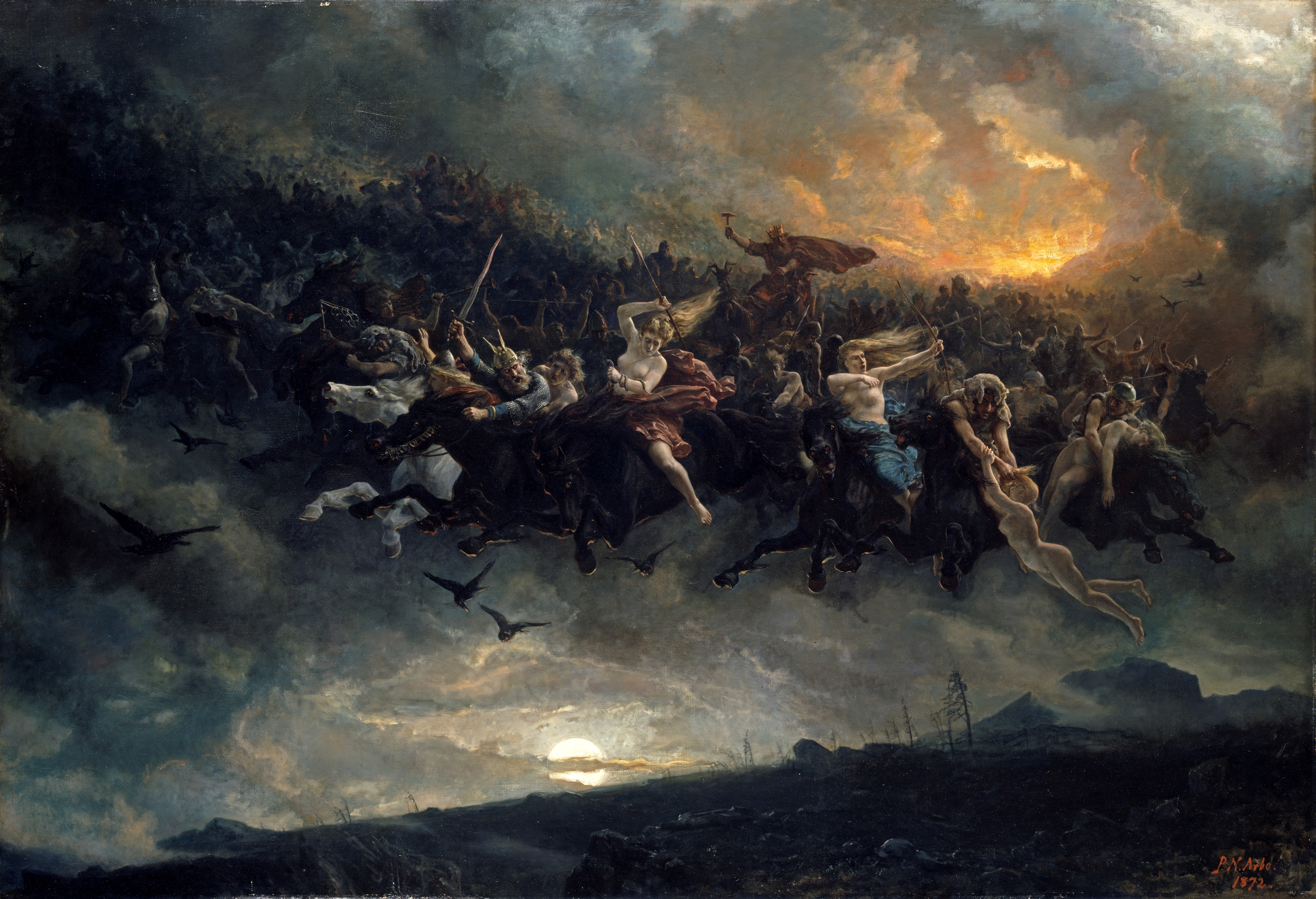
Peter Nicolai Arbo: Åsgårdsreien, 1872. Nasjonalgalleriet
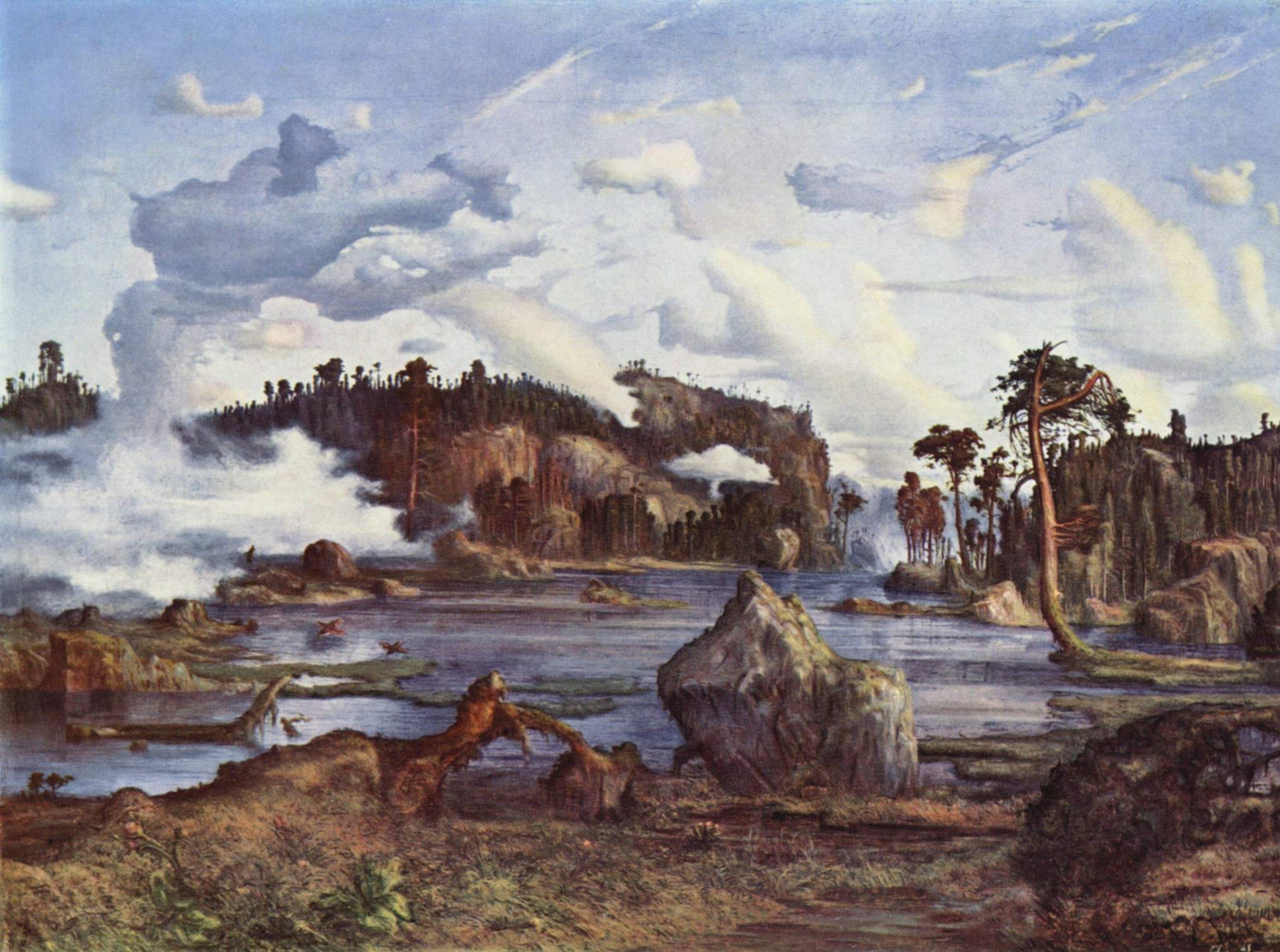
Lars Hertervig: Mar e floresta, 1865. Nasjonalgalleriet

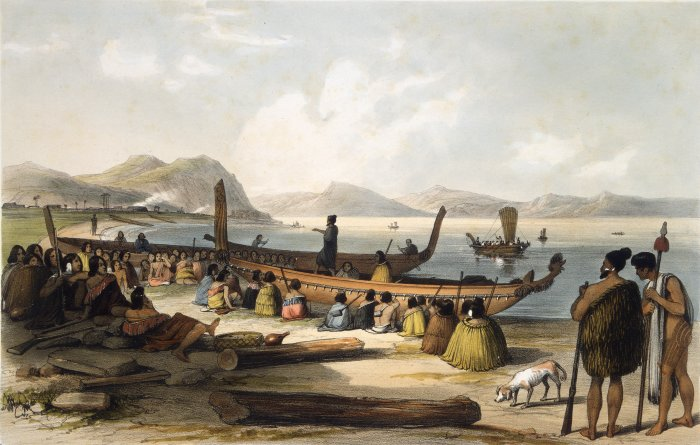
Augustus Earle: Discurso de guerra, c. 1827.
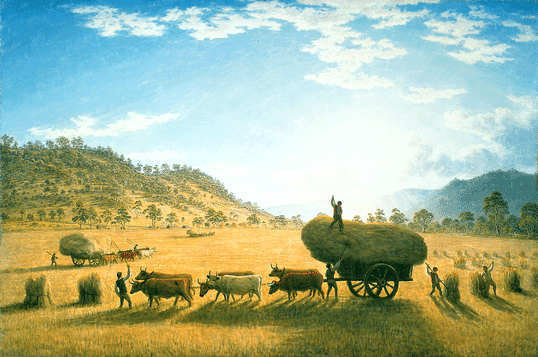
John Glover: Colheita, 1835. Biblioteca Nacional da Austrália
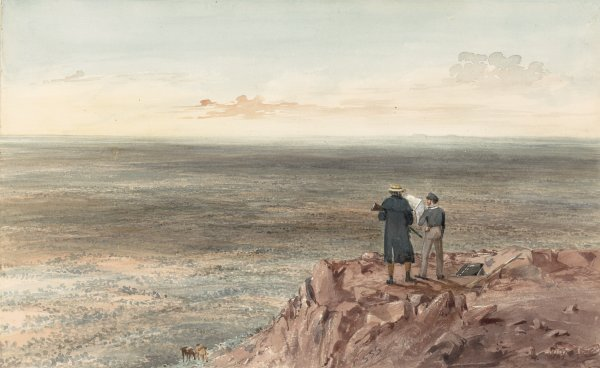
Samuel Thomas Gill: Paisagem noroeste de Tableland, c. 1846.
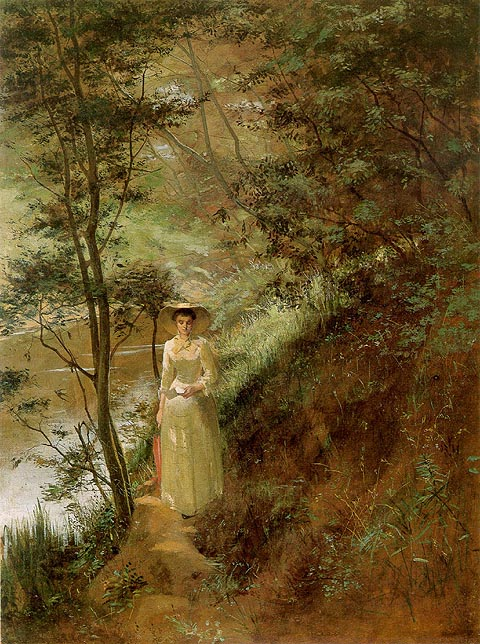
Frederick McCubbin: A carta, 1884. Ballarat Fine Art Gallery.

## Legado
A ênfase na originalidade, na subjetividade, na independência criativa, no isolamento do artista em seu meio, são contribuições românticas a uma ideia ainda prevalente do que é ser um artista. Como uma crítica, sob um outro ângulo esses atributos também podem ser considerados uma descida em direção à auto-indulgência, ao sentimentalismo, ao orgulho criativo, ao escapismo e à indisciplina. Também se nota em alguns artistas uma tendência ao pessimismo e a uma fixação mórbida no lado escuro da vida. Entretanto, sua apreciação reverente pelas belezas da natureza e seu desejo de integração a ela foram influências importantes para gerações posteriores e podem ter sido das primeiras manifestações do que hoje se conhece pelo nome de ecologia. Sua fé no indivíduo e em suas capacidades latentes, bem como sua preocupação por uma sociedade mais justa e igualitária, e sua recusa às convenções arbitrárias e dogmáticas de estruturas sociais e culturais tradicionalistas, foram as molas propulsoras de uma revisão profunda nos sistemas de governo, de arte e de crenças, que originou a liberdade de pensamento e a democracia modernas. Seu interesse pelos folclores nacionais e por estilos antigos como o gótico e o românico, antes tidos como expressões bárbaras, resgatou elementos culturais importantes para uma nova concepção de história e fomentou movimentos nacionalistas em vários países. Também deram força a uma maior integração internacional com sua busca de paisagens exóticas e seu fascínio pelo oriente. A pintura romântica foi fundamental na organização de escolas estéticas subsequentes, permanecendo como uma referência até o advento do Modernismo no século XX, quando alimentou o Surrealismo e o Expressionismo e, mais tarde, o Neo-Romantismo. Seu impacto sobre as artes e a cultura do ocidente foi tão extenso e duradouro que, se considerarmos seus valores de primazia da liberdade, da originalidade e da auto-expressão, podemos dizer que toda arte moderna é, em certo sentido, romântica.